# Medaglie, decorazioni e ordini cavallereschi italiani
Le medaglie, decorazioni e ordini cavallereschi italiani sia militari sia civili, comprendono i sistemi premiali ufficialmente adottati dalle varie espressioni istituzionali riconosciute nella definizione legittima di Stato Italiano (Regno d'Italia e Repubblica Italiana) o che si sono riconosciute illegittimamente come tali (Repubblica Sociale Italiana) a partire dal 1861. Sono incluse anche le medaglie commemorative di grandi Unità in guerra o quelle relative a campagne militari che pur non essendo ufficiali (ossia non regolamentate da provvedimenti normativi) sono comunque state oggetto di ampia distribuzione e appaiono frequentemente nei medaglieri dei reduci. Ogni insegna è riconoscibile dal relativo nastrino.

## Generalità
In Italia non esiste una norma di legge che definisca e articoli in modo univoco e complessivo il sistema premiale nazionale. L'ordine di precedenza tra le insegne, cambiato più volte nel corso degli anni, risulta differentemente disciplinato in ambito civile e militare, così come negli altri corpi dello Stato, dove è normato dai relativi regolamenti per la disciplina delle uniformi.
La stessa suddivisione per categorie non è soggetta a una normativa vincolante ed esaustiva, anche se l'uso consolidato dalla tradizione indica una distinzione netta tra le onorificenze di tipo cavalleresco e le altre, tra le quali spiccano quelle conferiti per atti di valore o di merito dal resto delle insegne concesse per altre motivazioni.
È comunque possibile una suddivisione dei segni d'onore nelle seguenti categorie:
- le medaglie, l'insieme dei segni d'onore concessi per commemorare la partecipazione a un determinato evento o il conseguimento di determinati requisiti (per esempio l'anzianità di servizio), oppure concessi come benemerenze per atti meritevoli di minore rilevanza e/o svolti nei confronti o nell'ambito di un ente specifico;
- le decorazioni, i segni d'onore, accompagnati da motivazione, conferiti come riconoscimento per significativi atti di valore o di merito;
- le onorificenze cavalleresche, che conferiscono un titolo a chi ne è insignito.

Nota: la prima delle date che accompagnano ciascuna insegna si riferisce all'istituzione originale della medaglia, decorazione od ordine cavalleresco, anche quando precedente la costituzione dello Stato italiano unitario; la seconda, quando indicata, si riferisce invece alla sua estinzione, cioè quando la medaglia, decorazione o l'ordine cavalleresco è uscita dal sistema premiale dello Stato italiano; in entrambi i casi le date sono quelle di promulgazione del relativo provvedimento legislativo.

## Sintesi storica

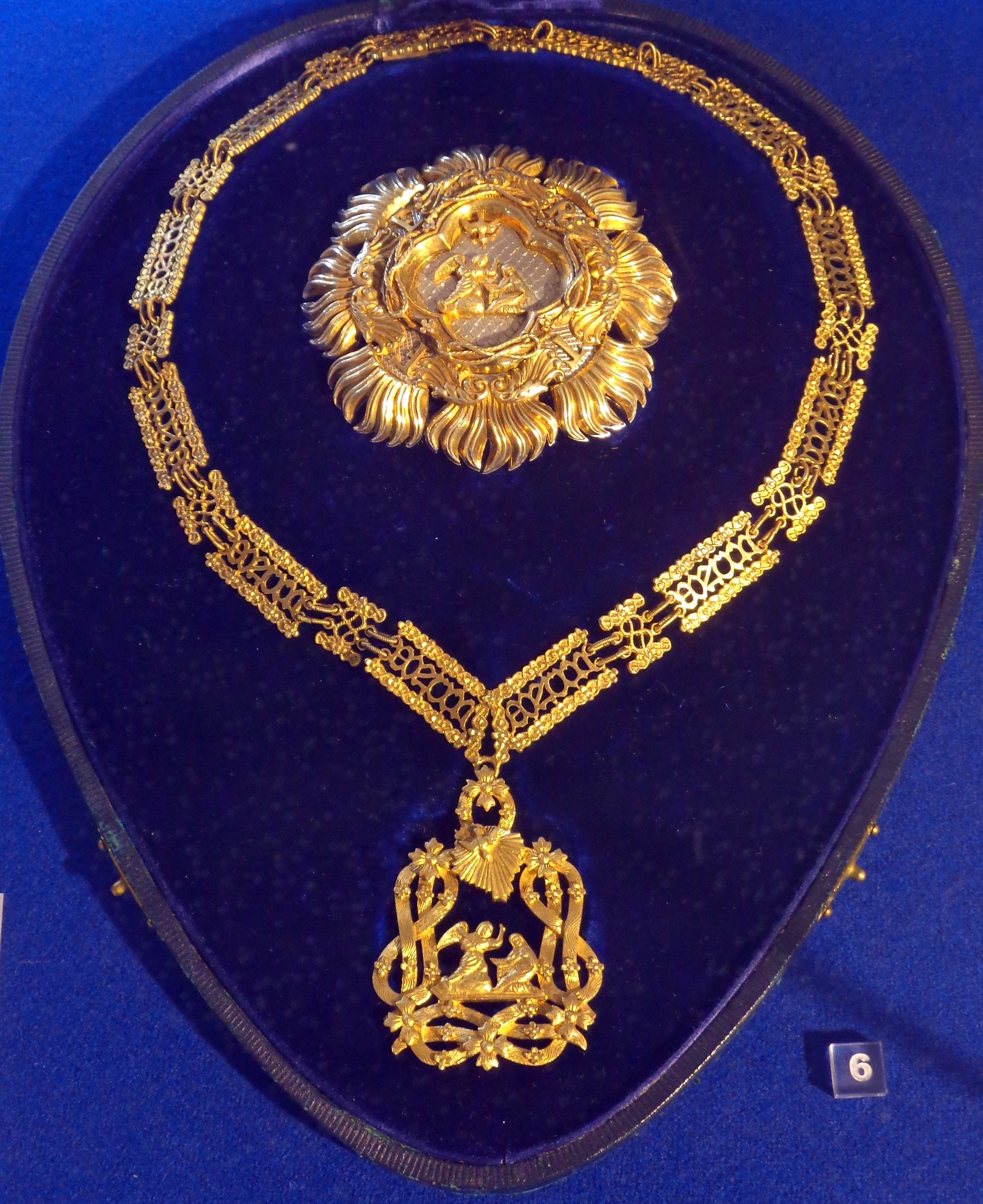
Il collare e la placca dell'Ordine supremo della Santissima Annunziata, massima onorificenza di Casa Savoia, Regno di Sardegna e Regno d'Italia

Il sistema premiale italiano si è sviluppato a partire da quello del Regno di Sardegna e dagli ordini dinastici di Casa Savoia, con l'assorbimento di un limitatissimo numero di medaglie di origine eterogenea legate alle vicende risorgimentali.
A partire dalla istituzione del Regno d'Italia (1861), fino alla fine dell'Ottocento il sistema si caratterizzò per una marcata sobrietà nel numero di tipologie disponibili: essenzialmente due ordini dinastici (Santissima Annunziata e Santi Maurizio e Lazzaro), tre ordini statuali (Militare di Savoia, Ordine civile di Savoia e Corona d'Italia), quattro decorazioni (al valor militare, al valor civile, al valor di marina e al merito agrario ed industriale) e un limitatissimo numero di medaglie di lungo servizio, partecipazione e benemerenza.
Col Novecento iniziò una progressiva e rapida espansione delle tipologie disponibili, legata in larga parte al susseguirsi di eventi bellici (guerra di Libia, prima guerra mondiale, guerra d'Etiopia, guerra civile spagnola, seconda guerra mondiale), alla creazione di riconoscimenti specifici legati al potenziamento di settori in espansione della macchina statale (in particolare istruzione e sanità), al riconoscimento dei meriti acquisiti nel campo del lavoro, alle anzianità di servizio e benemerenze maturate sia da civili sia da militari nell'amministrazione coloniale.
Un numero consistente di insegne si aggiunse dagli anni venti con l'avvento del regime fascista (1922/1943) a seguito dell'integrazione delle organizzazioni politiche e combattentistiche del Partito Nazionale Fascista all'interno dell'organizzazione dello Stato.
Durante la seconda guerra mondiale, nel 1943, dopo la caduta del governo fascista e con l'armistizio di Cassibile, a seguito della istituzione della Repubblica Sociale Italiana in contrapposizione al Regno d'Italia vennero a crearsi per alcune onorificenze due distinti e paralleli sistemi premiali, tuttavia sostanzialmente identici a quelli preesistenti, con l'abolizione delle sole insegne più marcatamente fasciste da parte del Regno d'Italia e la sostituzione di quelle dinastiche con il gladio o con l'aquila repubblicana da parte della R.S.I. Le onorificenze, decorazioni e medaglie istituite e conferite dalla Repubblica Sociale Italiana, decadute con essa nel 1945, non furono riconosciute né dal Regno d'Italia né lo sono dalla Repubblica Italiana.
A seguito della scomparsa della monarchia e con la proclamazione della Repubblica Italiana (1946) si è avuta una meno omogenea espansione del sistema premiale, con un aumento marcato all'interno dei corpi dello Stato di medaglie di lungo servizio e decorazioni di merito e l'adozione di un numero consistente di medaglie legate a specifici interventi di tipo militare e umanitario da parte sia dello Stato sia da sue articolazioni periferiche (ministeri, dipartimenti, enti) con un insieme di norme incrociate tra i vari enti che hanno reso la legislazione autorizzativa spesso di difficile interpretazione.
A questo si è successivamente aggiunta l'introduzione di sistemi premiali autonomi da parte di enti di governo territoriali (regioni, provincie e comuni) il cui profilo legale è ancora incerto e privo di una qualsiasi regolamentazione a livello nazionale.

## Principali aspetti legali
La concessione e l'accettazione di onorificenze e ordini cavallereschi in Italia è regolamentata dagli articoli 7 e 8 della legge n. 178 del 3 marzo 1951:
Nel caso in cui un cittadino italiano usi nel territorio nazionale medaglie, decorazioni od onorificenze di ordini cavallereschi italiani cui non abbia titolo, si configura invece il reato di usurpazione di titoli e di onori, di cui all'art. 498 del codice penale.
Per quanto riguarda gli appartenenti ai corpi dello Stato, l'uso di medaglie, decorazioni e onorificenze sulle uniformi è stabilito dai rispettivi regolamenti per la disciplina delle uniformi, e sono previste sanzioni in caso di uso improprio o illegittimo.

## Precedenza portativa
Il porto delle decorazioni e l'ordine di precedenza, nel tempo è variato notevolmente. Di seguito è riportata una serie (parziale, che copre il periodo 1926-1943) della normativa ufficiale al riguardo:
- 1926: Uso delle decorazioni per il personale militare[21]
- 1927: Uso delle decorazioni da parte degli ufficiali delle forze armate dello Stato[22]
- febbraio 1928: Uso delle decorazioni da parte degli ufficiali delle forze armate dello Stato[23]
- novembre 1928: Uso delle decorazioni da parte degli ufficiali delle forze armate dello Stato[24]
- 1931: Approvazione del regolamento per le uniformi dei funzionari coloniali[25]
- 1936: Uso delle decorazioni da parte dei militari delle Forze armate dello Stato[26]
- 1938: Modificazioni alle norme che regolano l'uso delle decorazioni da parte dei militari delle Forze armate dello Stato[27]
- 1939: Aggiunta della "Stella al merito rurale" nell'elenco delle decorazioni stabilite dal R. decreto 15 luglio 1938-XVI, n. 1179[28]
- 1943: Ordine delle decorazioni il cui uso è consentito da parte dei militari delle Forze armate dello Stato[29]

## Ordini cavallereschi

### Ordine supremo della Santissima Annunziata (1362 – 3 marzo 1951)
Cavaliere dell'Ordine supremo della Santissima Annunziata
Conferito quale «suprema ricompensa di eminenti servigi che induceva una specie di religiosa e militare fraternità tra il capo e sovrano dell'Ordine ed i suoi compagni» (regio decreto 7 aprile 1889, n. 6050).
Dopo il referendum istituzionale e la conseguente abolizione della monarchia l'Ordine non è stato più riconosciuto da parte della Repubblica italiana, che lo ha soppresso come ordine statuale con la legge 3 marzo 1951, n. 178. Trattandosi di un ordine dinastico e non statuale, il suo conferimento è tuttavia legittimamente proseguito in modo indipendente ad opera di Casa Savoia.

### Ordine dei Santi Maurizio e Lazzaro (1572 – 3 marzo 1951)
dal 1855 al 2 giugno 1946 (de facto):
 Cavaliere di gran croce dell'Ordine dei Santi Maurizio e Lazzaro
 Grande ufficiale (fino al 1865 Commendatore di prima classe) dell'Ordine dei Santi Maurizio e Lazzaro
 Commendatore dell'Ordine dei Santi Maurizio e Lazzaro
 Ufficiale dell'Ordine dei Santi Maurizio e Lazzaro
 Cavaliere dell'Ordine dei Santi Maurizio e Lazzaro
dal 2 giugno 1946 (de facto) al 3 marzo 1951:
 Cavaliere di gran croce dell'Ordine dei Santi Maurizio e Lazzaro
 Grande ufficiale dell'Ordine dei Santi Maurizio e Lazzaro
 Commendatore dell'Ordine dei Santi Maurizio e Lazzaro
 Ufficiale dell'Ordine dei Santi Maurizio e Lazzaro
 Cavaliere dell'Ordine dei Santi Maurizio e Lazzaro
Conferito per «rimunerare i lunghi e segnalati servizi e le benemerenze acquistate da funzionari dello Stato nelle carriere civili e militari, o da privati nelle industrie, nelle arti, nei commerci, nelle opere di beneficenza pubblica e privata, nello studio e nell'applicazione delle discipline economiche sociali, o con opere umanitarie e filantropiche nei campi della istruzione e cultura popolare, scientifica e tecnica» (Regio decreto 16 marzo 1911, n. 276).
Dopo il referendum istituzionale e la conseguente abolizione della monarchia l'ordine è stato conservato dalla Repubblica Italiana come Ente ospedaliero. Il suo conferimento da parte della Repubblica Italiana è cessato dal 3 marzo 1951, comportandone di fatto la soppressione quale ordine statuale, consentendo tuttavia l'uso delle onorificenze già conferite escluso ogni diritto di precedenza nelle pubbliche cerimonie. Trattandosi di un ordine dinastico e non statuale, il suo conferimento è tuttavia legittimamente proseguito in modo indipendente ad opera di Casa Savoia.

### Ordine militare di Savoia poi Ordine militare d'Italia (14 agosto 1815 – attuale)
dal 14 agosto 1815 al 2 gennaio 1947:
 Cavaliere di gran croce dell'Ordine militare di Savoia
 Grande ufficiale dell'Ordine militare di Savoia
 Commendatore dell'Ordine militare di Savoia
 Ufficiale dell'Ordine militare di Savoia
 Cavaliere dell'Ordine militare di Savoia
Conferito per «ricompensare i servigi distinti resi in guerra dalle Nostre truppe di terra e di mare» (regio decreto 28 marzo 1857, n. 2116).
A seguito del referendum istituzionale e la conseguente abolizione della monarchia l'Ordine militare di Savoia non è stato più conferito e il 2 gennaio 1947 è stato rinominato in Ordine militare d'Italia.
dal 2 gennaio 1947 ad oggi:
 Cavaliere di gran croce dell'Ordine militare d'Italia
 Grande ufficiale dell'Ordine militare d'Italia
 Commendatore dell'Ordine militare d'Italia
 Ufficiale dell'Ordine militare d'Italia
 Cavaliere dell'Ordine militare d'Italia
Conferito per «ricompensare [...] le azioni distinte compiute in guerra da unità delle Forze armate nazionali di terra, di mare e dell'aria o da singoli militari ad esse appartenenti, che abbiano dato sicure prove di perizia, di senso di responsabilità e di valore [e] per operazioni di carattere militare compiute in tempo di pace, quando siano strettamente connesse alle finalità per le quali le Forze militari dello Stato sono costituite» (Legge 9 gennaio 1956, n. 25).

### Ordine civile di Savoia (29 ottobre 1831 – 2 giugno 1946de facto)
Cavaliere dell'Ordine civile di Savoia
Concesso a «quelli fra i Nostri amatissimi sudditi i quali, dedicatisi ad altre professioni non meno utili che quella delle armi, sono diventati con profondi e lunghi studi ornamento del Nostro Stato, ovvero hanno con le dotte loro fatiche giovato grandemente al servizio Nostro ed al comun bene» (regio decreto 1º ottobre 1850, n. 1100).
Dopo il referendum istituzionale e la conseguente abolizione della monarchia l'ordine non è stato più riconosciuto da parte della Repubblica italiana. Pur trattandosi di un ordine statuale e non dinastico, il suo conferimento è proseguito in modo indipendente ad opera di Casa Savoia.

### Ordine della Corona d'Italia (20 febbraio 1868 – 3 marzo 1951)
dal 20 febbraio 1868 al 2 giugno 1946:
 Cavaliere di gran croce dell'Ordine della Corona d'Italia
 Grande ufficiale dell'Ordine della Corona d'Italia
 Commendatore dell'Ordine della Corona d'Italia
 Ufficiale dell'Ordine della Corona d'Italia
 Cavaliere dell'Ordine della Corona d'Italia
dal 2 giugno 1946 al 3 marzo 1951:
 Cavaliere di gran croce dell'Ordine della Corona d'Italia
 Grande ufficiale dell'Ordine della Corona d'Italia
 Commendatore dell'Ordine della Corona d'Italia
 Ufficiale dell'Ordine della Corona d'Italia
 Cavaliere dell'Ordine della Corona d'Italia
Conferito per «rimunerare le benemerenze più segnalate, tanto degli italiani che degli stranieri, e specialmente quelle che riguardano direttamente gl'interessi della Nazione» (regio decreto 20 febbraio 1868, n. 4251).
Dopo il referendum istituzionale e la conseguente abolizione della monarchia l'Ordine non è stato più riconosciuto da parte della Repubblica italiana, che lo ha soppresso quale ordine statuale con la Legge il 3 marzo 1951, n. 178 consentendo tuttavia l'uso delle onorificenze già conferite, escluso ogni diritto di precedenza nelle pubbliche cerimonie. Pur trattandosi di un ordine statuale e non dinastico, il suo conferimento è proseguito in modo indipendente ad opera di Casa Savoia.

### Ordine al merito agrario, industriale e commerciale poi Ordine al merito del lavoro (9 maggio 1901 – attuale)
dal 9 maggio 1901 al 20 marzo 1921:
 Cavaliere al merito agrario, industriale e commerciale
Conferito «ai cittadini benemeriti nelle sottoindicate attività per aver creato o ampliato le stesse: [agricoltura, industria, commercio, turismo, servizi per le iniziative imprenditoriali, artigianato, attività creditizia e assicurativa]» (regio decreto 9 maggio 1901, n. 168)
dal 20 marzo 1921 al 1944 (de facto):
 Cavaliere del lavoro
Conferito «a coloro che si sono resi benemeriti segnalandosi: nell'agricoltura [...], nell'industria [...], nel commercio [...]» (regio decreto 20 marzo 1921, n. 350)
dal 27 marzo 1952 ad oggi:
 Cavaliere del lavoro
Conferito «ai cittadini italiani che si siano resi singolarmente benemeriti, segnalandosi: nell'agricoltura [...], nell'industria [...], nel commercio [...], nell'artigianato, nell'attività creditizia e assicurativa» (Legge 27 marzo 1952, n. 199)

### Ordine coloniale della Stella d'Italia (18 gennaio 1914 – 1943de facto)
Cavaliere di gran croce dell'Ordine coloniale della Stella d'Italia
 Grande ufficiale dell'Ordine coloniale della Stella d'Italia
 Commendatore dell'Ordine coloniale della Stella d'Italia
 Ufficiale dell'Ordine coloniale della Stella d'Italia
 Cavaliere dell'Ordine coloniale della Stella d'Italia
Conferito per «premiare le pubbliche benemerenze dei sudditi indigeni, ed eccezionalmente, quelle dei cittadini italiani che, risiedendo nelle Colonie di diretto dominio dell'Italia, si siano resi benemeriti, e ai quali, per titolo di quelle medesime benemerenze, non siano state assegnate altre onorificenze di maggior importanza» (regio decreto 18 gennaio 1914).
Il conferimento dell'ordine è cessato dopo la perdita dei possedimenti coloniali italiani a seguito della seconda guerra mondiale, comportandone di fatto l'estinzione.

### Ordine civile e militare dell'Aquila romana (14 marzo 1942 – 5 ottobre 1944)
dal 14 marzo 1942 ad aprile 1942:
 Cavaliere di gran croce dell'Ordine dell'Aquila romana
 Grande ufficiale dell'Ordine dell'Aquila romana
 Commendatore dell'Ordine dell'Aquila romana
 Ufficiale dell'Ordine dell'Aquila romana
 Cavaliere dell'Ordine dell'Aquila romana
(regio decreto 14 marzo 1942, n.172)
da aprile 1942 al 24 agosto 1942:
 Cavaliere di gran croce dell'Ordine dell'Aquila romana
 Grande ufficiale dell'Ordine dell'Aquila romana
 Commendatore dell'Ordine dell'Aquila romana
 Ufficiale dell'Ordine dell'Aquila romana
 Cavaliere dell'Ordine dell'Aquila romana
dal 24 agosto 1942 al 5 ottobre 1944:
 Cavaliere di gran croce d'oro dell'Ordine dell'Aquila romana
 Cavaliere di gran croce d'argento dell'Ordine dell'Aquila romana
 Grande ufficiale dell'Ordine dell'Aquila romana
 Commendatore dell'Ordine dell'Aquila romana
 Cavaliere ufficiale dell'Ordine dell'Aquila romana
 Cavaliere dell'Ordine dell'Aquila romana
 Medaglia d'argento dell'Ordine dell'Aquila romana
 Medaglia di bronzo dell'Ordine dell'Aquila romana
(regio decreto 24 agosto 1942, n. 1071)
Conferito per «rendere particolare onore alle Nazioni alleate ed amiche [ed è] destinato ai cittadini stranieri che abbiano acquistato benemerenze verso l'Italia» (regio decreto 14 marzo 1942, n.172).
L'Ordine esisteva nelle classi Militare e Civile e venne soppresso con regio decreto 5 ottobre 1944, n. 370.
La Repubblica Sociale Italiana ne continuò autonomamente il conferimento.

### Ordini cavallereschi del Regno d'Albania (16 aprile 1940 – 27 novembre 1943)
Ambedue gli ordini furono istituiti dalla Repubblica Albanese (1925-1928):
- il 3 dicembre 1925, l'Ordine di Skanderbeg
- il 22 dicembre 1926, l'Ordine della Besa

Essi, poi, furono conservati e riformati dal successivo Regno Albanese (1928-1939).
A seguito dell'Invasione italiana dell'Albania (1939) e della proclamazione del Regno d'Albania, in unione personale con il Re d'Italia, Vittorio Emanuele III, essi furono nel 1940 conservati e riformati, rimanendone fino al 27 novembre 1943, ossia fino alla rinuncia al trono d'Albania da parte di Vittorio Emanuele III (delibera del Consiglio dei Ministri del 24 novembre 1943 e regio decreto-legge del 27 novembre 1943, n. 11/B).
Essi rimasero nel sistema premiale del successivo Regno Albanese (1943-1944), per poi divenire un ordine dinastico del Casato di Zogu alla proclamazione, nel novembre 1944, del Governo Democratico d'Albania (1944-1946) che precedette la costituzione della Repubblica Popolare d'Albania (1946-1976).

#### Ordine della Besa odella Fedeltà(Urdhëri i Besës)
Cavaliere di gran croce dell'Ordine della Besa (Kordon i Madh me Yll Urdhëri Besa)
 Grande ufficiale dell'Ordine della Besa (Oficer i Madh Urdhëri Besa)
 Commendatore dell'Ordine della Besa (Komandar Urdhëri Besa)
 Ufficiale dell'Ordine della Besa (Oficier Urdhëri Besa)
 Cavaliere dell'Ordine della Besa (Kalorës Urdhëri Besa)
(regio decreto 16 aprile 1940, n. 390, in Fletorja Zyrtare Mbretnija Shqiptare (Bollettino ufficiale albanese) del 7 settembre 1940, n. 139; regio decreto 18 aprile 1940, n. 392 in Fletorja Zyrtare Mbretnija Shqiptare del 7 settembre 1940, n. 139).

#### Ordine di Skanderbeg (Urdhëri i Skënderbeut)
Cavaliere di gran croce dell'Ordine di Skanderbeg (Kordon i Madh me Yll Urdhëri i Skënderbeut)
 Grande ufficiale dell'Ordine di Skanderbeg (Oficer i Madh Urdhëri i Skënderbeut)
 Commendatore dell'Ordine di Skanderbeg (Komandar Urdhëri i Skënderbeut)
 Ufficiale dell'Ordine di Skanderbeg (Oficer Urdhëri i Skënderbeut)
 Cavaliere dell'Ordine di Skanderbeg (Kalorës Urdhëri i Skënderbeut)
(regio decreto 16 aprile 1940, n. 391, in Fletorja Zyrtare Mbretnija Shqiptare (Bollettino ufficiale albanese) del 7 settembre 1940, n. 139; regio decreto 18 aprile 1940, n. 392 in Fletorja Zyrtare Mbretnija Shqiptare del 7 settembre 1940, n. 139).

### Ordini cavallereschi della Repubblica Sociale Italiana

#### Ordine civile e militare dell'Aquila romana (2 marzo 1944 – 25 aprile 1945)
Cavaliere di gran croce dell'Ordine dell'Aquila Romana
 Grande ufficiale dell'Ordine dell'Aquila Romana
 Commendatore dell'Ordine dell'Aquila Romana
 Cavaliere ufficiale dell'Ordine dell'Aquila Romana
 Cavaliere dell'Ordine dell'Aquila Romana
 Medaglia d'argento dell'Ordine dell'Aquila Romana
 Medaglia di bronzo dell'Ordine dell'Aquila Romano
Conferibile sia a cittadini italiani che stranieri.
L'ordine era stato istituito sotto il Regno d'Italia ma la Repubblica Sociale Italiana ne continuò autonomamente il conferimento con insegne modificate ed epurate delle simbologie monarchiche (decreto legislativo della Repubblica Sociale Italiana 2 marzo 1944, n. 66).

#### Ordine dei santi patroni d'Italia (11 febbraio 1945 – 25 aprile 1945)
Ordine dei santi patroni d'Italia
Relativamente a questo Ordine non sono reperibili fonti documentali certe ma solo fonti secondarie di tipo aneddotico, estremamente lacunose. Non sembrano essere mai state definite e ancor meno materialmente realizzate le insegne. Gli stessi colori del nastro sono talvolta indicati in modo diverso da quanto qui illustrato.

### Ordine della Stella della Solidarietà Italiana poi Ordine della Stella d'Italia (27 gennaio 1947 – attuale)
L'ordine fu istituito col decreto legislativo del Capo provvisorio dello Stato 27 gennaio 1947, n. 703, con il nome di Ordine della Stella solidarietà italiana. Prima dell'effettiva entrata in vigore, venne abrogato col decreto legislativo 9 marzo 1948, n. 812 e sostituito dall'Ordine della Stella della Solidarietà Italiana.
dal 9 marzo 1948 al 30 dicembre 1965:
 1ª classe dell'Ordine della Stella della Solidarietà Italiana
 2ª classe dell'Ordine della stella della solidarietà italiana
 3ª classe dell'Ordine della stella della solidarietà italiana
(decreto legislativo 9 marzo 1948, n. 812)
30 dicembre 1965 al 21 settembre 2001:
 Grande ufficiale dell'Ordine della stella della solidarietà italiana
 Commendatore dell'Ordine della stella della solidarietà italiana
 Cavaliere dell'Ordine della stella della solidarietà italiana
(legge 30 dicembre 1965, n. 1476)
dal 21 settembre 2001 al 3 febbraio 2011:
 Grande ufficiale dell'Ordine della stella della solidarietà italiana
 Commendatore dell'Ordine della stella della solidarietà italiana
 Cavaliere dell'Ordine della stella della solidarietà italiana
(decreto del Presidente della Repubblica 21 settembre 2001, n. 385)
Conferito quale «particolare attestato a favore di tutti coloro, italiani all'estero o stranieri, che abbiano specialmente contribuito alla ricostruzione dell'Italia» (decreto legislativo 9 marzo 1948, n. 812).
Il 3 febbraio 2011 l'Ordine venne riformato e trasformato in Ordine della Stella d'Italia
dal 16 marzo 2011:
 Gran croce d'onore dell'Ordine della Stella d'Italia (classe speciale)
 Cavaliere di gran croce dell'Ordine della Stella d'Italia
 Grande ufficiale dell'Ordine della Stella d'Italia
 Commendatore dell'Ordine della Stella d'Italia
 Ufficiale dell'Ordine della Stella d'Italia
 Cavaliere dell'Ordine della Stella d'Italia
Conferito «quale attestato in favore di tutti coloro che, italiani o stranieri, hanno acquisito particolari benemerenze nella promozione dei rapporti di amicizia e di collaborazione tra l'Italia e gli altri Paesi e nella promozione dei legami con l'Italia» (legge 3 febbraio 2011, n. 13).

### Ordine al merito della Repubblica italiana (3 marzo 1951 – attuale)
dal 3 marzo 1951 al 30 marzo 2001:
 Cavaliere di gran croce decorato di gran cordone dell'Ordine al merito della Repubblica italiana
 Cavaliere di gran croce dell'Ordine al merito della Repubblica italiana
 Grande ufficiale dell'Ordine al merito della Repubblica italiana
 Commendatore dell'Ordine al merito della Repubblica italiana
 Ufficiale dell'Ordine al merito della Repubblica italiana
 Cavaliere dell'Ordine al merito della Repubblica italiana
(legge 3 marzo 1951, n. 178)
dal 30 marzo 2001 ad oggi:
 Cavaliere di gran croce decorato di gran cordone dell'Ordine al merito della Repubblica italiana
 Cavaliere di gran croce dell'Ordine al merito della Repubblica italiana
 Grande ufficiale dell'Ordine al merito della Repubblica italiana
 Commendatore dell'Ordine al merito della Repubblica italiana
 Ufficiale dell'Ordine al merito della Repubblica italiana
 Cavaliere dell'Ordine al merito della Repubblica italiana
(decreto del Presidente della Repubblica 30 marzo 2001, n. 173)
Conferito per «dare una particolare attestazione a coloro che abbiano speciali benemerenze verso la Nazione» (legge 3 marzo 1951, n. 178).

### Ordine di Vittorio Veneto (18 marzo 1968 – 15 marzo 2010; 24 febbraio 2012 – attuale)
Cavaliere dell'Ordine di Vittorio Veneto
Conferito «a coloro che prestarono servizio militare per almeno sei mesi nelle forze armate italiane durante la guerra 1914-18 o durante le guerre precedenti [...] decorati della croce al merito di guerra o che si siano trovati nelle condizioni per aver titolo a tale decorazione» (legge 18 marzo 1968, n. 263).
L'Ordine, di fatto quiescente dal 26 ottobre 2008 con la morte dell'ultimo insignito, è stato per breve tempo abolito dall'art. 2268, c. 1, alinea 596 del decreto legislativo 15 marzo 2010, n. 66, successivamente modificato dall'art. 9, comma 1, lettera p, numero 5 e dall'art. 10, comma 8, lettera b, numero 2 del decreto legislativo 24 febbraio 2012, n. 20 che ha disposto il venir meno dell'abrogazione del provvedimento istituente l'Ordine, il quale resta quindi formalmente in vigore.

## Decorazioni al valore

### Medaglia al valor militare (26 marzo 1833 – attuale)
dal 26 marzo 1833 al 1848:
 Medaglia d'oro al valor militare
 Medaglia d'argento al valor militare
(regio viglietto del 26 marzo 1833, menzionato sulla Gazzetta Piemontese n. 76 del 27 giugno 1833)
dal 1848 all'8 dicembre 1877:
 Medaglia d'oro al valor militare
 Medaglia d'argento al valor militare
dall'8 dicembre 1877 al 10 maggio 1943:
 Medaglia d'oro al valor militare
 Medaglia d'argento al valor militare
 Medaglia di bronzo al valor militare
(regio decreto 8 dicembre 1887, n. 5100)
dal 10 maggio 1943 all'8 settembre 1949:
 Medaglia d'oro al valor militare
 Medaglia d'argento al valor militare
 Medaglia di bronzo al valor militare
(regio decreto 10 maggio 1943, n. 629)
Conferita a «coloro i quali, per compiere un atto di ardimento che avrebbe potuto omettersi senza mancare al dovere ed all'onore, abbiano affrontato scientemente, con insigne coraggio e con felice iniziativa, un grave e manifesto rischio personale in imprese belliche» (regio decreto 4 novembre 1932, n. 1423)
dall'8 settembre 1949 ad oggi:
 Medaglia d'oro al valor militare
 Medaglia d'argento al valor militare
 Medaglia di bronzo al valor militare
(decreto del Presidente della Repubblica 8 settembre 1949, n. 773)
«Le decorazioni al valor militare sono istituite per esaltare gli atti di eroismo militare, segnalando come degni di pubblico onore gli autori di essi e suscitando, a un tempo, lo spirito di emulazione negli appartenenti alle Forze militari» (decreto legislativo 15 marzo 2010, n. 66)

#### Medaglie al valor militare per militari indigeni delle colonie italiane (1893 – 1943de facto)
Medaglia d'argento al valor militare
 Medaglia di bronzo al valor militare
Effigie coronata di re Umberto I (disposizione ministeriale del 20 novembre 1893)
 Medaglia d'argento al valor militare
 Medaglia di bronzo al valor militare
Effigie di re Vittorio Emanuele III (disposizione Ministeriale del 12 ottobre 1903)

#### Medaglia d'oro al valor militare, modello sostitutivo "Oro alla Patria" (1935)
Medaglia d'oro al valor militare
Con barretta "18 NOVEMBRE 1935. A. XIV" e stelletta dorata sul nastro.

#### Repubblica sociale italiana (1º dicembre 1943 – 25 aprile 1945)
Medaglia d'oro al valor militare
 Medaglia d'argento al valor militare
 Medaglia di bronzo al valor militare

### Croce di guerra al valor militare (7 gennaio 1922 – attuale)
dal 22 marzo 1922 al 17 ottobre 1941:
 Croce al merito di guerra
(regio decreto 7 gennaio 1922, n. 195)
dal 17 ottobre 1941 al 10 maggio 1943:
 Croce di guerra al valor militare
(regio decreto 17 ottobre 1941, n. 1480)
dal 10 maggio 1943 all'8 settembre 1949:
 Croce di guerra al valor militare
(regio decreto 10 maggio 1943, n. 629)
Conferita per «ricompensare coloro che hanno tenuto nello svolgimento delle operazioni belliche, sia terrestri e marittime ed aeree, una condotta militare che li renda degni di pubblico encomio» (regio decreto 7 gennaio 1922, n. 195)
dall'8 settembre 1949 ad oggi:
 Croce al valor militare
(decreto del Presidente della Repubblica 8 settembre 1949, n. 773)
 dal 15 marzo 2010 ad oggi:
 Croce di guerra al valor militare
«Le decorazioni al valor militare sono istituite per esaltare gli atti di eroismo militare, segnalando come degni di pubblico onore gli autori di essi e suscitando, a un tempo, lo spirito di emulazione negli appartenenti alle Forze militari (art. 1410)».
«La croce al valor militare assume la denominazione di croce di guerra al valor militare quando si conferisce per fatti compiuti durante lo stato di guerra o di grave crisi internazionale (art. 1411, c. 2)»
(decreto legislativo 15 marzo 2010, n. 66)

#### Repubblica sociale italiana (1º dicembre 1943 – 25 aprile 1945)
Croce di guerra al valor militare

### Medaglie al valore di Forza armata

#### Medaglia al valore dell'Esercito (26 luglio 1974 – attuale)
dal 26 luglio 1976 al 15 marzo 2010:
 Medaglia d'oro al valore dell'Esercito
 Medaglia d'argento al valore dell'Esercito
 Medaglia di bronzo al valore dell'Esercito [Nota: senza stelletta]
Conferita per premiare gli atti di coraggio compiuti in attività militari non belliche svolte dall'Esercito, diretti a salvare vite umane, ad impedire sinistri o ad attenuarne le conseguenze, nonché imprese e studi volti allo sviluppo ed al progresso dell'Esercito ovvero singole azioni caratterizzate da somma perizia, da cui siano derivate lustro e decoro all'Esercito italiano» (legge 26 luglio 1974, n. 330)
dal 15 marzo 2010 ad oggi:
 Medaglia d'oro al valore dell'Esercito
 Medaglia d'argento al valore dell'Esercito
 Medaglia di bronzo al valore dell'Esercito
(decreto legislativo 15 marzo 2010, n. 90)

#### Medaglia al valore di Marina (1º marzo 1836 – attuale)
dal 1º marzo 1836 al 15 aprile 1860:
 Medaglia d'oro al valor di Marina
 Medaglia d'argento al valor di Marina
Medaglia non portativa (sovrana determinazione del 1º marzo 1836) divenuta portativa nel 1847 (sovrana determinazione del 25 marzo 1847)
dal 15 aprile 1860 all'8 marzo 1888:
 Medaglia d'oro al valor di Marina
 Medaglia d'argento al valor di Marina
Conferita per «[...] ricompensare gli individui che si distinguono per atti di coraggio e col rischio della propria vita verso di persone pericolanti mare [...]» (regio decreto del Regno di Sardegna, 15 aprile 1860, n. 4072)
dall'8 marzo 1888 al 12 luglio 1938:
 Medaglia d'oro al valor di Marina
 Medaglia d'argento al valor di Marina
 Medaglia di bronzo al valor di Marina
«Le medaglie d'oro e di argento al valor di marina sono destinate a coloro che nel compiere gli atti di coraggio hanno evidentemente arrischiata la propria vita; quella d'oro è però riservata per ricompensare le azioni più segnalate. La medaglia di bronzo al valor di marina è destinata a ricompensare gli atti di coraggio compiuti senza evidente pericolo di vita» (regio decreto 8 marzo 1888, n. 5275)
dal 12 luglio 1938 al 21 ottobre 1950:
 Medaglia d'oro al valor di Marina
 Medaglia d'argento al valor di Marina
 Medaglia di bronzo al valor di Marina
Conferita per «premiare atti di coraggio volti a salvare vite umane in mare, a impedire sinistri marittimi o ad attenuarne le conseguenze; attività e gli studi volti allo sviluppo e al progresso della Marina Militare italiana; singole azioni di merito caratterizzate da spiccata perizia da cui siano derivati lustro e decoro alla marineria italiana» (regio decreto 12 luglio 1938, n. 1324)
dal 21 ottobre 1950 al 15 marzo 2010:
 Medaglia d'oro al valor di Marina
 Medaglia d'argento al valor di Marina
 Medaglia di bronzo al valor di Marina
(decreto del Presidente della Repubblica 21 ottobre 1950, n. 1081)
dal 15 marzo 2010 ad oggi:
 Medaglia d'oro al valor di Marina
 Medaglia d'argento al valor di Marina
 Medaglia di bronzo al valor di Marina
Conferita per premiare «Gli atti di coraggio diretti a salvare vite umane in mare, a impedire sinistri marittimi o ad attenuarne le conseguenze, le attività e gli studi volti allo sviluppo e al progresso della Marina militare italiana, nonché le singole azioni di merito caratterizzate da spiccata perizia da cui sono derivati lustro e decoro alla marineria italiana [...]» (decreto del Presidente della Repubblica 15 marzo 2010, n. 90).

#### Medaglia al valore aeronautico (27 novembre 1927 – attuale)
dal 3 gennaio 1928 al 24 marzo 1932:
 Medaglia d'oro al valore aeronautico
 Medaglia d'argento al valore aeronautico
 Medaglia di bronzo al valore aeronautico
«Le medaglie d'oro e d'argento al valore aeronautico sono destinate a ricompensare coloro che, in circostanze particolarmente difficili, hanno compiuto atti di coraggio e dimostrata singolare perizia esponendo la loro vita, durante il volo, ad eccezionale pericolo. Per la medaglia d'oro si richiede il concorso di circostanze tali da rendere l'atto compiuto meritorio e commendevole in sommo grado, e la condizione essenziale che ne sia derivato grande onore alla Aeronautica italiana. La medaglia di bronzo è destinata a ricompensare atti di coraggio e perizia compiuti senza grave e manifesto pericoIo di vita»
(regio decreto 27 novembre 1927, n. 2297)
dal 24 marzo 1932 al 10 febbraio 1953:
 Medaglia d'oro al valore aeronautico
 Medaglia d'argento al valore aeronautico
 Medaglia di bronzo al valore aeronautico
(regio decreto 24 marzo 1932, n. 433)
dal 10 febbraio 1953 al 15 marzo 2010:
 Medaglia d'oro al valore aeronautico
 Medaglia d'argento al valore aeronautico
 Medaglia di bronzo al valore aeronautico
(decreto del Presidente della Repubblica 10 febbraio 1953, n. 331)
dal 15 marzo 2010 ad oggi:
 Medaglia d'oro al valore aeronautico
 Medaglia d'argento al valore aeronautico
 Medaglia di bronzo al valore aeronautico
Concessa «Per atti e imprese di singolare coraggio e perizia compiuti a bordo di aeromobili in volo» (decreto legislativo 15 marzo 2010, n. 66).

#### Medaglia al valore dell'Arma dei Carabinieri (5 ottobre 2000 – attuale)
dal 5 ottobre 2000 al 15 marzo 2010:
 Medaglia d'oro al valore dell'Arma dei Carabinieri
 Medaglia d'argento al valore dell'Arma dei Carabinieri
 Medaglia di bronzo al valore dell'Arma dei Carabinieri
Conferita per «premiare gli atti di coraggio compiuti in attività militari non belliche svolte dall'Arma dei Carabinieri diretti a salvare vite umane, ad impedire sinistri o ad attenuare le conseguenze, nonché le imprese e gli studi volti allo sviluppo ed al progresso dell'Arma dei Carabinieri ovvero singole azioni caratterizzate da somma perizia, da cui siano derivati lustro e decoro all'Arma dei Carabinieri» (decreto legislativo 5 ottobre 2000, n. 297)
 dal 15 marzo 2010 ad oggi:
 Medaglia d'oro al valore dell'Arma dei Carabinieri [Nota: stelletta entro fronde d'alloro d'oro]
 Medaglia d'argento al valore dell'Arma dei Carabinieri
 Medaglia di bronzo al valore dell'Arma dei Carabinieri
(decreto del Presidente della Repubblica 15 marzo 2010, n. 90).

#### Medaglia al valore della Guardia di Finanza (19 marzo 2001 – attuale)
Medaglia d'oro al valore della Guardia di Finanza
 Medaglia d'argento al valore della Guardia di Finanza
 Medaglia di bronzo al valore della Guardia di Finanza
Conferita «Per premiare gli atti di singolare coraggio compiuti in attività d'istituto svolte dalla Guardia di Finanza, diretti a salvare vite umane, ad impedire sinistri o ad attenuarne le conseguenze, nonché imprese e studi volti allo sviluppo e al progresso del Corpo ovvero singole azioni caratterizzate da somma perizia, da cui siano derivati lustro e decoro alla Guardia di Finanza» (decreto legislativo 19 marzo 2001, n. 69).

### Medaglia al valor civile (30 aprile 1851 – attuale)
dal 30 aprile 1851 al 29 aprile 1888:
 Medaglia d'oro al valor civile
 Medaglia d'argento al valor civile
Conferita «a chi avrà evidentemente arrischiata la propria vita per salvare quella di persone esposte ad imminente o grave pericolo, per impedire o diminuire il danno d'un grave disastro pubblico o privato, per ristabilire l'ordine pubblico ove fosse gravemente turbato e per mantenere forza alla legge, per arrestare o partecipare all'arresto di malfattori che infestassero il paese» (regio decreto del Regno di Sardegna, 30 aprile 1851, n. 1168)
dal 29 aprile 1888 al 2 gennaio 1958:
 Medaglia d'oro al valor civile
 Medaglia d'argento al valor civile
 Medaglia di bronzo al valor civile
«La Medaglia in bronzo al valor civile è destinata a sostituire la Menzione onorevole al valor civile ed è concessa per quegli atti di filantropia e di coraggio, i quali senza aver raggiunto gli estremi richiesti per meritare la Medaglia d'oro e di argento, meritano tuttavia una particolare distinzione» (regio decreto 29 aprile 1888, n. 5380)
dal 18 febbraio 1958 al 6 novembre 1960:
 Medaglia d'oro al valor civile
 Medaglia d'argento al valor civile
 Medaglia di bronzo al valor civile
Conferita per «premiare atti di eccezionale coraggio che manifestano preclara virtù civica e per segnalarne gli autori come degni di pubblico onore» (legge 2 gennaio 1958, n. 13)
dal 6 novembre 1960 ad oggi
 Medaglia d'oro al valor civile
 Medaglia d'argento al valor civile
 Medaglia di bronzo al valor civile
(decreto del Presidente delle Repubblica 6 novembre 1960, n. 1616)

### Medaglia al valore del Regno d'Albania (16 aprile 1939 – 27 novembre 1943)
Medaglia d'oro al valore (Medalja e Artë e Trimërisë)
 Medaglia d'argento al valore (Medalja e Argjend e Trimërisë)
 Medaglia di bronzo al valore (Medalja e Bronz e Trimërisë)
La medaglia fu istituita nel 1928 dal Regno Albanese (1928-1939). A seguito dell'Invasione italiana dell'Albania e della proclamazione del Regno d'Albania in unione personale con il Re d'Italia, essa passò come decorazione albanese, e in disponibilità di Vittorio Emanuele III in qualità di Re d'Albania fino al 27 novembre 1943, quando egli rinunciò al trono d'Albania.

## Decorazioni al merito

### Croce al merito di guerra (19 gennaio 1918 – attuale)
dal 19 gennaio 1918 al 10 marzo 1918:
 Croce al merito di guerra
Concessa «a coloro che hanno tenuto nello svolgimento delle operazioni belliche, sia terrestri sia marittime od aeree, una condotta militare che li renda degni di pubblico encomio»
(regio decreto 19 gennaio 1918, n. 205)
dal 10 marzo 1918 al 14 dicembre 1942:
 Croce al merito di guerra, 3ª concessione
 Croce al merito di guerra, 2ª concessione
 Croce al merito di guerra, 1ª concessione
(regio decreto 10 marzo 1918, n. 356)
dal 14 dicembre 1942 al 5 agosto 1947:
 Croce al merito di guerra, dalla 10ª concessione
 Croce al merito di guerra, 9ª concessione
 Croce al merito di guerra, 8ª concessione
 Croce al merito di guerra, 7ª concessione
 Croce al merito di guerra, 6ª concessione
 Croce al merito di guerra, 5ª concessione
 Croce al merito di guerra, 4ª concessione
 Croce al merito di guerra, 3ª concessione
 Croce al merito di guerra, 2ª concessione
 Croce al merito di guerra, 1ª concessione
(regio decreto 14 dicembre 1942, n. 1729)
dal 5 agosto 1947 all'8 settembre 1949:
 Croce al merito di guerra, dalla 3ª concessione
 Croce al merito di guerra, 2ª concessione
 Croce al merito di guerra, 1ª concessione
(decreto del Capo Provvisorio dello Stato 5 agosto 1947, n. 931)
dall'8 settembre 1949 ad oggi:
 Croce al merito di guerra, dalla 3ª concessione
 Croce al merito di guerra, 2ª concessione
 Croce al merito di guerra, 1ª concessione
(decreto del Presidente della Repubblica 8 settembre 1949, n. 773)

#### Repubblica sociale italiana (1º dicembre 1943 – 25 aprile 1945)
Croce al merito di guerra, dalla 1ª concessione

### Decorazioni al merito di forza armata

#### Croce al merito dell'Esercito (26 luglio 1974 – attuale)
dal 26 luglio 1974 al 15 marzo 2010:
 Croce d'oro al merito dell'Esercito
 Croce d'argento al merito dell'Esercito
 Croce di bronzo al merito dell'Esercito
Concessa per premiare «[...] imprese e studi volti allo sviluppo ed al progresso dell'Esercito ovvero singole azioni caratterizzate da somma perizia, da cui siano derivati lustro e decoro all'Esercito italiano [...]» (legge 26 luglio 1974, n. 330)
dal 15 marzo 2010 ad oggi:
 Croce d'oro al merito dell'Esercito
 Croce d'argento al merito dell'Esercito
 Croce di bronzo al merito dell'Esercito [Nota: con corona turrita di bronzo]
Conferita per premiare «gli atti di coraggio compiuti in attività militari non belliche svolte dall'Esercito, diretti a salvare vite umane, ad impedire sinistri o ad attenuarne le conseguenze, nonché imprese e studi volti allo sviluppo ed al progresso dell'Esercito ovvero singole azioni caratterizzate da somma perizia, da cui siano derivate lustro e decoro all'Esercito italiano» (decreto legislativo 15 marzo 2010)

#### Medaglia al merito di Marina (16 luglio 1997 – attuale)
Medaglia d'oro al merito di Marina
 Medaglia d'argento al merito di Marina
 Medaglia di bronzo al merito di Marina
Conferita per «ricompensare cittadini italiani e stranieri che hanno svolto attività e studi finalizzati allo sviluppo ed al progresso della Marina militare italiana, ovvero coloro che hanno compiuto singole azioni, caratterizzate da notevole perizia, da cui sono derivati lustro e decoro alla marineria italiana» (decreto del presidente della Repubblica 16 luglio 1997, n. 361) «nonché a comandi, corpi o enti che, partecipando collettivamente a imprese particolarmente difficili, hanno contribuito ad aumentare il prestigio della Marina militare» (decreto legislativo 15 marzo 2010 n. 66)
Ha convertito e sostituito la Medaglia di benemerenza marinara istituita nel 1938.

#### Medaglia al merito aeronautico (11 maggio 1966 – attuale)
dall'11 maggio 1966 al 15 marzo 2010:
 Medaglia d'oro al merito aeronautico
 Medaglia d'argento al merito aeronautico
 Medaglia di bronzo al merito aeronautico
Conferita per «premiare attività e studi volti allo sviluppo e al progresso dell'aviazione e, in particolare, di quella italiana, ovvero singole azioni da cui sia derivato lustro e decoro all'aviazione italiana» (legge 11 maggio 1966, n. 367)
dal 15 marzo 2010 ad oggi:
 Medaglia d'oro al merito aeronautico
 Medaglia d'argento al merito aeronautico
 Medaglia di bronzo al merito aeronautico [Nota: con corona turrita di bronzo]
(decreto legislativo 15 marzo 2010, n. 66)

#### Croce al merito dell'Arma dei Carabinieri (5 ottobre 2000 – attuale)
Croce d'oro al merito dell'Arma dei Carabinieri
 Croce d'argento al merito dell'Arma dei Carabinieri
 Croce di bronzo al merito dell'Arma dei Carabinieri
Conferita per «ricompensare il concorso particolarmente intelligente, ardito ed efficace ad imprese e studi di segnalata importanza, volti allo sviluppo ed al progresso dell'Arma dei Carabinieri, da cui siano derivati a quest'ultima spiccato lustro e decoro» (decreto legislativo 5 ottobre 2000, n. 297)

#### Croce al merito della Guardia di Finanza (19 marzo 2001 – attuale)
Croce d'oro al merito della Guardia di Finanza
 Croce d'argento al merito della Guardia di Finanza
 Croce di bronzo al merito della Guardia di Finanza
Conferita «Per premiare gli atti di singolare coraggio compiuti in attività d'istituto svolte dalla Guardia di Finanza, diretti a salvare vite umane, ad impedire sinistri o ad attenuarne le conseguenze, nonché imprese e studi volti allo sviluppo e al progresso del Corpo ovvero singole azioni caratterizzate da somma perizia, da cui siano derivati lustro e decoro alla Guardia di Finanza» (decreto legislativo 19 marzo 2001, n. 69)

#### Medaglia al merito di "Veterano della Difesa" (21 febbraio 2025 – attuale)
Conferita «al personale militare che ha riportato traumi fisici o psichici invalidanti nell'adempimento dei doveri del servizio operativo o addestrativo in Patria o all'estero o che è stato insignito di decorazioni al valor militare.»
(Decreto del Ministro della Difesa n° M_D A3DFB29 REG2025 0009031 25-02-2025 del 25 febbraio 2025)

#### Medaglia al merito di "Veterano delle Missioni Internazionali" (21 febbraio 2025 – attuale)
Conferita «al personale militare che ha preso parte, per un periodo continuativo non inferiore a quindici giorni, ad almeno una operazione fuori dal territorio nazionale, ovvero è stato assegnato presso le sedi di "Comando e Controllo" o supporto logistico dell'operazione, dislocate al di fuori del territorio nazionale. Per gli equipaggi di volo, il conferimento spetta al personale che ha preso parte, nella zona delle operazioni, a cinque missioni su aeromobili ad ala fissa, ovvero a dieci missioni su aeromobili ad ala rotante. Si prescinde dal vincolo della dislocazione nell'area delle operazioni per il personale pilota e di supporto alle operazioni con aeromobili a pilotaggio remoto (APR), che ha effettivamente preso parte all'operazione per un minimo di cinque missioni o di venti ore di volo.»
(Decreto del Ministro della Difesa n° M_D A3DFB29 REG2025 0009031 25-02-2025 del 25 febbraio 2025)

### Decorazione del merito agrario ed industriale (1º maggio 1898 – 9 maggio 1901)
Medaglia al merito agrario
 Medaglia al merito industriale
Conferita per premiare «segnalate benemerenze nell'agricoltura, nell'industria e nel commercio»
 Medaglia d'onore
Conferita al personale dipendente di aziende agrarie e opifici «che abbiano prestato lodevole e non interrotto servizio per un periodo di trent'anni»
(regio decreto 1º maggio 1898, n. 195)
Abolite con l'istituzione dell'Ordine al merito agrario, industriale e commerciale (regio decreto 9 maggio 1901, n. 168)

### Stella al merito del lavoro (30 dicembre 1923 – attuale)
dal 30 dicembre 1923 al 25 gennaio 1925:
 Stella al merito del lavoro
Concessa «esclusivamente ai lavoratori d'ambo i sessi occupati nelle industrie, nel commercio e nell'agricoltura, i quali si segnalino per singolari meriti di perizia, di fedeltà e di buona condotta morale. La decorazione è riservata ai lavoratori manuali»
(regio decreto 30 dicembre 1923, n. 3167)
dal 25 gennaio 1925 al 1943 (de facto):
 Stella al merito del lavoro
(regio decreto 25 gennaio 1925, n. 120)
dal 4 settembre 1927 al 1943 (de facto):
 Stella al merito del lavoro per i lavoratori italiani residenti all'estero
Concessa «al cittadino italiano che abbia dato tali prove di patriottismo, di probità e di laboriosità da venire segnalato come esempio ai propri connazionali»
(regio decreto 4 settembre 1927, n. 1785)
dal 18 dicembre 1952 ad oggi:
 Stella al merito del lavoro
 Stella al merito del lavoro per i lavoratori italiani residenti all'estero
Concessa «esclusivamente ai lavoratori subordinati d'ambo i sessi [...] i quali si segnalino per singolari meriti di perizia, di laboriosità e di buona condotta morale»
(legge 18 dicembre 1952, n. 2389)
al 29 ottobre 1965 ad oggi:
 Stella al merito del lavoro alla memoria
Concessa «per onorare la memoria dei lavoratori italiani, anche residenti all'estero, periti o dispersi a seguito di eventi di eccezionale gravità determinati da particolari rischi connessi al lavoro in occasione del quale detti eventi si sono verificati»
legge 29 ottobre 1965, n. 1230)

### Medaglia al merito civile (20 giugno 1956 – attuale)
Medaglia d'oro al merito civile
 Medaglia d'argento al merito civile
 Medaglia di bronzo al merito civile
Conferita per «premiare le persone, gli Enti e i Corpi che si siano prodigati, con eccezionale senso di abnegazione, nell'alleviare le altrui sofferenze o, comunque, nel soccorrere chi si trovi in stato di bisogno» (legge 20 giugno 1956, n. 658)

## Medaglie di lungo comando e anzianità di servizio delle Forze armate

### Medaglia mauriziana (19 luglio 1839 – attuale)
dal 19 luglio 1839 al 7 maggio 1954:
 Medaglia Mauriziana pel merito militare di dieci lustri per ufficiali generali
 Medaglia Mauriziana pel merito militare di dieci lustri per ufficiali inferiori
(Regie Magistrali Patenti del 19 luglio 1839)
dal 7 maggio 1954 al 31 ottobre 1983:
 Medaglia Mauriziana al merito di dieci lustri di carriera militare per gli ufficiali generali ed ammiragli
 Medaglia Mauriziana al merito di dieci lustri di carriera militare per gli ufficiali dei gradi inferiori [dall'8 novembre 1956 estesa ai sottufficiali]
(legge 7 maggio 1954, n. 203)
dal 31 ottobre 1983 ad oggi:
 Medaglia Mauriziana al merito di dieci lustri di carriera militare
(decreto del Presidente della Repubblica 31 ottobre 1983, n. 811)

### Medaglia militare al merito di lungo comando (13 maggio 1935 – attuale)
dal 13 maggio 1935 al 10 febbraio 1953:
 Medaglia militare al merito di lungo comando d'oro o di 1° grado (30 anni di comando)
 Medaglia militare al merito di lungo comando d'argento o di 2° grado (20 anni di comando)
 Medaglia militare al merito di lungo comando di bronzo o di 3° grado (15 anni di comando)
Conferita «agli ufficiali del Regio Esercito, in servizio permanente effettivo o delle categorie in congedo, che abbiano raggiunto globalmente nei gradi successivamente ricoperti anche in più riprese, i [...] periodi minimi di comando di reparto [sopraindicati]» (regio decreto 13 maggio 1935, n. 908)
dal 10 febbraio 1953 ad oggi:
 Medaglia militare al merito di lungo comando d'oro o di 1° grado (20 anni di comando [30 anni fino al 14 settembre 1957])
 Medaglia militare al merito di lungo comando d'argento o di 2° grado (15 anni di comando [20 anni fino al 14 settembre 1957])
 Medaglia militare al merito di lungo comando di bronzo o di 3° grado (10 anni di comando [15 anni fino al 14 settembre 1957])
(decreto del Presidente della Repubblica 10 febbraio 1953, n. 331)
Conferita «agli ufficiali e ai sottufficiali delle Forze armate, in servizio o in congedo, che hanno raggiunto globalmente nei gradi successivamente ricoperti, anche in più riprese, i [sopra indicati] [...] periodi minimi di comando di reparto» (decreto del Presidente della Repubblica 15 marzo 2010, n. 90)

### Medaglia di onore per lunga navigazione compiuta (27 novembre 1904 – attuale)
dal 27 novembre 1904 al 1º marzo 1945:
 Medaglia di onore per lunga navigazione compiuta (22 o 24 anni di navigazione)
Conferita a «quei militari della R. Marina che abbiano compiuti 22 anni di navigazione su Regie navi in armamento o in riserva ed agli iscritti della gente di mare di prima categoria che abbiano compiuti 24 anni di navigazione su mercantili nazionali, compresa la navigazione da essi fatta su Regie navi» (regio decreto 27 novembre 1904, n. 656)
dal 1º marzo 1945 al 22 marzo 1954:
 Medaglia d'onore per lunga navigazione compiuta di 1º grado o d'oro (20 anni di navigazione)
 Medaglia d'onore per lunga navigazione compiuta di 2º grado o d'argento (15 anni di navigazione)
 Medaglia d'onore per lunga navigazione compiuta di 3º grado o di bronzo (12 anni di navigazione)
Conferita ai «militari della R. Marina che abbiano compiuto su Regie navi in armamento o in riserva [i sopra indicati periodi] di navigazione. [...] è, inoltre, conferita agli iscritti nelle matricole della gente di mare [con gli stessi anni di imbarco]» (decreto luogotenenziale 1º marzo 1945)
dal 22 marzo 1954 ad oggi:
 Medaglia d'onore per lunga navigazione compiuta di 1º grado o d'oro (20 anni di navigazione)
 Medaglia d'onore per lunga navigazione compiuta di 2º grado o d'argento (15 anni di navigazione)
 Medaglia d'onore per lunga navigazione compiuta di 3º grado o di bronzo (10 anni di navigazione [12 anni fino al 14 settembre 1957])
Conferita ai «militari della Marina militare ed a quelli del Corpo della Guardia di finanza nonché agli iscritti nelle matricole della gente di mare che abbiano compiuto, rispettivamente, su navi in armamento od in riserva, su unità di crociera, costiere e foranee appartenenti al Ministero delle finanze, su navi mercantili nazionali, [gli anni di] navigazione [sopra indicati]» (decreto del Presidente della Repubblica 22 marzo 1954).
Conferita ai «militari dell'Esercito italiano, della Marina militare, dell'Arma dei Carabinieri e del Corpo della Guardia di Finanza che hanno compiuto su navi in armamento o in riserva, su unità di crociera, costiere e foranee appartenenti al Ministero dell'economia e delle finanze [i sopra indicati periodi] di navigazione [...] è, inoltre, conferita agli iscritti nelle matricole della gente di mare che hanno compiuto su navi mercantili nazionali [gli stessi anni di imbarco, ad eccezione della medaglia di 3º grado, con 12 anni]» (decreto del Presidente della Repubblica 15 marzo 2010).

### Medaglia di lunga navigazione aerea (9 luglio 1926 – attuale)
Medaglia militare aeronautica poi Medaglia militare aeronautica di lunga navigazione aerea e ora Medaglia di lunga navigazione aerea:
dal 9 luglio 1926 al 31 agosto 1928:
 Medaglia militare aeronautica di 1° grado (d'oro, 25 anni di servizio aeronavigante)
 Medaglia militare aeronautica di 2° grado (d'argento, 15 anni di servizio aeronavigante)
 Medaglia militare aeronautica di 3° grado (di bronzo, 10 anni di servizio aeronavigante)
«[...] conferita ai militari di qualunque grado, muniti di brevetto militare aeronautico, che abbiano compiuto [i sopra indicati periodi] di servizio aeronavigante presso reparti militari o Comandi aeronautici, nonché ai militari divenuti permanentemente inabili al volo, mutilati o deceduti in seguito a servizio aeronavigante» (regio decreto 9 luglio 1926, n. 1376).
Abrogata e sostituita retroattivamente dalla Medaglia militare aeronautica di lunga navigazione aerea:
dal 31 agosto 1928 (retroattivamente dal 9 luglio 1926) al 10 febbraio 1953:
 Medaglia militare aeronautica di lunga navigazione aerea di 1° grado (d'oro, 20 anni di servizio aeronavigante)
 Medaglia militare aeronautica di lunga navigazione aerea di 2° grado (d'argento, 15 anni di servizio aeronavigante)
 Medaglia militare aeronautica di lunga navigazione aerea di 3° grado (di bronzo, 10 anni di servizio aeronavigante)
«[...] conferita ai militari di qualunque grado, siano essi in servizio effettivo o in congedo, muniti di brevetto militare aeronautico [...] che abbiano compiuto globalmente, anche in più riprese [i sopra indicati periodi] di servizio aeronavigante [...]» (regio decreto 31 agosto 1928, n. 2098)
dal 10 febbraio 1953 al 15 marzo 2010:
 Medaglia militare aeronautica di lunga navigazione aerea di 1° grado (d'oro, 20 anni di servizio aeronavigante)
 Medaglia militare aeronautica di lunga navigazione aerea di 2° grado (d'argento, 15 anni di servizio aeronavigante)
 Medaglia militare aeronautica di lunga navigazione aerea di 3° grado (di bronzo, 10 anni di servizio aeronavigante)
(decreto del Presidente della Repubblica 10 febbraio 1953, n. 331)
dal 15 marzo 2010 ad oggi:
 Medaglia di lunga navigazione aerea di 1° grado (d'oro, 20 anni di servizio aeronavigante)
 Medaglia di lunga navigazione aerea di 2° grado (d'argento, 15 anni di servizio aeronavigante)
 Medaglia di lunga navigazione aerea di 3° grado (di bronzo, 10 anni di servizio aeronavigante)
«[...] conferita ai militari di qualunque grado, in servizio o in congedo, muniti di brevetto militare aeronautico [...], che hanno compiuto globalmente, anche in più riprese [i sopra indicati periodi] di servizio aeronavigante [...]. Ai militari in servizio, la medaglia è concessa se hanno compiuto nel suindicato periodo [...] il numero minimo di ore di volo stabilite dal Ministero della difesa [...]» (decreto legislativo 15 marzo 2010, n. 66).

### Medaglia al merito per lunga attività di volo del personale specialista dell'Arma dei Carabinieri (2010 – attuale)
Medaglia d'oro al merito per lunga attività di volo del personale specialista dell'Arma dei Carabinieri (20 anni di volo)
 Medaglia d'argento al merito per lunga attività di volo del personale specialista dell'Arma dei Carabinieri (15 anni di volo)
 Medaglia di bronzo al merito per lunga attività di volo del personale specialista dell'Arma dei Carabinieri (10 anni di volo)
(2010)

### Medaglia al merito per lunga attività ippica nell'Arma dei Carabinieri (2010 – attuale)
Medaglia d'oro al merito per lunga attività ippica nell'Arma dei Carabinieri (15 anni)
 Medaglia d'argento al merito per lunga attività ippica nell'Arma dei Carabinieri (10 anni)
 Medaglia di bronzo al merito per lunga attività ippica nell'Arma dei Carabinieri (5 anni)
(2010)

### Nastrino al merito per lungo comando di stazione nell'Arma dei Carabinieri (2010 – attuale)
Nastrino al merito per lungo comando di stazione d'oro (20 anni)
 Nastrino al merito per lungo comando di stazione d'argento (15 anni)
 Nastrino al merito per lungo comando di stazione di bronzo (10 anni)
(2010)

### Nastrino al merito per lungo impiego in servizi d'ordine pubblico nell'Arma dei Carabinieri (2016 – attuale)[36]
Nastrino al merito per lungo impiego in servizi d'ordine pubblico d'oro (4+ servizi)
 Nastrino al merito per lungo impiego in servizi d'ordine pubblico d'argento (3 servizi)
 Nastrino al merito per lungo impiego in servizi d'ordine pubblico di bronzo (2 servizi)
 Nastrino al merito per lungo impiego in servizi d'ordine pubblico (1 servizio)
(2016)

### Medaglia militare al merito di lungo comando per la Guardia di Finanza (13 luglio 1936 – attuale)
Medaglia militare al merito di lungo comando per ufficiali e sottufficiali della Regia Guardia di Finanza poi Medaglia militare al merito di lungo comando per la Guardia di Finanza:
dal 16 luglio 1936 al 31 luglio 1954:
 Medaglia militare al merito di lungo comando per gli ufficiali e sottufficiali della Regia Guardia di Finanza d'oro (o di 1º grado, 30 anni di comando per gli ufficiali e 20 anni di comando per i sottufficiali)
 Medaglia militare al merito di lungo comando per gli ufficiali e sottufficiali della Regia Guardia di Finanza d'argento (o di 2º grado, 20 anni di comando per gli ufficiali e 15 anni di comando per i sottufficiali)
 Medaglia militare al merito di lungo comando per gli ufficiali e sottufficiali della Regia Guardia di Finanza di bronzo (o di 3º grado, 15 anni di comando per gli ufficiali e 10 anni di comando per i sottufficiali)
Conferita come «speciale distintivo onorifico agli ufficiali e sottufficiali della Regia Guardia di Finanza che si rendono benemeriti per il lungo esercizio del comando» (regio decreto 16 luglio 1936, n. 1560)
dal 31 luglio 1954 al 18 ottobre 1958:
 Medaglia militare al merito di lungo comando per la Guardia di Finanza d'oro (o di 1º grado, 30 anni di comando per gli ufficiali e 20 anni di comando per i sottufficiali)
 Medaglia militare al merito di lungo comando per la Guardia di Finanza d'argento (o di 2º grado, 20 anni di comando per gli ufficiali e 15 anni di comando per i sottufficiali)
 Medaglia militare al merito di lungo comando per la Guardia di Finanza di bronzo (o di 3º grado, 15 anni di comando per gli ufficiali e 10 anni di comando per i sottufficiali)
(decreto del Presidente della Repubblica 31 luglio 1954, n. 1052)
dal 18 ottobre 1958 ad oggi:
 Medaglia militare al merito di lungo comando per la Guardia di Finanza d'oro (o di 1º grado, 20 anni di comando)
 Medaglia militare al merito di lungo comando per la Guardia di Finanza d'argento (o di 2º grado, 15 anni di comando)
 Medaglia militare al merito di lungo comando per la Guardia di Finanza di bronzo (o di 3º grado, 10 anni di comando)
(decreto del Presidente della Repubblica 18 ottobre 1958, n. 1010)

### Medaglia al merito di lunga attività di paracadutismo militare (12 novembre 1992 – attuale)
Medaglia al merito di lunga attività di paracadutismo militare (25 anni di attività)
 Medaglia al merito di lunga attività di paracadutismo militare (15 anni di attività)
 Medaglia al merito di lunga attività di paracadutismo militare (10 anni di attività)
Concessa per «tributare un riconoscimento al personale militare che abbia svolto continuativamente attività aviolancistica»
(decreto del Ministro della difesa 12 novembre 1992)

### Distintivo al merito di lungo comando di stazione SAGF, sezione operativa navale, tenenza o brigata della Guardia di Finanza (? – attuale)
Distintivo al merito di lungo comando di stazione SAGF, sezione operativa navale, tenenza o brigata della Guardia di Finanza d'oro (20 anni di comando)
 Distintivo al merito di lungo comando di stazione SAGF, sezione operativa navale, tenenza o brigata della Guardia di Finanza d'argento (10 anni di comando)

### Distintivo al merito per impiego in eventi di particolare rilevanza della Guardia di Finanza (? – attuale)
Distintivo al merito per impiego in eventi di particolare rilevanza della Guardia di Finanza d'oro (oltre a 15 eventi)
 Distintivo al merito per impiego in eventi di particolare rilevanza della Guardia di Finanza d'argento (da 11 a 15 eventi)
 Distintivo al merito per impiego in eventi di particolare rilevanza della Guardia di Finanza di bronzo (da 6 a 10 eventi)
 Distintivo al merito per impiego in eventi di particolare rilevanza della Guardia di Finanza (fino a 5 eventi)

### Croce per anzianità di servizio (8 novembre 1900 – attuale)
dall'8 novembre 1900 al 15 giugno 1912:
 Croce per anzianità di servizio d'oro con corona reale (per ufficiali, 40 anni di servizio)
 Croce per anzianità di servizio d'oro (per ufficiali, 25 anni di servizio)
 Croce per anzianità di servizio d'argento (per militari di truppa, 16 anni di servizio)
Conferita come «segno speciale [che] distingua i militari di ogni grado, i quali siansi resi benemeriti per lunghi e lodevoli servizi prestati nell'Esercito e nell'Armata» (regio decreto 8 novembre 1900, n. 358)
dal 15 giugno 1912 al 10 febbraio 1953:
 Croce per anzianità di servizio d'oro con corona reale (per ufficiali, 40 anni di servizio)
 Croce per anzianità di servizio d'oro (per ufficiali, 25 anni di servizio)
 Croce per anzianità di servizio d'argento con corona reale (per militari di truppa, 25 anni di servizio)
 Croce per anzianità di servizio d'argento (per militari di truppa, 16 anni di servizio)
(regio decreto 15 giugno 1912, n. 822).
Successivamente estesa ai militari della Regia Aeronautica (regio decreto 23 gennaio 1933, n. 8)
dal 10 febbraio 1953 al 10 maggio 1972:
 Croce per anzianità di servizio d'oro con stelletta (per ufficiali, 40 anni di servizio)
 Croce per anzianità di servizio d'oro (per ufficiali, 25 anni di servizio)
 Croce per anzianità di servizio d'argento con stelletta (per sottufficiali, 25 anni di servizio)
 Croce per anzianità di servizio d'argento (per sottufficiali, 16 anni di servizio)
(decreto del Presidente della Repubblica 10 febbraio 1953, n. 331)
dal 10 maggio 1972 ad oggi:
 Croce per anzianità di servizio d'oro con stelletta (per ufficiali e sottufficiali, 40 anni di servizio)
 Croce per anzianità di servizio d'oro con corona turrita (per ufficiali e sottufficiali, 25 anni di servizio)
 Croce per anzianità di servizio d'argento con stelletta (per [graduati, dal 2010] e militari di truppa, 25 anni di servizio)
 Croce per anzianità di servizio d'argento (per ufficiali, sottufficiali, [graduati, dal 2010] e militari di truppa, 16 anni di servizio)
(decreto del Presidente della Repubblica 10 maggio 1972, n. 403).

### Croce al merito di servizio nella Guardia di Finanza (26 agosto 1905 – 22 giugno 1990)
Croce al merito di servizio nella Regia Guardia di Finanza poi Croce al merito di servizio nella Guardia di Finanza:
dal 26 agosto 1905 al 16 maggio 1907:
 Croce al merito di servizio per la Regia Guardia di Finanza d'oro (per ufficiali, 25 anni di servizio)
 Croce al merito di servizio per la Regia Guardia di Finanza d'oro (per sottufficiali e guardie, 20 anni di servizio)
Conferita come «[...] speciale onorifica insegna [per compensare] i lunghi e distinti servizi prestati nel Corpo della R. Guardia di Finanza [...]» (regio decreto 26 agosto 1905, n. 489)
dal 16 maggio 1907 all'8 aprile 1929:
 Croce al merito di servizio per la Regia Guardia di Finanza d'oro (per ufficiali, 25 anni di servizio)
 Croce al merito di servizio per la Regia Guardia di Finanza d'argento (per sottufficiali, appuntati [dal 1910] e guardie, 20 anni di servizio)
«[...] Avranno titolo a conseguirla ed a fregiarsene anche dopo la cessazione dal servizio gli ufficiali dopo 25 anni e i sottufficiali e le guardie dopo 16 anni di effettivo servizio prestato complessivamente nel Corpo, nell'esercito e nell'armata, sempreché abbiano serbato ottima condotta, risultino di ineccepibili qualità morali e siansi distinti per merito di servizio od atti di valore» (regio decreto 16 maggio 1907, n. 283; regio decreto 24 febbraio 1910, n. 120)
dall'8 aprile 1929 al 31 luglio 1954:
 Croce al merito di servizio per la Regia Guardia di Finanza d'oro con corona reale (per ufficiali, 40 anni di servizio)
 Croce al merito di servizio per la Regia Guardia di Finanza d'oro (per ufficiali, 25 anni di servizio)
 Croce al merito di servizio per la Regia Guardia di Finanza d'argento con corona reale (per sottufficiali, appuntati e guardie, 25 anni di servizio)
 Croce al merito di servizio per la Regia Guardia di Finanza d'argento (per sottufficiali, appuntati e guardie, 16 anni di servizio)
(regio decreto 8 aprile 1929, n. 739)
dal 31 luglio 1954 al 27 gennaio 1968:
 Croce al merito di servizio per la Guardia di Finanza d'oro (per ufficiali, 40 anni di servizio)
 Croce al merito di servizio per la Guardia di Finanza d'oro (per ufficiali, 25 anni di servizio)
 Croce al merito di servizio per la Guardia di Finanza d'argento (per sottufficiali, appuntati e guardie, 25 anni di servizio)
 Croce al merito di servizio per la Guardia di Finanza d'argento (per sottufficiali, appuntati e guardie, 16 anni di servizio)
(decreto del Presidente della Repubblica 31 luglio 1954, n. 1052)
dal 27 gennaio 1968 al 4 luglio 1978:
 Croce al merito di servizio per la Guardia di Finanza d'oro (per ufficiali e sottufficiali, 40 anni di servizio)
 Croce al merito di servizio per la Guardia di Finanza d'oro (per ufficiali e sottufficiali, 25 anni di servizio)
 Croce al merito di servizio per la Guardia di Finanza d'argento (per militari di truppa, 25 anni di servizio) [Nota: con stella d'argento]
 Croce al merito di servizio per la Guardia di Finanza d'argento (per ufficiali, sottufficiali e militari di truppa, 16 anni di servizio)
«[...] Avranno titolo a conseguirla ed a fregiarsene, anche dopo la cessazione dal servizio, gli ufficiali, i sottufficiali ed i militari di truppa che abbiano compiuto i seguenti periodi minimi di servizio [sopra indicati]» (decreto del Presidente della Repubblica 27 gennaio 1968, n. 734)
dal 4 luglio 1978 al 23 giugno 1990:
 Croce al merito di servizio per la Guardia di Finanza d'oro (40 anni di servizio)
 Croce al merito di servizio per la Guardia di Finanza d'argento (25 anni di servizio) [Nota: con stella d'argento]
 Croce al merito di servizio per la Guardia di Finanza d'argento (16 anni di servizio)
(decreto del Presidente della Repubblica 4 luglio 1978)

### Croce per anzianità di servizio nella Guardia di Finanza
dal 23 giugno 1990 ad oggi:
 Croce per anzianità di servizio nella Guardia di Finanza d'oro (40 anni di servizio)
 Croce per anzianità di servizio nella Guardia di Finanza d'oro (25 anni di servizio) [Nota: l'aggiunta della corona turrita non è supportata da fonti]
 Croce per anzianità di servizio nella Guardia di Finanza d'argento (16 anni di servizio)
«Hanno titolo a conseguirla ed a fregiarsene, anche dopo la cessazione dal servizio, gli ufficiali, i sottufficiali e gli appartenenti al ruolo dei finanzieri ed appuntati che abbiano compiuto i [...] periodi minimi di servizio [sopra indicati]» (decreto del Presidente della Repubblica 23 giugno 1990, n. 195).

### Stella al merito per i militari indigeni delle colonie italiane (18 marzo 1923 –de facto, 8 settembre 1943;de jure, 16 dicembre 2010)
Stella al merito per i militari indigeni delle colonie italiane con Corona Reale per eccezionali benemerenze
 Stella al merito per i militari indigeni delle colonie italiane
Concessa ai «militari indigeni che abbiano compiuto 15 anni di servizio, mantenuto buona condotta e dato prova di fedeltà e zelo, ed inoltre si erano in modo speciale distinti»
(regio decreto 18 marzo 1923, n. 898; abrogata con il decreto legislativo 13 dicembre 2010, n. 212)

### Anzianità di servizio nella Milizia volontaria per la sicurezza nazionale (23 gennaio 1933 – 6 dicembre 1943)
Croce di anzianità di servizio nella Milizia volontaria per la sicurezza nazionale (10 anni di servizio con 5 anni di servizio in un battaglione Camicie Nere)
 Croce di anzianità di servizio nella Milizia volontaria per la sicurezza nazionale (10 anni di servizio)
(regio decreto 23 gennaio 1933, n. 8)
 Croce di anzianità di servizio nella Milizia volontaria per la sicurezza nazionale (10 anni di servizio, servizio in A.O.I.)
(regio decreto 10 maggio 1938, n. 1099)
 Croce di anzianità di servizio nella Milizia volontaria per la sicurezza nazionale (20 anni di servizio)
(regio decreto 28 gennaio 1943, n. 349)
La MVSN fu sciolta dal governo Badoglio I con regio decreto-legge 6 dicembre 1943, n. 16/B.

## Medaglie di benemerenza e commemorative

### Benemerenze per i volontari di guerra
Distintivo d'onore per gli ex irredenti volontari di guerra (1ª versione, 1921) [Nota: gli stemmi sono in posizione invertita, Trieste e Trento]
Concesso «agli ex irredenti italiani che nell'ultima guerra contro l'Austria Ungheria, si arruolarono volontari nell' [...] esercito e nella [...] marina da guerra» (regio decreto 16 ottobre 1921, n. 1626).
 Distintivo d'onore per gli ex irredenti volontari di guerra (2ª versione, 1922) [Nota: gli stemmi sono in posizione invertita, Trieste e Trento]
«Sul distintivo d'onore, per gli ex-irredenti italiani [...], oltre agli stemmi di Trento e Trieste, vi sarà pure ricamato lo stemma di Zara» (regio decreto 7 gennaio 1922, n. 38).
 Medaglia di benemerenza per i volontari della guerra italo-austriaca 1915-1918 (1923)
Concessa «ai volontari della guerra italo-austriaca 1915-1918 [...], ai cittadini delle terre già soggette al nemico che si arruolarono nell'esercito o nell'armata italiana [...], anche a coloro i quali abbiano partecipato alle operazioni belliche in modo degno di encomio» (regio decreto 24 maggio 1923, n. 1163).
 Medaglia di benemerenza per i volontari della guerra italo-austriaca 1915-1918 con distintivo d'onore per gli ex irredenti (1923)
«Agli ex irredenti italiani cui verrà concessa la medaglia dei volontari e che già sono autorizzati a fregiarsi del distintivo d'onore» (regio decreto 7 ottobre 1923, n. 2180).
 Medaglia di benemerenza per i volontari della campagna dell'Africa Orientale 1935-1936 (1939)
Concessa «a coloro che sono partiti per l'Africa Orientale in seguito a domanda o richiesta [...] durante il periodo 3 ottobre 1935-5 maggio 1936 aver partecipato alle operazioni belliche oppure compiuti servizi in mare od in volo connessi con la campagna A. O. in modo degno di encomio» (regio decreto 26 ottobre 1939, n. 2163).
 Medaglia di benemerenza per i volontari della campagna di Spagna (1936-1939)
Concessa «a coloro che hanno partecipato volontariamente alla campagna di Spagna in modo degno di encomio» (regio decreto 6 giugno 1940, n. 1244).
 Medaglia di benemerenza per i volontari della guerra 1943-45 e attraversamento linee nemiche (1944)
Concessa «al personale militare e militarizzato ed ai civili che, dopo l'8 settembre 1943, abbiano abbandonato volontariamente il territorio della loro abituale residenza, occupato dal nemico, per recarsi nei territori liberati e mettersi a disposizione del Governo nazionale» (regio decreto legge 27 gennaio 1944, n. 54).
 Distintivo d'onore per i patrioti "Volontari della Libertà" (1943-1945) [1950]
Concesso «ai patrioti "Volontari della Libertà" che abbiano partecipato alla lotta armata contro i tedeschi e contro i fascisti», che abbiano fatto per non meno di tre mesi ininterrottamente, di formazioni riconosciute dai Comitati di Liberazione Nazionale, o che siano rimasti feriti in combattimento» (decreto legge luogotenenziale 3 maggio 1945, n. 350).
Conferimento esteso «ai militari deportati nei campi di concentramento tedeschi dopo l'8 settembre 1943 (denominati ex internati militari in Germania) che rinunciarono alla liberazione, e, non collaborando comunque volontariamente né con i tedeschi né con i fascisti, contribuirono alla lotta della Resistenza» (legge 1º dicembre 1977, n. 907).
 Medaglia di benemerenza per i volontari della Guerra 1940-1943 (non ufficiale)
 Medaglia di benemerenza per i volontari della Guerra 1940-45 (1948)
Concessa «a coloro che, durante la seconda guerra mondiale (10 giugno 1940-8 maggio 1945) si siano trovati in entrambe le seguenti condizioni: a) aver chiesto ed ottenuto, senza esservi obbligati per legge o per disposizioni di richiamo, di arruolarsi in una delle Forze armate dello Stato o di essere incorporati in reparti ed unità operanti; b) aver partecipato, presso reparti ed unità operanti ad operazioni di guerra ed aver riportato una delle seguenti decorazioni o distinzioni: ricompense al valor militare; promozione od avanzamento per merito di guerra, o trasferimento nei ruoli del servizio permanente per merito di guerra; distintivo di ferito o mutilato di guerra; croce al merito di guerra» (decreto legislativo 21 aprile 1948, n. 1054).

### Medaglie commemorative per campagne di guerra e operazioni militari

#### Guerre del Risorgimento (1848-1870)
Medaglia commemorativa della guerra di Crimea (1853-1856)
(Disposizione a pag. 773 del Giornale Militare del 1856).
 Medaglia commemorativa dei Mille di Marsala (1860)
(circolare del Ministero della guerra 14 luglio 1861).
 Medaglia commemorativa della Liberazione di Sicilia (1860)
(decreto legge luogotenenziale 12 dicembre 1860, n.10).
 Medaglia commemorativa delle guerre per l'indipendenza e l'unità d'Italia (1865)
Fascette autorizzate sul nastro della medaglia: 1848, 1849, 1855-56, 1859, 1860-61, 1866, 1867, 1870.
(regio decreto 4 marzo 1865, n. 2174).
 Medaglia civica commemorativa della Presa di Roma (1870)
Fascette autorizzate sul nastro della medaglia: 1848, 1849, 1867, 1870.
(decreto del Ministero della guerra 25 marzo 1911).
 Medaglia commemorativa della Campagna del 1870 (non ufficiale)
 Medaglia a ricordo dell'Unità d'Italia 1848-1870 (1883)
(regio decreto 26 aprile 1883, n. 1294).

#### Campagne coloniali (1882-1913)
Medaglia commemorativa delle campagne d'Africa (24 novembre 1894 – 3 novembre 1923)
16 fascette di campagna (vedi dettaglio)
(regio decreto 3 novembre 1894, n. 463 e regio decreto 5 ottobre 1906 n. 562) [Nota: assorbita nella medaglia successiva]
 Medaglia a ricordo delle campagne e del servizio prestato nelle colonie italiane dell'Africa Orientale e nelle relative zone d'influenza (3 novembre 1923 – 3 ottobre 1935)
27 fascette di campagna (vedi dettaglio)
(regio decreto 27 agosto 1923 n. 2067 e regio decreto 12 agosto 1927, n. 1898)
 Medaglia commemorativa della campagna in Cina (1900-1901) (23 giugno 1901 – 23 aprile 1903)
Leggenda: CINA 1900-1901
Barretta: CINA 1900-1901 (dal 1908)
(regio decreto 23 giugno 1901, n. 338)
 Medaglia commemorativa della Campagna in Cina ed Estremo Oriente (Cina 1902-1908) (23 aprile 1903 – 15 marzo 1908)
Leggenda: CINA
(regio decreto 23 aprile 1903, n. 176)
 Medaglia commemorativa della guerra italo-turca 1911-1912 (1911-1912) (21 novembre 1912 – de jure 26 gennaio 2011)
Leggenda: GUERRA ITALO-TURCA 1911-1912
Fascette: 1911, 1911-12, 1912, in alcuni casi potevano essere aggiunte le barrette per la Campagna di Libia
(regio decreto 21 novembre 1912, n. 1342)
 Medaglia commemorativa delle campagne di Libia (1912-1931) (6 settembre 1913 – de jure 26 gennaio 2011)
Leggenda: LIBIA
35 fascette di campagna (vedi dettaglio)
(regio decreto 6 settembre 1913, n. 1144)

#### Prima guerra mondiale (1915-1918)
Distintivo speciale per i militari ed assimilati che sopportano le fatiche dell'attuale guerra (1915-1918) (21 maggio 1916 – 29 luglio 1920)
 4 anni di campagna
 3 anni di campagna
 2 anni di campagna
 1 anno di campagna
 meno di 12 mesi al fronte
(regio decreto 21 maggio 1916, n. 641) (Nota: assorbito dalla medaglia successiva)
Medaglia commemorativa della guerra 1915-1918 per il compimento dell'unità d'Italia (29 luglio 1920 – de jure 26 gennaio 2011)
 4 anni di campagna
 3 anni di campagna
 2 anni di campagna
 1 anno di campagna
 meno di 12 mesi al fronte
Fascette: 1915, 1916, 1917, 1918, Albania 1919, Albania 1920 nonché il distintivo d'onore per gli ex-irredenti, 1ª o 2ª versione
(regio decreto 29 luglio 1920, n. 1241)
 Distintivo speciale per gli equipaggi delle navi mercantili nazionali che si esposero ai rischi e sopportarono i disagi inerenti all'esercizio della navigazione durante la guerra (1915-1918) (17 gennaio 1918 – 15 luglio 1923)
(regio decreto 17 gennaio 1918, n. 150) [Nota: assorbito dalla medaglia successiva]
Medaglia di benemerenza pel personale della marina mercantile, che sopportò i disagi ed i rischi della guerra (1915-1918) [15 luglio 1923 – de jure 26 gennaio 2011]
 4 anni di campagna
 3 anni di campagna
 2 anni di campagna
 1 anno di campagna
 meno di 12 mesi al fronte
Fascette: 1915, 1916, 1917, 1918
(regio decreto 15 luglio 1923, n. 1786)
 Distintivo speciale per gli agenti delle ferrovie dello Stato, i quali furono esposti ai rischi ed ai disagi inerenti al servizio delle linee ferroviarie più a contatto colle operazioni di guerra (1915-1918) (3 maggio 1918 – de jure 26 gennaio 2011)
(regio decreto 3 maggio 1918, n. 665)
 Distintivo speciale per gli agenti addetti alle ferrovie concesse ed alle tramvie a trazione meccanica, esistenti in zona di guerra (1915-1918) (27 luglio 1919 – quiescente)
(regio decreto 27 luglio 1919)
 Medaglia della Vittoria, commemorativa della grande guerra per la civiltà (1918) (16 dicembre 1920 – de jure 15 dicembre 2010)
(regio decreto 16 dicembre 1920, n. 1918)
 Medaglia a ricordo dell'Unità d'Italia 1848-1918 (19 gennaio 1922 – de jure 15 dicembre 2010)
(regio decreto 19 gennaio 1922, n. 1229)
 Medaglia Ricordo in Oro "50º Anniversario della Vittoria 1918 1968" (29 luglio 1968)
(Legge n° 263 del 18 marzo 1968)

#### Periodo tra le due guerre mondiali (1919-1939)
Medaglia commemorativa delle operazioni militari in Africa Orientale 1935-1936 (27 aprile 1936 – de jure 13 dicembre 2010)
 ruoli combattenti
 ruoli non combattenti
(regio decreto 27 aprile 1936)
L'uso del gladio romano per i ruoli non combattenti fu abolito nel 1936 e successivamente ripristinato nel 1937
Fascette: 1935, 1936, 1937, 1938, 1939, 1940.
Medaglia commemorativa delle operazioni militari in Africa Orientale 1935-1936 (Fronte Sud) [Nota: non ufficiale]
 ruoli combattenti
 ruoli non combattenti
 Medaglia commemorativa della campagna di Spagna (1936-1939) (6 giugno 1940 – de jure 13 dicembre 2010)
(regio decreto 6 giugno 1940, n. 1244)
 Medaglia commemorativa della spedizione in Albania (1939) (7 marzo 1940 – de jure 13 dicembre 2010)
(regio decreto 7 marzo 1940, n. 683)
 Medaglia a ricordo dell'Unità d'Italia 1848-1922 (18 agosto 1940 – de jure 13 dicembre 2010)
(regio decreto 18 agosto 1940, n. 1375)

#### Seconda guerra mondiale (1940-1945)
dall'11 giugno 1940 all'8 settembre 1943:
Distintivo della guerra in corso (1940-1943) (4 novembre 1941 – 17 novembre 1948)
 4 anni di campagna
 3 anni di campagna
 2 anni di campagna
 1 anno di campagna
 meno di 1 anno di campagna
(circolare del Ministero della guerra 4 novembre 1941, n. 97100)
assorbito dal distintivo successivo
Distintivo del periodo bellico 1940-1943 (17 novembre 1948 – 6 maggio 1959)
 4 anni di campagna
 3 anni di campagna
 2 anni di campagna
 1 anno di campagna
 meno di 1 anno di campagna
(decreto del Presidente della Repubblica 17 novembre 1948, n. 1590)
assorbito dalla medaglia successiva
Medaglia commemorativa del periodo bellico 1940-43 (6 maggio 1959 – attuale)
 4 anni di campagna
 3 anni di campagna
 2 anni di campagna
 1 anno di campagna
 meno di 1 anno di campagna
Fascette autorizzate sul nastro della medaglia: 1940, 1941, 1942, 1943
(decreto del Presidente della Repubblica 6 maggio 1959, n. 399)
Medaglie e croci commemorative [Nota: non ufficiali]
 Medaglia commemorativa della battaglia del fronte alpino occidentale (1940)
 Medaglia commemorativa dell'occupazione della Grecia (1940-1941)
 Croce commemorativa del Corpo di Spedizione Italiano in Russia (1941-1942)
 Medaglia commemorativa della campagna italo-tedesca in Africa (1943-1943)
Guerra di liberazione italiana (8 settembre 1943 – al 25 aprile 1945):
Distintivo della guerra in corso contro i tedeschi (21 aprile 1945 – 9 luglio 1959)
con una stelletta in metallo brunito per ogni anno di campagna:
 4 anni di campagna [non in uso]
 3 anni di campagna
 2 anni di campagna
 1 anno di campagna
 meno di 1 anno di campagna
(circolare del Ministero della guerra 21 aprile 1945, n. 182).
assorbito dalla medaglia successiva
Medaglia commemorativa della guerra di liberazione (1943-1945) (6 maggio 1959 – attuale)
 4 anni di campagna [Nota: non in uso]
 3 anni di campagna
 2 anni di campagna
 1 anno di campagna
 meno di 1 anno di campagna
Fascette autorizzate: 1943, 1944, 1945, 1946 [Nota: quest'ultima mai prodotta]
(decreto del Presidente della Repubblica 6 maggio 1959, n. 399)

#### Repubblica italiana (1946-attuale)

##### Operazioni militari
Medaglia commemorativa "per la libertà di navigazione" (23 agosto 1988 – attuale):
 Medaglia commemorativa per il personale della Marina Militare impegnato nel Golfo Persico (23 agosto 1988 – 6 febbraio 2017)
(decreto del ministro della Difesa 23 agosto 1988) [Nota: assorbita dalla medaglia successiva]
Medaglia della Riconoscenza (12 novembre 2013):
 Medaglia della Riconoscenza, conferita ai Familiari delle 19 Vittime dal Ministro della Difesa nel decennale della Strage di Nāṣiriya (2013); la Medaglia non riguarderà solo Nāṣiriya ma anche i Familiari dei Caduti all'Estero nel decennale della loro scomparsa.
Medaglia commemorativa per le operazioni antipirateria (6 febbraio 2017 – attuale):
 oltre 3 missioni
 3 missioni
 2 missioni
 1 missione
«È istituita la medaglia commemorativa [...] per il personale delle Forze Armate, compresa l'Arma dei Carabinieri, impiegato in operazioni di antipirateria per la salvaguardia della libertà di navigazione, non svolte nei mari prospicienti la penisola italiana»
Sono autorizzate 9 fascette di bronzo (vedi dettaglio)
(decreto del ministro della Difesa 6 febbraio 2017)
Croce commemorativa per le operazioni militari nell'area del Golfo Persico (5 novembre 1991 – attuale):
 Croce commemorativa per le operazioni militari nell'area del Golfo Persico (24 agosto 1990 - 16 gennaio 1991, 13 aprile 1991 - 2 agosto 1991)
 Croce commemorativa per le operazioni militari nell'area del Golfo Persico (17 gennaio 1991 - 12 aprile 1991)
(decreto interministeriale dei ministri della Difesa e della Marina mercantile 5 novembre 1991).
Croce commemorativa per le operazioni militari in Somalia (23 novembre 1993 – attuale):
 Croce commemorativa per le operazioni militari in Somalia (1992-1993)
(decreto del ministro della Difesa 23 novembre 1993)
Croci commemorative delle operazioni in Afghanistan
 Croce commemorativa delle operazioni in Afghanistan per il personale del Ministero della Difesa (15 gennaio 2003 – attuale)
Sul nastro è apposta una fascetta metallica di color argento sulla quale è iscritta la denominazione dell'operazione per la quale la croce è stata concessa
(decreto del Ministro della difesa 15 gennaio 2003)
 Croce commemorative delle operazioni in Afghanistan per la Guardia di Finanza (23 ottobre 2007 – attuale)
Sul nastro è apposta una fascetta metallica di color argento sulla quale è iscritta la denominazione dell'operazione per la quale la croce è stata concessa
(decreto del Ministro dell'economia e delle finanze 23 ottobre 2007)
Croce commemorativa per le operazioni di sicurezza internazionale
Croce commemorativa per le operazioni di sicurezza internazionale (18 maggio 2021 – attuale)
 oltre 3 missioni
 3 missioni
 2 missioni
 1 missione
Sul nastro della medaglia è apposta una fascetta metallica di color argento sulla quale è iscritta la denominazione dell'operazione per la quale la croce è stata concessa
(decreto del Ministro della Difesa 15 maggio 2021)

##### Operazioni di pace
Croce commemorativa delle operazioni di pace
Croce commemorativa per le missioni di pace UNIFIL, Sinai e Libano (4 novembre 1982 – 6 ottobre 1986):
 Nastrino del primo tipo (4 novembre 1982 – 12 maggio 1983)
(decreto del Ministro della difesa 4 novembre 1982, n. 776)
 Nastrino definitivo (12 maggio 1983 – 6 ottobre 1986)
La croce reca sul recto la dicitura "Per la Pace" ed al verso la dicitura "UNIFIL" o "Sinai" o "Libano".
(decreto del Ministro della difesa 12 maggio 1983, n. 538) [Nota: assorbita dalla "Croce commemorativa unificata per le missioni di pace all'estero"]
Croce commemorativa delle missioni di pace per conto delle Nazioni Unite (4 giugno 1984 – 6 ottobre 1986):
 oltre 3 missioni
 3 missioni
 2 missioni
 1 missione
(decreto interministeriale dei Ministri difesa e delle finanze 4 giugno 1984) [Nota: assorbita dalla "Croce commemorativa unificata per le missioni di pace all'estero"]
Croce commemorativa per la missione di pace e sicurezza nel Mar Rosso (20 maggio 1985 – 6 ottobre 1986)
 Croce commemorativa per la missione di pace e sicurezza nel Mar Rosso
La croce reca sul recto la dicitura "Per la Pace" e al verso la dicitura "Mar Rosso".
(decreto del Ministro della difesa 20 maggio 1985, n. 411) [Nota: assorbita dalla croce commemorativa successiva]
Croce commemorativa unificata per le missioni di pace all'estero (6 ottobre 1986 – attuale):
 oltre 3 missioni
 3 missioni
 2 missioni
 1 missione
La croce reca sul recto la dicitura "Per la Pace".
27 fascette autorizzate (vedi dettaglio)
(decreto interministeriale dei Ministri della difesa e delle finanze 6 ottobre 1986, n. 1046)
Nastrino commemorativo per l'operazione U.N.M.I.K. in Kosovo della Guardia di Finanza (2002 – attuale):
 Nastrino commemorativo per l'operazione U.N.M.I.K. in Kosovo della Guardia di Finanza
Nastrino commemorativo per la missione dell'Ufficio Italiano Interforze in Montenegro della Guardia di Finanza (? – attuale):
 Nastrino commemorativo per la missione dell'Ufficio Italiano Interforze in Montenegro della Guardia di Finanza

##### Cooperazione internazionale
Croce commemorativa per le operazioni di Cooperazione Internazionale (20 giugno 2017 – attuale):
 oltre 3 missioni
 3 missioni
 2 missioni
 1 missione
26 fascette autorizzate (vedi elenco)
(decreto del Ministro della difesa 20 giugno 2017)
Nastrino commemorativo per le operazioni bilaterali in Albania della Guardia di Finanza (? – attuale):
 oltre 8 mesi
 da 4 a 8 mesi
 da 16 giorni a 4 mesi
Nastrino commemorativo per le operazioni bilaterali in Libia della Guardia di Finanza (? – attuale):
 Nastrino commemorativo per le operazioni bilaterali in Libia della Guardia di Finanza

##### Nastrino di merito per il personale in servizio presso l'Ufficio del Consigliere Militare del Presidente del Consiglio dei Ministri
Nastrino di merito per il personale in servizio presso l'Ufficio del Consigliere Militare del Presidente del Consiglio dei Ministri (attuale)
Conferito a coloro che prestano servizio, o che hanno prestato servizio per almeno 2 anni, presso l'Ufficio del Consigliere Militare del Presidente del Consiglio dei Ministri.
(SMD – G – 010 - Regolamento per la disciplina delle uniformi - edizione 2019)

##### Nastrino di merito per il personale in servizio presso gli Uffici di diretta collaborazione del Ministro della Difesa
Nastrino di merito per il personale militare degli Uffici di diretta collaborazione del Ministro della Difesa (attuale)
Conferito a coloro che prestano servizio, o che hanno prestato servizio, presso gli Uffici di diretta collaborazione del Ministro della Difesa.
(SMD – G – 010 - Regolamento per la disciplina delle uniformi - edizione 2019)

##### Nastrino di merito per il personale in servizio presso lo Stato Maggiore della Difesa o area interforze
Nastrino di merito per il personale in servizio presso lo Stato Maggiore della Difesa o area interforze (attuale)
Conferito a coloro che prestano servizio, o che hanno prestato servizio, presso SMD o reparti interforze.
(SMD – G – 010 - Regolamento per la disciplina delle uniformi - edizione 2019)

##### Medaglia d'onore interforze dello Stato Maggiore della Difesa
Medaglia d'onore interforze dello Stato Maggiore della Difesa (12 novembre 1992 – attuale)
«[...] conferita ad honorem dal Capo di Stato Maggiore della Difesa al personale militare e civile, nazionale o straniero di ogni ordine e grado che con intelligenza, lodevole iniziativa, perizia senso di responsabilità e coraggio o con grave manifesto rischio personale o con atti eccezionali, abbia contribuito alla riuscita di un’operazione o di un’attività di carattere militare di singolare importanza e di notevole utilità accrescendo il prestigio dell’Istituzione militare».
(decreto del Ministro della difesa 12 novembre 1992)

##### Nastrino di merito per il personale in servizio presso lo Stato Maggiore dell'Esercito Italiano
Nastrino di merito per il personale in servizio presso lo Stato Maggiore dell'Esercito Italiano (attuale)
Conferito a coloro che prestano servizio, o che hanno prestato servizio, presso lo Stato Maggiore dell'Esercito Italiano.

##### Nastrino di merito per il personale in servizio presso lo Stato Maggiore della Marina Militare
Nastrino di merito per il personale in servizio presso lo Stato Maggiore della Marina Militare (attuale)
Conferito a coloro che prestano servizio, o che hanno prestato servizio, presso lo Stato Maggiore della Marina Militare.

##### Nastrino di merito per il personale in servizio presso lo Stato Maggiore dell'Aeronautica Militare
Nastrino di merito per il personale in servizio presso lo Stato Maggiore dell'Aeronautica Militare (attuale)
Conferito a coloro che prestano servizio, o che hanno prestato servizio, presso lo Stato Maggiore dell'Aeronautica Militare.

##### Nastrino di merito per il personale in servizio presso lo Stato Maggiore della Guardia di Finanza
Nastrino di merito per il personale in servizio presso lo Stato Maggiore della Guardia di Finanza (attuale)
Conferito a coloro che prestano servizio, o che hanno prestato servizio, presso lo Stato Maggiore della Guardia di Finanza.

##### Nastrino di merito per il personale in servizio presso altro dicastero della Guardia di Finanza
Nastrino di merito per il personale in servizio presso altro dicastero della Guardia di Finanza (attuale)
Conferito a coloro che prestano servizio, o che hanno prestato servizio, presso altro dicastero.

##### Nastrino di merito per il personale in servizio presso sedi disagiate della Guardia di Finanza
Nastrino di merito per il personale in servizio presso sedi disagiate della Guardia di Finanza (attuale)
Conferito a coloro che prestano servizio, o che hanno prestato servizio, presso una sede disagiata della Guardia di Finanza.

### Medaglie commemorative delle Grandi Unità in guerra(non ufficiali)

#### Prima guerra mondiale (1915-1918)
Medaglia commemorativa della 1ª Armata
 Croce commemorativa della 1ª Armata
 Croce commemorativa della 2ª Armata
 Croce commemorativa della 3ª Armata
 Medaglia commemorativa della 4ª Armata
 Croce commemorativa della 4ª Armata
 Croce commemorativa della 6ª Armata (Armata degli Altipiani)
 Croce commemorativa della 7ª Armata
 Croce commemorativa della 8ª, 9ª e 10ª Armata
 Croce commemorativa del II Corpo d'armata
 Croce commemorativa del VI Corpo d'armata - Presa di Gorizia
 Croce commemorativa del Corpo di spedizione dell'oriente balcanico

#### Guerra d'Etiopia (1935-1936)
Croce commemorativa del I Corpo d'armata
 Croce commemorativa del II Corpo d'armata
 Croce commemorativa del III Corpo d'armata
 Croce commemorativa del IV Corpo d'armata
 Croce commemorativa del Corpo d'armata eritreo
 Medaglia commemorativa della 19ª Divisione Gavinana
 Medaglia commemorativa della 24ª Divisione Gran Sasso
 Croce commemorativa della 65ª Divisione Granatieri di Savoia
 Medaglia commemorativa della 2ª Divisione CC.NN. "XXVIII Ottobre"

#### Guerra di Spagna (1936-1939)
Medaglia commemorativa della Divisione Volontari del Littorio

#### Seconda guerra mondiale (1940-1945)
Croce commemorativa del Gruppo d'armate Ovest
 Croce commemorativa della 1ª Armata
 Medaglia Commemorativa della 2ª Armata
 Croce commemorativa dell'8ª Armata - Armata Italiana in Russia ARMIR
 Medaglia commemorativa della 9ª Armata, due classi: d'argento e di bronzo
 Croce commemorativa dell'11ª Armata
 Croce commemorativa per il IV Corpo d'armata sul fronte greco-albanese
 Croce commemorativa del Corpo di Spedizione Italiano in Russia CSIR
 Medaglia commemorativa della 132ª Divisione Corazzata Ariete
 Medaglia commemorativa della I Brigata coloniale "Elefante"

### Medaglie specifiche del periodo fascista (1922-1945)

#### Medaglie e croci commemorative
Medaglia commemorativa della spedizione di Fiume (1919)
Coniatura non ufficiale della Reggenza italiana del Carnaro (1919), con il nome di Medaglia commemorativa della Marcia di Ronchi, successivamente istituzionalizzata.
(regio decreto 31 gennaio 1926, n. 273 e regio decreto 15 luglio 1938, n. 1179)
 Medaglia per le campagne fasciste 1919-1922 (non ufficiale)
Fascette autorizzate: 1919, 1920, 1921 e 1922.
 Medaglia per le campagne nazionaliste 1920-1923 (non ufficiale)
Fascette autorizzate: 1920, 1921, 1922 e 1923.
 Medaglia commemorativa della Marcia su Roma
Classe d'oro, d'argento e di bronzo.
Conferita ai membri del Partito nazionale fascista che avevano partecipato anche non direttamente alla Marcia su Roma tra il 27 ottobre e il 1º novembre 1922.
Coniatura non ufficiale (ottobre 1923), successivamente istituzionalizzata.
(regio decreto 31 gennaio 1926, n. 273, regio decreto 1º novembre 1928, n. 2485, regio decreto 14 agosto 1936, n. 1851 e regio decreto 15 luglio 1938, n. 1179)
 Croce commemorativa della Marcia su Roma (non ufficiale)
Classe di bronzo argentato e di bronzo.
 Medaglia commemorativa Campi "DUX" (non ufficiale)
 Medaglia commemorativa per la Fondazione dell'Impero (9 maggio 1936) (non ufficiale)
 Medaglia d'onore per le madri di famiglie numerose
(regio decreto 22 maggio 1939, n. 917)

#### Medaglie di benemerenza per funzionari e dirigenti delle organizzazioni del partito
Istituite per premiare il personale ispettivo, direttivo, insegnante e sanitario dell'organizzazione.
Le medaglie erano conferite nelle classi d'oro (10 anni di servizio), d'argento (5 anni di servizio) e di bronzo (3 anni di servizio).
 Medaglia di benemerenza dell'Opera nazionale maternità e infanzia
(legge 10 dicembre 1925, n. 2277)
 Medaglia di benemerenza dell'Opera nazionale Balilla
(legge 3 aprile 1926, n. 2247)
 Medaglia di benemerenza dell'Opera nazionale del dopolavoro (modello 1928)
(regio decreto 19 gennaio 1928, n. 201)
 Medaglia di benemerenza dell'Opera nazionale del dopolavoro (modello 1939) [nota: il nastrino era amaranto]
(regio decreto 8 aprile 1939, n. 704)
 Medaglia alle benemerite delle Piccole e Giovani Italiane
(regio decreto 4 ottobre 1928, n. 2379)
 Medaglia di benemerenza della Gioventù italiana del littorio
(regio decreto 8 aprile 1939, n. 704)
 Distintivo di benemerenza per le dirigenti delle organizzazioni femminili del Partito nazionale fascista e della Croce Rossa Italiana (1942)

#### Medaglie di benemerenza per gli iscritti alle organizzazioni giovanili del partito
dal 28 marzo 1933 al 27 ottobre 1933:
 Croce al merito per Avanguardisti e Giovani Italiane
 Croce al merito per Balilla e Piccole Italiane
(delibera presidenziale dell'Opera nazionale Balilla 28 marzo 1933).
dal 27 ottobre 1933 al 25 luglio 1943  (de facto):
 Croce al merito per Giovani Fascisti e Giovani Fasciste
 Croce al merito per Avanguardisti
 Croce al merito per Giovani Italiane
 Croce al merito per Balilla
 Croce al merito per Piccole Italiane
(regio decreto 27 ottobre 1933)
dal 23 gennaio 1944 al 28 aprile 1945 (Repubblica Sociale Italiana):
 Croce al merito dell'Opera Balilla per Balilla
 Croce al merito dell'Opera Balilla per Piccole Italiane
(decreto legislativo della Repubblica sociale italiana 23 gennaio 1944, n. 38).

### Medaglie pubbliche di benemerenza

#### Distinzione al merito rurale (17 novembre 1932 –de facto,1944)
Stella d'oro al merito rurale
 Stella d'argento al merito rurale
 Stella di bronzo al merito rurale
«Può essere accordata a tutti coloro che, essendo proprietari o affittuari, enfitenti, mezzadri, coloni, direttori di azienda, abbiano prestato effettiva attività nella conduzione o direzione di aziende agricole o forestali, compiendo opere notevoli di miglioramento nel regime fondistico o nell'ordinamento aziendale o nella tecnica delle colture e industrie agricole o forestali [...]. La distinzione onorifica può essere accordata anche a mezzadri e coloni, quando essi, con lavoro tenace ed esemplare, abbiano contribuito al progresso agricolo»
(regio decreto 17 novembre 1932, n. 1715).

#### Benemeriti della salute pubblica (23 agosto 1867 – attuale)
dal 23 agosto 1867 al 17 maggio 1952:
 Medaglia d'oro ai benemeriti della salute pubblica
 Medaglia d'argento ai benemeriti della salute pubblica
 Medaglia di bronzo ai benemeriti della salute pubblica
Concesse alle persone «che si rendono in modo eminente benemerite in occasione di qualche morbo epidemico pericoloso sia prodigando personalmente cure ed assistenze agli infermi, sia provvedendo ai servigi igienici ed amministrativi, ovvero ai bisogni materiali o morali delle popolazioni travagliate dal morbo [...]»
(regio decreto 28 agosto 1867, n. 3872)
 Medaglia ai benemeriti della salute pubblica [concessioni fino al 1854, rese portative dal 1868]
(regio decreto 3 maggio 1868, n. 4394)
 Attestazione di benemerenza [dall'11 marzo 1886]
(regio decreto 25 febbraio 1886, n. 3706)
dal 17 maggio 1952 ad oggi:
 Medaglia d'oro ai benemeriti della salute pubblica
 Medaglia d'argento ai benemeriti della salute pubblica
 Medaglia di bronzo ai benemeriti della salute pubblica
 Attestazione di benemerenza
(decreto del Presidente della Repubblica 17 maggio 1952, n. 637).

#### Medaglia al merito della sanità pubblica (7 luglio 1918 – attuale)
dal 7 luglio 1918 al 17 maggio 1952:
 Medaglia d'oro al merito della sanità pubblica
 Medaglia d'argento al merito della sanità pubblica
 Medaglia di bronzo al merito della sanità pubblica
Concessa per «premiare le persone, i corpi, gli uffici che abbiano resi, con cospicue elargizioni o con prestazioni, segnalati servigi nel campo delle opere che interessano la igiene e la sanità pubblica»
(decreto legge luogotenenziale 7 luglio 1918, n. 1048)
 Attestazione al merito della sanità pubblica
(regio decreto 25 novembre 1929, n. 2193)
dal 17 maggio 1952 ad oggi:
 Medaglia d'oro al merito della sanità pubblica
 Medaglia d'argento al merito della sanità pubblica
 Medaglia di bronzo al merito della sanità pubblica
 Attestazione al merito della sanità pubblica
(decreto del Presidente della Repubblica 17 maggio 1952, n. 637).

#### Benemeriti della popolare istruzione (10 luglio 1866 – attuale)
Medaglia d'onore per gli insegnanti elementari benemeriti (10 luglio 1866 – 29 gennaio 1891):
 Medaglia d'onore per gli insegnanti elementari benemeriti
Classi d'argento, di bronzo.
Conferita «agli insegnanti elementari più meritevoli di ciascuna provincia del Regno»
(circolare del Ministero della istruzione pubblica del 10 luglio 1866, N. 193, Div. 5).
Medaglia per i benemeriti della popolare istruzione (29 gennaio 1891 – 28 ottobre 1904)
dal 29 gennaio 1891 al 2 giugno 1895:
 Medaglia d'onore per gli insegnanti elementari benemeriti
Classi d'oro, d'argento, di bronzo.
Conferita agli «insegnanti elementari, fra gli altri segnalati ed alle persone che avranno in singolar modo mostrato di favorire l'istruzione e l'educazione popolare»
(regio decreto 29 gennaio 1891, n. 63)
dal 2 giugno 1895 al 28 ottobre 1904:
 Medaglia per i benemeriti della popolare istruzione (modello 1895)
Classi d'oro, d'argento, di bronzo.
«Le persone alle quali sono state o saranno concesse medaglie di benemerenza per l'istruzione e per l'educazione popolare, sono autorizzate a fregiarsi pubblicamente del segno d'onore ottenuto»
(regio decreto 2 giugno 1895, n. 358).
Medaglia di benemerenza per otto lustri d'insegnamento elementare (27 febbraio 1902 – 28 ottobre 1904)
 Medaglia d'oro di benemerenza per otto lustri d'insegnamento elementare
Concessa per premiare i «maestri i quali abbiano lodevolmente compiuti quarant'anni di non interrotto servizio nelle pubbliche Scuole elementari maschili e femminili»
(regio decreto 27 febbraio 1902, n. 80).
Medaglia per i benemeriti della popolare istruzione (28 ottobre 1904 – 19 luglio 1928)
 Medaglia per i benemeriti della popolare istruzione (modello 1904)
Classi d'oro, d'argento, di bronzo.
Concessa «ai direttori e alle direttrici didattiche delle pubbliche scuole elementari, ai maestri e alle maestre delle scuole stesse, alle direttrici, alle insegnanti degli asili e giardini d'infanzia, appartenenti a Comuni o ad altri Enti morali, alle persone segnalate per singolari prestazioni o per motivo di notevoli elargizioni a vantaggio dell'istruzione primaria e dell'educazione infantile»
(regio decreto 28 ottobre 1904, n. 633).
Medaglia di benemerenza dell'istruzione elementare e materna (26 aprile 1928 – attuale)
dal 26 aprile 1928 al 16 novembre 1950:
 Medaglia di benemerenza dell'istruzione elementare e materna
Classi d'oro, d'argento, di bronzo.
Concessa «al personale direttivo ed insegnante delle pubbliche scuole elementari e degli asili e giardini d'infanzia, in riconoscimento dell'opera particolarmente zelante ed efficace svolta a favore della istruzione popolare [...]; al personale medesimo o ad altre persone estranee alla scuola per non comuni e gratuite prestazioni o per notevoli elargizioni a vantaggio dell'istruzione elementare e dell'educazione infantile»
(regio decreto 26 aprile 1928, n. 1297)
dal 16 novembre 1950 ad oggi:
 Medaglia di benemerenza dell'istruzione elementare e materna
Classi d'oro, d'argento, di bronzo.
(legge 16 novembre 1950, n. 1093).

#### Scuole italiane all'estero e nelle colonie (1902–1943)
Medaglia per meriti nelle scuole italiane all'estero (1902–?)
(regio decreto ? 1902).
 Medaglia di benemerenza per le scuole italiane all'estero (1902–?)
Classi d'oro, d'argento, di bronzo
(regio decreto ? 1902).
 Medaglia ai benemeriti della cultura italiana all'estero (23 giugno 1920 – de facto, 1943)
Classi d'oro, d'argento, di bronzo
Concessa «al personale dirigente e insegnante nelle scuole secondarie, elementari e degli asili infantili, dipendenti dal Governo, alle colonie, alle Società, a privati, come pure alle persone le quali con cospicue elargizioni fatte a vantaggio di scuole italiane o con altre straordinarie prestazioni a favore della lingua e della cultura italiana fuori del Regno, siansi maggiormente segnalate [...]»
(regio decreto 6 maggio 1920, n. 693).
 Medaglia ai benemeriti dell'istruzione in Colonia (18 novembre 1932 – de facto, 1943)
Classi d'oro, d'argento, di bronzo
Concessa al «personale ispettivo, direttivo e insegnante delle pubbliche scuole Coloniali di ogni tipo e grado, in riconoscimento dell'opera particolarmente zelante ed efficace svolta a favore dell'istruzione nelle Colonie»
(regio decreto 19 agosto 1932, n. 1386).

#### Benemeriti della pubblica istruzione (28 ottobre 1919 – 16 novembre 1950)
dal 21 settembre 1919 al 27 gennaio 1936:
 Medaglia ai benemeriti della pubblica istruzione
Classi d'oro, d'argento e di bronzo
Conferita a «chi si sia reso benemerito della diffusione ed elevazione della cultura, della pubblica istruzione e dell'educazione nel Regno»
(regio decreto 21 settembre 1919, n. 1795).
dal 27 gennaio 1936 al 22 giugno 1939:
 Medaglia ai benemeriti della educazione nazionale
Classi d'oro, d'argento e di bronzo
Conferita «alle persone e agli Enti che si siano resi benemeriti della diffusione ed elevazione della cultura e dell'educazione nazionale con segnalati servigi o con cospicue prestazioni ed elargizioni»
(regio decreto 27 gennaio 1936, n. 209).
dal 22 giugno 1939 al 16 novembre 1950:
 Medaglia ai benemeriti della educazione nazionale
 Medaglia ai benemeriti delle arti
Classi d'oro [di metallo dorato], d'argento e di bronzo
Conferita «alle persone e agli Enti che, con opere di riconosciuto valore, con segnalati servigi e con cospicue elargizioni, abbiano acquistato titoli di particolare benemerenza: a) nella diffusione ed elevazione della cultura e dell'educazione nazionale; b) nelle arti e nella tutela del patrimonio artistico e storico della Nazione».
(legge 22 giugno 1939, n. 975).
 Stella al merito della scuola
Classi d'oro [di metallo dorato], d'argento e di bronzo.
Concessa a «coloro che comunque si segnalino per l'opera particolarmente efficace svolta a favore della scuola»
(legge 22 giugno 1939, n. 975).

#### Benemeriti della scuola, della cultura e dell'arte (16 novembre 1950 – attuale)
dal 16 novembre 1950 ad oggi:
 Medaglia ai benemeriti della scuola, della cultura e dell'arte
Classi d'oro, d'argento e di bronzo
Conferita «alle persone ed agli enti che con opere di riconosciuto valore, con segnalati servigi o con cospicue elargizioni, abbiano acquistato titoli di particolare benemerenza nel campo dell'educazione, della scuola e nella diffusione ed elevazione della cultura»
(legge 16 novembre 1950, n. 1093).
In conseguenza della suddivisione delle specifiche competenze tra diversi ministeri, sono state aggiunte due diverse tipologie:
 Medaglia ai benemeriti della cultura e dell'arte
Classi d'oro, d'argento e di bronzo
Conferita su proposta del Ministro per i beni e le attività culturali per «premiare quanti hanno illustrato la Nazione nei campi della cultura, dell'arte, dello spettacolo»
 Medaglia ai benemeriti della scienza e della cultura
Classi d'oro, d'argento e di bronzo
Conferita su proposta del Ministro dell'università e della ricerca per «premiare i titoli di particolare benemerenza nel campo accademico e della ricerca».

#### Benemeriti della pubblica finanza (3 marzo 1955 – 26 marzo 2001)
dal 27 novembre 1959 al 26 marzo 2001:
 Classi d'oro, d'argento e di bronzo (per civili e militari [fino al 1967])
Concessa alle «persone ed agli enti che con studi o ricerche di riconosciuto valore [...] abbiano contribuito nel campo nazionale o internazionale al progresso degli studi in materia di finanza pubblica»
(legge 3 marzo 1955, n. 405)
dal 24 maggio 1967 al 26 marzo 2001:
 Medaglia d'oro per i benemeriti della finanza pubblica per ufficiali della Guardia di Finanza [Nota: con stella d'oro]
 Medaglia d'argento per i benemeriti della finanza pubblica per ufficiali della Guardia di Finanza [Nota: con stella d'argento]
 Medaglia di bronzo per i benemeriti della finanza pubblica per ufficiali della Guardia di Finanza [Nota: con stella di bronzo]
(decreto del Presidente della Repubblica, 24 maggio 1967, n. 759).
La medaglia è stata abrogata con decreto del Presidente della Repubblica 26 marzo 2001, n. 107.

#### Merito silvano (2 giugno 1910 –de facto,1943)
Medaglia al merito silvano (classi d'oro, d'argento e di bronzo)
Concessa dal Ministero dell'agricoltura, dell'industria e del commercio
(legge del 2 giugno 1910, n. 277).
La medaglia è stata abrogata con decreto-legge 25 giugno 2008, n. 112, art. 24.

#### Benemeriti dell'ambiente (3 novembre 1989 – attuale)
Medaglia d'oro per i benemeriti dell'ambiente
 Medaglia d'argento per i benemeriti dell'ambiente
 Medaglia di bronzo per i benemeriti dell'ambiente
Concessa a «cittadini italiani e stranieri, nonché ad enti, associazioni, fondazioni, corpi civili e militari dello Stato che, con iniziative ed opere di riconosciuto valore, con segnalati servigi o significative elargizioni, abbiano acquisito particolari meriti nel campo della salvaguardia e della conservazione dell'ambiente»
(decreto del Presidente della Repubblica 3 novembre 1989, n. 406).

#### Benemeriti della Protezione civile (22 ottobre 2004 – attuale)
Pubblica attestazione di benemerenza del Dipartimento della protezione civile della Presidenza del Consiglio dei Ministri (dal 22 ottobre 2004 al 28 aprile 2009):
Concessa per «tributare un giusto riconoscimento a quanti hanno prestato attività di soccorso, di assistenza e di solidarietà nelle operazioni di protezione civile in zone interessate da eventi calamitosi di rilevante gravità, in Italia e all'estero»
(decreto del Presidente del Consiglio dei ministri 22 ottobre 2004).
Attestato di pubblica benemerenza del Dipartimento della protezione civile, classe di merito (dal 28 aprile 2009 al 5 marzo 2014):
 Attestato di pubblica benemerenza del Dipartimento della protezione civile di I classe, classe di merito
 Attestato di pubblica benemerenza del Dipartimento della protezione civile di II classe, classe di merito
 Attestato di pubblica benemerenza del Dipartimento della protezione civile di III classe, classe di merito
Attestato di pubblica benemerenza del Dipartimento della protezione civile, classe di eccellenza (dal 28 aprile 2009 al 5 maggio 2014):
 Attestato di pubblica benemerenza del Dipartimento della protezione civile di I classe, classe di eccellenza
 Attestato di pubblica benemerenza del Dipartimento della protezione civile di II classe, classe di eccellenza
 Attestato di pubblica benemerenza del Dipartimento della protezione civile di III classe, classe di eccellenza
(decreto del Presidente del Consiglio dei ministri 28 aprile 2009).
Attestazione di pubblica benemerenza del Dipartimento della protezione civile (dal 5 maggio 2014 ad oggi):
 Attestazione di pubblica benemerenza del Dipartimento della protezione civile con insegne di I livello
 Attestazione di pubblica benemerenza del Dipartimento della protezione civile con insegne di II livello
 Attestazione di pubblica benemerenza del Dipartimento della protezione civile con insegne di III livello
(decreto del Presidente del Consiglio dei ministri 5 marzo 2014).

#### Benemeriti del turismo (23 maggio 2011 – attuale)
Medaglia al merito del turismo per la valorizzazione dell'immagine dell'Italia
Concessa per «tributare un giusto riconoscimento alle persone che, per il loro impegno e valore professionale ... hanno efficacemente contribuito allo sviluppo del settore turistico ed alla valorizzazione e diffusione dell'immagine dell'Italia nel mondo»
 Medaglia al merito del turismo per gli italiani all'estero
Concessa per «tributare un giusto riconoscimento alle persone operanti all'estero che per il loro impegno e valore professionale [...] hanno illustrato il Made in Italy in modo tanto esemplare da divenire promotori turistici per il nostro Paese»
(decreto legislativo 23 maggio 2011, n. 79).

#### Benemerenze per cause belliche
Distintivo d'onore per le madri dei caduti in guerra (24 maggio 1919 – 10 gennaio 1943)
Concessa «come attestazione della gratitudine della patria, alle madri italiane che perdettero uno o più figli durante la presente guerra»
(regio decreto 24 maggio 1919, n. 800).
La concessione della medaglia fu poi estesa alle madri dei caduti della Campagna in Africa Orientale, Spagna, Albania, Guerra 1940-1943 e Guerra di Liberazione 1943-1945.
 Medaglia di gratitudine nazionale per le madri dei Caduti (10 gennaio 1943 – de jure 15 marzo 2010)
(decreto interministeriale 10 gennaio 1943, n. 75).
La medaglia è stata abrogata con decreto legislativo 15 marzo 2010, n. 66.
 Medaglia ai benemeriti degli uffici notifiche alle famiglie dei militari
Classi d'oro, d'argento e di bronzo.
Sul nastrino è applicata una stelletta metallica per ogni anno di servizio
(decreto del Ministero della guerra 9 marzo 1919).
 Medaglia di benemerenza per i cappellani militari (1915-1918)
(decreto del Ministero della marina 27 febbraio 1920, Atto n. 167).
 Medaglia Commemorativa della Consulta Nazionale
Classe unica in bronzo
Concessa a: Consultori Nazionali, Ministri e Sottosegretari dei Governi italiani costituiti dopo la Liberazione di Roma, Alti Commissari che potevano partecipare al Consiglio dei Ministri, Presidenti del Comitato di Liberazione Nazionale Alta Italia.
(Decreto Legislativo del Presidente del Consiglio dei Ministri del 24 giugno 1946, n. 20; Legge del 17 aprile 1956, n. 561)
 Medaglia d'Oro Commemorativa del Ventennale della Consulta Nazionale
Classe unica in oro
Concessa a: Consultori Nazionali viventi alla data dell'istituzione (5 maggio 1966).
 Medaglia ricordo in d'oro della guerra 1915-18 e delle guerre precedenti (18 marzo 1968 – attuale)
Concessa a «coloro che prestarono servizio militare per almeno sei mesi nelle forze armate italiane durante la guerra 1914-18 o durante le guerre precedenti»
(legge 18 marzo 1968, n. 263).
 Medaglia commemorativa del Giorno del ricordo per i congiunti delle vittime italiane delle foibe (30 marzo 2004 –)
Concessa «al coniuge superstite, ai figli, ai nipoti e, in loro mancanza, ai congiunti fino al sesto grado di coloro che, dall'8 settembre 1943 al 10 febbraio 1947 in Istria, in Dalmazia o nelle province dell'attuale confine orientale, sono stati soppressi e infoibati (…) e agli assimilati»
(legge 30 marzo 2004, n. 92).
 Medaglia d'onore ai cittadini italiani deportati e internati nei lager nazisti (1943-1945) [27 dicembre 2006 – attuale]
Concessa ai «cittadini italiani militari e civili deportati ed internati nei lager nazisti e destinati al lavoro coatto per l'economia di guerra, ai quali, se militari, è stato negato lo status di prigionieri di guerra [...], e ai familiari dei deceduti [...]»
(legge 27 dicembre 2006, n. 296, art. 1272).
 Medaglia commemorativa al valore morale alle famiglie che hanno subito la perdita di tre o più congiunti caduti in occasione del Primo conflitto mondiale (21 luglio 2011 – attuale)
(decreto del Ministero della difesa 21 luglio 2011).

#### Benemerenze marinare
seconda metà del XIX secolo – 18 settembre 1938:
 Medaglia commemorativa per atti di filantropia compiuti in mare
Istituita nella seconda metà del XIX secolo fu abrogata nel 1938.
dall'8 marzo 1888 al 18 settembre 1938:
 medaglia commemorativa di argento
 medaglia commemorativa di bronzo
 attestato officiale di benemerenza
(regio decreto 8 marzo 1888, n. 5275)
dal 12 luglio 1938 al 21 ottobre 1950:
 Medaglia di benemerenza marinara
Classi d'oro, d'argento, di bronzo.
Concessa per «ricompensare azioni filantropiche compiute in mare, con perizia marinaresca, sia verso persone isolate, sia verso equipaggi di bastimenti naufragati o in pericolo di perdersi; o per impedire o diminuire comunque il danno di altro grave disastro pubblico o privato in mare; oppure per ricompensare il concorso particolarmente intelligente, ardito ed efficace prestato da chiunque faccia parte dell'equipaggio di una nave, durante un'impresa marittima di segnalata importanza»
(regio decreto 12 luglio 1938, n. 1324)
dal 21 ottobre 1950 al 16 luglio 1997:
 Medaglia di benemerenza marinara
Classi d'oro, d'argento, di bronzo.
(decreto del Presidente della Repubblica 21 ottobre 1950, n. 1081).
Le medaglie di benemerenza marinara furono abolite nel 1997 e convertite in medaglie al merito di Marina
(decreto del Presidente della Repubblica 16 luglio 1997).

Nastrino di merito della Marina Militare per la partecipazione ad un periplo del mondo (2025 - attuale)
 Nastrino di merito della Marina Militare per la partecipazione ad un periplo del mondo (2025)

#### Benemerenze aeronautiche
Medaglia commemorativa d'imprese aeronautiche (27 novembre 1927 – 11 maggio 1966)
 Medaglia commemorativa d'imprese aeronautiche
Classi d'oro, d'argento, di bronzo.
Concessa per ricompensare «il concorso particolarmente intelligente, ardito ed efficace prestato da chiunque faccia parte dell'equipaggio di un aeromobile durante un'impresa aeronautica di segnalata importanza»
(regio decreto 27 novembre 1927, n. 2297).
La medaglia è stata abrogata nel 1966 e sostituita dalla medaglia al merito aeronautico.
Medaglia commemorativa della Crociera aerea del Decennale (13 agosto 1933 – de facto, 1943)
 Medaglia commemorativa della Crociera aerea del Decennale (1933)
Concessa «a coloro che avevano partecipato alla Crociera aerea del Decennale assumendo responsabilità per il disimpegno delle proprie mansioni oltre che in volo anche nelle basi ed a bordo delle navi, nonché a quanti avevano acquisito particolari benemerenze nella preparazione ed attuazione della Crociera»
(regio decreto 13 agosto 1933, n. 1748).
Medaglia al merito per il conseguimento di primati aeronautici (1935 – ?)
 Medaglia al merito per il conseguimento di primati aeronautici
(regio decreto ? 1935).
Medaglia di benemerenza per i Pionieri dell'Aeronautica (18 aprile 1941 – attuale)
 Medaglia di benemerenza per i Pionieri dell'Aeronautica
Concessa «a coloro che per primi avevano prestato la loro opera per la conquista del cielo»
(regio decreto 18 aprile 1941, n. 429).

#### Vittime del terrorismo
Croce d'onore alle vittime di atti di terrorismo o ostili all'estero (10 ottobre 2005 – attuale)
 per militari
 per civili
Concessa al «personale militare e civile delle amministrazioni dello Stato, nonché per il personale funzionalmente dipendente dal Ministero della difesa, compreso il personale della Croce Rossa italiana [...] che sia deceduto ovvero abbia subito una invalidità permanente pari o superiore all'ottanta per cento della capacità lavorativa, per effetto di ferite o lesioni riportate in conseguenza di atti di terrorismo o di atti comunque ostili commessi in suo danno all'estero durante lo svolgimento di operazioni militari e civili autorizzate dal Parlamento, quando non in stato di guerra»
(legge 10 ottobre 2005, n. 207)..
Medaglia d'oro di "Vittima del terrorismo" (1º ottobre 2007 – attuale)
 Medaglia d'oro di "Vittima del terrorismo"
Concessa «ai cittadini italiani appartenenti o non appartenenti alle Forze dell'Ordine, alla magistratura e ad altri organi dello Stato, colpiti dalla eversione armata per le loro idee e per il loro impegno morale»
(decreto legge 1º ottobre 2007, n. 159)

#### Altre benemerenze
Città Benemerite del Risorgimento nazionale (30 settembre 1898 – 16 dicembre 2010)
 Medaglia d'oro alle città Benemerite del Risorgimento nazionale
Classe unica, d'oro.
Modello re Umberto I, modello re Vittorio Emanuele III.
Concessa per «rimeritare le azioni altamente patriottiche compiute dalle città italiane nel periodo del risorgimento nazionale»
(regio decreto 4 settembre 1898, n. 395, Col quale si crea un distintivo d'onore, consistente in una medaglia d'oro, per rimeritare le azioni altamente patriottiche compiute dalle città italiane nel periodo del risorgimento nazionale, in G. U. del Regno n. 214 del 15 settembre 1898, in vigore dal 30 settembre; abrogato con decreto legislativo 13 dicembre 2010, n. 212).
Fu conferita solo a 27 città. Il 27 gennaio 1941 Piacenza fu l'ultima città ad essere decorata con questa medaglia che non venne più concessa in seguito. La medaglia è stata abrogata nel 2010.
Medaglia ricordo della Real Casa (1902 – ?)
 Medaglia ricordo della Real Casa
(regio decreto 6 novembre 1902, n. 100).
Benemeriti della redenzione sociale (19 ottobre 1922 – attuale)
dal 2 dicembre 1922 all'8 settembre 1923:
 Diploma al merito della redenzione sociale
Gradi I, II e III.
«È istituito il diploma al merito della redenzione sociale (art. 1); di tre gradi, e potrà conferirsi, con quello di terzo grado, gli Enti o le persone che si siano particolarmente distinti nello svolgere opera per la emenda, la rieducazione e la riabilitazione dei detenuti e del minorenni traviati, e per l'assistenza ai liberati dal carcere, quello di secondo grado, gli Enti o le persone, che nello svolgimento dell'opera predetta si siano distinti in modo speciale, e quello di primo grado, coloro Enti o persone, che in detta opera si siano distinti in modo eminente (art. 2)»
(regio decreto 19 ottobre 1922, n. 1440, Istituzione di un diploma al merito della redenzione sociale, in G. U. del Regno n. 269 del 17 novembre 1922, in vigore dal 2 dicembre; abrogato con decreto legislativo 13 dicembre 2010, n. 212).
Al diploma fu poi affiancata la relativa medaglia successiva:
dall'8 settembre 1923 de facto all'8 settembre 1943:
 Medaglia al merito della redenzione sociale
Diploma di benemerenza di 1°, di 2°, di 3º grado con medaglia d'oro, d'argento, di bronzo.
«Gli insigniti del diploma [al merito della redenzione sociale] avranno la facoltà di fregiarsi rispettivamente di una medaglia d'oro, di argento e di bronzo [...]; si porteranno alla parte sinistra del petto appese sul un nastro di seta di color rosso vivo avente in mezzo una fascia coi colori nazionali orlati da una linea bianca»
(regio decreto 28 giugno 1923, n. 1890, art. 24, Norme circa l'amministrazione delle carceri e dei riformatori e gli agenti di custodia, in G. U. del Regno n. 212 dell'8 settembre 1923, in vigore dal giorno stesso; abrogato con decreto legislativo 13 dicembre 2010, n. 212)
de facto dal 2 giugno 1946 al 24 giugno 1951:
in uso le decorazioni regie precedenti;
dal 24 giugno 1951– attuale:
 Medaglia al merito della redenzione sociale
Diploma di benemerenza di 1°, di 2°, di 3º grado con medaglia d'oro, d'argento, di bronzo.
Le insegne furono modificate nella forma repubblicana nel 1951, rimanendo immutate le norme di conferimento precedenti, salvo l'adattazione al regime repubblicano.
«Gli insigniti del diploma [al merito della redenzione sociale] avranno la facoltà di fregiarsi rispettivamente di una medaglia d'oro, di argento e di bronzo. Tali medaglie porteranno da un lato l'emblema della Repubblica con la scritta all'intorno "Repubblica italiana" e dall'altro una corona di alloro con la leggenda "al merito della redenzione sociale"; [...] si porteranno alla parte sinistra del petto, appese ad un nastro di seta di colore rosso vivo avente in mezzo una fascia coi colori nazionali orlata di una linea bianca»
(legge 11 maggio 1951, n. 375, art. unico, Numero dei diplomi al merito della redenzione sociale da conferirsi annualmente e caratteristiche delle medaglie di cui gli insigniti possono fregiarsi, in G. U. n. 129 del 9 giugno 1951, in vigore dal 24 giugno).
Medaglia di benemerenza dell'Istituto nazionale per la guardia d'onore alle reali tombe del Pantheon (dal 1878)
 Medaglia di benemerenza delle Guardie d'onore alle reali tombe del Pantheon
(regio decreto 14 luglio 1878; regio decreto 14 agosto 1920)
Medaglia del Senato della Repubblica
 Medaglia del Senato della Repubblica
Classe unica, d'oro.
Medaglia non portativa.
Conio battuto dal Senato della Repubblica e conferito per altissimi riconoscimenti o premi a discrezione del Presidente del Senato della Repubblica. Una consuetudine - che risale al ruolo fondatore della Mostra rivestito dal Giuseppe Volpi - ne vede un'assegnazione annuale ad uno dei film premiati alla Mostra del cinema di Venezia.
Altra consuetudine era quella che ne contemplava l'assegnazione al senatore in carica, a vita o di diritto, il giorno del suo novantesimo compleanno: in tale qualità fu attribuita a Francesco De Martino, Norberto Bobbio, Araldo di Crollalanza, Leo Valiani. Non pare che la consuetudine si sia estesa ai successivi decennati: l'unico senatore in vita ad aver raggiunto il centesimo anno, Rita Levi-Montalcini non era ancora stata nominata senatrice a vita nel giorno del suo novantesimo compleanno e non l'ha ricevuta nel giorno del suo centesimo.
Attestato d'Onore di "Alfiere della Repubblica" (22 febbraio 2010 – attuale)
 Attestato d'Onore per le benemerenze acquisite nel campo della cultura, della scienza, dell'arte, dello sport e del volontariato "Alfiere della Repubblica"
«benemerenza riservata ai cittadini italiani [...] minori [...] e ai cittadini stranieri residenti nel nostro Paese [...] conferita al fine di mettere in luce eccezionali benemerenze nel campo dello studio, della cultura, della scienza, dell'arte, dello sport nonché del volontariato e con singoli atti o comportamenti ispirati ad altruismo e solidarietà che possano proporre modelli di comportamento positivi delle nuove generazioni»
(decreto del Presidente della Repubblica 22 febbraio 2010, n. 55/N).
Attestato d'Onore "Alfiere del Lavoro" (2 giugno 1961 – attuale)
 Attestato d'Onore "Alfiere del Lavoro"
Medaglia non portativa.
Si tratta di una benemerenza semi-statale, istituita dalla Federazione Nazionale dei Cavalieri del Lavoro concessa annualmente ai 25 migliori studenti d'Italia, tra quelli diplomati nelle scuole secondarie di secondo grado, quale riconoscimento dell'impegno e della motivazione dimostrati nello studio e per sottolineare la continuità dell'impegno nello studio e nella vita.

### Pubbliche calamità e operazioni umanitarie
Medaglia di benemerenza per il terremoto calabro-siculo (1908)
Istituita in due formati: uno grande per gli enti e uno per le persone in tre classi: d'oro, d'argento e di bronzo.
 Medaglia di benemerenza, nastrino del primo tipo (6 maggio 1909 – 21 ottobre 1909)
(regio decreto 6 maggio 1909, n. 338)
 Medaglia di benemerenza, nastrino del secondo tipo (dal 21 ottobre 1909)
(regio decreto 21 ottobre 1909, n. 719)
Medaglia commemorativa per il terremoto calabro-siculo (1908)
Classe unica, d'argento
 Nastrino del primo tipo (20 febbraio 1910 – 7 luglio 1910)
(regio decreto 20 febbraio 1910, n. 79)
 Nastrino del secondo tipo (dal 7 luglio 1910)
(regio decreto 7 luglio 1910, n. 497)
Medaglia di benemerenza per il terremoto di Avezzano del 1915
 Medaglia di benemerenza
Classi d'oro, d'argento e di bronzo
(decreto luogotenenziale 8 agosto 1915, n. 1339)
Medaglia commemorativa delle operazioni di soccorso in Friuli (terremoto del 1976)
Classe unica, di bronzo
 Nastrino del primo tipo (24 gennaio 1977 – 15 giugno 1982)
(ordinanza del Commissario straordinario di Governo 24 gennaio 1977, n. 179)
 Nastrino del secondo tipo (dal 15 giugno 1982)
(Foglio d'Ordine del Ministero della difesa-Esercito n. 7 del 15 giugno 1982).
Medaglia commemorativa per il terremoto in Irpinia e Basilicata (1980-1981)
 Medaglia commemorativa
Classe unica, di bronzo
(ordinanza del Commissario straordinario di Governo 21 giugno 1981, n. 335).
Medaglia commemorativa interventi per pubbliche calamità (15 ottobre 1983 – attuale)
 oltre 3 concessioni
 3 concessioni
 2 concessioni
 1 concessione
Classe unica, di bronzo.
(decreto del ministro della Difesa 15 ottobre 1983, n. 683)
38 fascette autorizzate (vedi elenco)
Medaglia di benemerenza per il terremoto in Armenia (1989)
Classe unica, di bronzo
 Nastrino del primo tipo (30 dicembre 1989 – 19 dicembre 1990)
(decreto del Ministro per il coordinamento della Protezione civile 30 dicembre 1989, n. 1264)
 Nastrino del secondo tipo (dal 19 dicembre 1990)
(decreto 19 dicembre 1990, n. 1225)
Medaglia di benemerenza per l'emergenza Etna (1991-1992)
 Medaglia di benemerenza per l'emergenza Etna
Classe unica, di bronzo.
(decreto del Ministro per il coordinamento della Protezione civile 20 giugno 1992)
Medaglia di benemerenza per l'emergenza in Umbria e Marche (1997)
 Medaglia di benemerenza per l'emergenza in Umbria e Marche
Classe unica, di bronzo.
(decreto del Ministro dell'interno 3 luglio 1998)
Medaglia commemorativa delle operazioni di soccorso – Alluvione mesi di settembre, ottobre e novembre 2000
 Medaglia commemorativa delle operazioni di soccorso – Alluvione mesi di settembre, ottobre e novembre 2000
Classe unica, di bronzo
(decreto del Ministro dell'interno del 10 maggio 2001)
Croce commemorativa per soccorso umanitario all'estero (27 novembre 1996 – attuale)
 oltre 3 operazioni
 3 operazioni
 2 operazioni
 1 operazione
Classe unica, di bronzo
(decreto interministeriale 27 novembre 1996).
6 fascette autorizzate (vedi elenco)
Nastrino di merito per il personale delle Forze Armate impiegato nell'emergenza COVID-19 (8 luglio 2020 – 31 marzo 2022)
 Nastrino di merito per il personale delle Forze Armate impiegato nell'emergenza COVID-19
«Ha titolo all'uso del nastrino tutto il personale militare delle Forze Armate che sia stato impiegato effettivamente sul territorio, a prescindere dal periodo prestato, in concorso con la Protezione Civile, nell'ambito dell'emergenza sanitaria di cui alla delibera del Consiglio dei Ministri 31 gennaio 2020, recante la "Dichiarazione dello stato di emergenza in conseguenza del rischio sanitario connesso all'insorgenza di patologie derivanti da agenti virali trasmissibili"».
(Stato Maggiore della Difesa, Atto istitutivo, determina n. M_D SSMD REG2020 0101431 10-07-2020 a firma del Sottocapo di Stato Maggiore della Difesa in data 8 luglio 2020)

### Onorificenze commemorative per la pubblica sicurezza
Croce commemorativa per operazioni di salvaguardia delle libere istituzioni e di mantenimento dell'ordine pubblico (11 aprile 2003 – attuale)
 oltre 3 operazioni
 3 operazioni
 2 operazioni
 1 operazione
Classe unica, di bronzo
(decreto del Ministero dell'interno 11 aprile 2003).
Fascette autorizzate: "DOMINO", "VESPRI SICILIANI", "SALENTO", "PARTENOPE" e "STRADE SICURE"
Nastrino commemorativo per le operazioni dell'Agenzia europea della guardia di frontiera e costiera (2014 – attuale):
 Nastrino commemorativo per il personale delle Forze Armate impiegato nelle operazioni FRONTEX
Operazioni: "Operazione Triton", "Operazione Themis".
Nastrino di merito per il personale della Guardia di Finanza impiegato nelle operazioni di sicurezza del G7 di Taormina (2017)
 Nastrino di merito per il personale della Guardia di Finanza impiegato nelle operazioni di sicurezza del Giubileo Straordinario della Misericordia
Nastrino di merito per il personale della Guardia di Finanza impiegato nelle operazioni di sicurezza del Giubileo Straordinario della Misericordia (2016)
 Nastrino di merito per il personale della Guardia di Finanza impiegato nelle operazioni di sicurezza del Giubileo Straordinario della Misericordia
Nastrino di merito per il personale della Guardia di Finanza impiegato nelle operazioni di sicurezza dell'EXPO Milano 2015 (2015)
 Nastrino di merito per il personale della Guardia di Finanza impiegato nelle operazioni di sicurezza dell'EXPO Milano 2015
Nastrino commemorativo per le operazioni dell'Agenzia europea della guardia di frontiera e costiera per la Guardia di Finanza (2004 – attuale):
 Nastrino commemorativo per le operazioni FRONTEX della Guardia di Finanza

## Decorazioni e medaglie di altri Corpi dello Stato

### Croce Rossa Italiana
Onorificenze storiche
Decorazioni al merito della Croce Rossa Italiana (1913 - 30 novembre 1917)
Servizi in zona di guerra
 Medaglia d'oro al merito della Croce Rossa Italiana
 Medaglia d'argento al merito della Croce Rossa Italiana
 Medaglia di bronzo al merito della Croce Rossa Italiana
 Croce al merito della Croce Rossa Italiana
[Nota: alla palma delle medaglie d'oro e d'argento è sovrapposta una stella dei relativi metalli, mentre alla palma della croce è sovrapposta una corona reale del relativo metallo, differentemente da quanto illustrato sopra]
Servizi territoriali
 Medaglia d'oro al merito della Croce Rossa Italiana
 Medaglia d'argento al merito della Croce Rossa Italiana
 Medaglia di bronzo al merito della Croce Rossa Italiana
 Croce al merito della Croce Rossa Italiana
Croce al merito della Croce Rossa Italiana (30 novembre 1917 al 1958)
 Croce d'oro al merito con palma della Croce Rossa Italiana (servizi in zona di guerra)
 Croce d'oro al merito della Croce Rossa Italiana (servizi territoriali)
 Croce d'argento con palma al merito della Croce Rossa Italiana (servizi in zona di guerra)
 Croce d'argento al merito della Croce Rossa Italiana (servizi territoriali)
 Croce di bronzo con palma al merito della Croce Rossa Italiana (servizi in zona di guerra)
 Croce di bronzo al merito della Croce Rossa Italiana (servizi territoriali)
(notificazione della Croce Rossa Italiana del 30 novembre 1917, n. 365).
Medaglia al merito della Croce Rossa Italiana (1913 - ?)
 Medaglia d'oro al merito della Croce Rossa Italiana per servizio di guerra
 Medaglia d'oro al merito della Croce Rossa Italiana
 Medaglia d'argento al merito della Croce Rossa Italiana
 Medaglia di bronzo al merito della Croce Rossa Italiana
 Diploma al merito della Croce Rossa Italiana
Medaglie per anzianità di servizio della Croce Rossa Italiana (1914 - ?)
 Croce di anzianità di servizio per ufficiali della Croce Rossa Italiana (25 anni di servizio, per i Corpi militari)
 Croce di anzianità di servizio per sottufficiali e truppa della Croce Rossa Italiana (25 anni di servizio, per i Corpi militari)
 Medaglia di anzianità di servizio della Croce Rossa Italiana (25 anni di servizio, per civili)
Altre medaglie
 Medaglia per le Dame della Croce Rossa Italiana (1888 - 1908)
 Medaglia per le Infermiere Volontarie della Croce Rossa Italiana (1908 - ?)
 Grande medaglia di benemerenza della Croce Rossa Italiana (1897 - ?)
Classi d'oro con diploma d'onore, d'argento speciale, d'argento e di bronzo.
 Medaglia di benemerenza della Croce Rossa Italiana per i soccorsi dopo il terremoto calabro-siculo (1908)
(delibera del comitato centrale della Croce Rossa Italiana del 21 aprile 1909)
 Medaglia Commemorativa della Croce Rossa Italiana per la Missione in Libia (di 3 mesi) sulla Regia Nave Ospedale "Menphi" (1912)
 Medaglia d'oro di propaganda della Croce Rossa Italiana (1916)
Classi d'oro, d'argento e di bronzo.
 Medaglia di benemerenza per i prigionieri di guerra della Croce Rossa Italiana (1919)
Classi d'oro, d'argento e di bronzo.
Onorificenze attuali
Gran croce al merito della Croce Rossa Italiana (1958 - attuale)
 Gran croce al merito della Croce Rossa Italiana assegnata per servizi resi in tempo di guerra in zona di operazioni
[Nota: al ramo d'alloro dorato è sovrapposta una corona turrita dorata, differentemente da quanto illustrato sopra]
 Gran croce al merito della Croce Rossa Italiana
Viene conferita, per specialissimo riguardo e importanza dell’azione e dell’opera svolta, ai Capi di Stato, ai regnanti, ai Principi di Case Reali, alle altissime cariche dello Stato, ai rappresentanti delle Società Nazionali di Croce Rossa e Mezzaluna Rossa.
Medaglia al merito della Croce Rossa Italiana (17 settembre 2000 - attuale)
 Medaglia d'oro al merito della Croce Rossa Italiana assegnata per servizi resi in tempo di guerra in zona di operazioni
 Medaglia d'oro al merito della Croce Rossa Italiana
 Medaglia d'argento al merito della Croce Rossa Italiana assegnata per servizi resi in tempo di guerra in zona di operazioni
 Medaglia d'argento al merito della Croce Rossa Italiana
 Medaglia di bronzo al merito della Croce Rossa Italiana assegnata per servizi resi in tempo di guerra in zona di operazioni
 Medaglia di bronzo al merito della Croce Rossa Italiana
 Diploma al merito della Croce Rossa Italiana assegnata per servizi resi in tempo di guerra in zona di operazioni
 Diploma al merito della Croce Rossa Italiana
[Nota: alla palma delle medaglie al merito assegnate per servizi resi in tempo di guerra in zona di operazioni è sovrapposta una stelletta dei relativi metalli, differentemente da quanto illustrato sopra]
Conferita «in tempo di pace per particolari meriti o azioni personali, per l'impegno sociale e capacità organizzativa. Nei servizi di guerra per chi si sia particolarmente distinto o adoperato in favore dell'Associazione nelle operazioni di supporto alla pace ed umanitarie a sostegno delle popolazioni interessate da conflitti armati»
(delibera del comitato centrale della Croce Rossa Italiana del 17 settembre 2000, n. 134).
I Diplomi al merito comportano l'assegnazione del nastrino per uniforme ma non di medaglia o insegna
(Regolamento per il conferimento dei riconoscimenti della Croce Rossa Italiana approvato in data 21 dicembre 2016).
Medaglia associata al diploma di benemerenza della Croce Rossa Italiana (17 settembre 2000 - attuale)
 Medaglia associata al diploma di benemerenza della Croce Rossa Italiana
Classi I d'oro, II d'argento e III di bronzo.
Concessa al personale dell'Associazione per premiare «il costante e lodevole comportamento nell'adempimento dei propri doveri e/o per elevato rendimento in servizio, nel lavoro quotidiano, nell'assolvimento dei compiti, delle mansioni e degli obiettivi affidati, che abbia dimostrato non comune solerzia, impegno ed abbia improntato a particolare efficienza i comportamenti propri e dei collaboratori» e a terzi estranei che «in maniera diversa sovvengano al soddisfacimento delle sue necessità attraverso lo svolgimento di attività, servizi, prestazioni di collaborazione o lasciti donazioni oblazioni e sovvenzioni» oppure che «tramite la promozione dei suoi ideali abbiano contribuito ad accrescere o sviluppare determinati rami dell'attività dell'Associazione.
Le medaglie associate ai diplomi di benemerenza non sono insegne ordinarie e comportano la sola assegnazione del nastrino per uniforme identico per tutte e tre le classi
(delibera del comitato centrale della Croce Rossa Italiana del 17 settembre 2000, n. 134;
Regolamento per il conferimento dei riconoscimenti della Croce Rossa Italiana approvato in data 21 dicembre 2016).
Croci di anzianità ed eccellenza della Croce Rossa Italiana (? - attuale)
 Croce di anzianità ed eccellenza di I classe per 50 anni di attività per il personale mobilitabile
 Croce di anzianità ed eccellenza di I classe per 50 anni di attività per il personale non mobilitabile
 Croce di anzianità ed eccellenza di II classe per 35 anni di attività per il personale mobilitabile
 Croce di anzianità ed eccellenza di II classe per 35 anni di attività per il personale non mobilitabile
 Croce di anzianità di I classe per 25 anni di attività per il personale mobilitabile
 Croce di anzianità di I classe per 25 anni di attività per il personale non mobilitabile
 Croce di anzianità di II classe per 15 anni di attività per il personale mobilitabile
 Croce di anzianità di II classe per 15 anni di attività per il personale non mobilitabile
(Regolamento per il conferimento dei riconoscimenti della Croce Rossa Italiana approvato in data 21 dicembre 2016).
Medaglie per le Infermiere Volontarie
 Medaglia per le Infermiere Volontarie della Croce Rossa Italiana (1908 - attuale)
 Medaglia per le Infermiere Volontarie di grado superiore della Croce Rossa Italiana (? - attuale)
Medaglie e croci commemorative
 Medaglia commemorativa della Croce Rossa Italiana per le operazioni in Albania (1999 - attuale)
Classe unica, di bronzo.
 Medaglia commemorativa della Croce Rossa Italiana per le operazioni di soccorso nell'alluvione del Piemonte (1994) (2 novembre 2005 - attuale)
Classe unica, di bronzo
(ordinanza commissariale della Croce Rossa Italiana del 2 novembre 2005, n. 1544).
 Croce commemorativa della Croce Rossa Italiana per la missione internazionale in Iraq (2003 - 2005) (7 dicembre 2005 - attuale)
Classe unica, di bronzo
(ordinanza commissariale della Croce Rossa Italiana del 7 dicembre 2005 n. 1579).
 Medaglia commemorativa della Croce Rossa Italiana per le operazioni di soccorso nel terremoto nelle provincie di Campobasso - Foggia (2002) (9 dicembre 2005 - attuale)
Classe unica, di bronzo
(ordinanza commissariale della Croce Rossa Italiana del 9 dicembre 2005, n. 1599).
Croce commemorativa per le operazioni di soccorso, di solidarietà, di assistenza e di emergenza a popolazioni colpite da eventi calamitosi della Croce Rossa Italiana (31 marzo 2007 - attuale)
 dal 4° conferimento
 3° conferimento
 2° conferimento
 1° conferimento
Classe unica, di bronzo.
Qualora la croce venisse conferita più volte si usa sempre una sola insegna caricata con più fasce in bronzo (centrate rispetto alla linea mediana del nastro e ponendo la fascia con l'operazione più recente sopra quella immediatamente precedente) riportanti il nome delle diverse operazioni per cui sono avvenuti i conferimenti. Dal quinto conferimento si porta un'unica fascia, in argento, identica per fattezze a quella in bronzo, ma recante al centro, in lettere capitarie romane, il numero di conferimento.
Fascette in bronzo autorizzate sul nastro della medaglia:
- "(numero)" (dal 5° conferimento, d'argento)
- SUD EST ASIATICO 2004
- SISMA ABRUZZO 2009
- SISMA HAITI 2010

(delibera del comitato centrale della Croce Rossa Italiana del 31 marzo 2007, n. 184;
Regolamento per il conferimento dei riconoscimenti della Croce Rossa Italiana approvato in data 21 dicembre 2016).
Medaglia di benemerenza Covid-19 "il Tempo della Gentilezza" della Croce Rossa Italiana (2020 - attuale)
 classe di "eccellenza"
 classe di "bronzo"

Medaglia delle donazioni di sangue della Croce Rossa Italiana
 Medaglia delle donazioni di sangue della Croce Rossa Italiana
(modelli per la 40ª, 20ª, 10ª e 1ª donazione).

### Polizia di Stato e corpi di polizia predecessori
Corpo delle guardie di città (1890-1919)
Medaglia al merito di servizio del Corpo della guardie di città
dal 31 luglio 1906 al 2 ottobre 1919:
 Medaglia al merito di servizio del Corpo della guardie di città (per gli Ufficiali con 20 anni di servizio, per i graduati e le guardie con 15 anni di servizio)
Classe unica, di bronzo.
«Avranno diritto a conseguirla e a fregiarsene i graduati e le guardie di città che abbiano prestato quindici anni di servizio effettivo nel corpo [...]. Gli ufficiali, dopo venti anni»
(regio decreto 8 luglio 1906, n. 318, art. 3, Modificazioni ai ruoli organici dei funzionari di pubblica sicurezza e del corpo delle guardie di città e miglioramenti economici, in G. U. del Regno n. 165 del 16 luglio 1906 in vigore dal 31 luglio; abrogato dal decreto-legge 22 dicembre 2008, n. 200, art. 2., c.1).
Il Corpo, istituito nel 1890, fu sciolto e confluito nel seguente corpo nel 1919.
Corpo della Regia Guardia per la Pubblica Sicurezza (1919-1923)
Medaglia al merito di servizio del Corpo della guardie di città
dal 2 ottobre 1919 al 15 giugno 1923:
 Medaglia al merito di servizio del Corpo della guardie di città (per gli Ufficiali con 20 anni di servizio, per i graduati e le guardie con 15 anni di servizio).
Classe unica, di bronzo.
Il Corpo, istituito nel 1919, fu sciolto e confluito nell'Arma dei Carabinieri Reali nel 1923.
Corpo degli agenti di pubblica sicurezza (1925-1944)
Medaglia al merito di servizio per gli ufficiali del Corpo degli agenti di pubblica sicurezza
dal 17 giugno 1926 al 3 gennaio 1931:
 Medaglia d'oro al merito di servizio per gli ufficiali del Corpo degli agenti di pubblica sicurezza (20 anni di servizio)
 Medaglia d'argento al merito di servizio per i sottufficiali e le guardie del Corpo degli agenti di pubblica sicurezza (15 anni di servizio)
«(…) coniata in argento (…), è istituita per gli agenti che abbiano prestato 15 anni di servizio effettivo nei corpi di Polizia (…); alla stessa medaglia, coniata però in oro, hanno diritto anche gli ufficiali che abbiano compiuto, sempre nei corpi di Polizia, venti anni di servizio (art. 147). Il Sottufficiale già fregiato della medaglia d'argento al merito di servizio, se venga promosso Ufficiale, continuerà a fregiarsi di detta medaglia, sino a quando non avrà compiuto gli anni di servizio necessari per la commutazione in quella d'oro (art. 149)»
(regio decreto 17 gennaio 1926, n. 596, Approvazione del regolamento per il Corpo degli agenti di pubblica sicurezza, in G. U. del Regno n. 127 del 2 giugno 1926, S. O. n. 127, in vigore dal 17 giugno; abrogato con regio decreto 30 novembre 1930, n. 1629, art. 2, c. 1, in vigore dal 3 gennaio 1931)
Medaglia al merito di servizio per le guardie del Corpo degli agenti di pubblica sicurezza
dal 3 gennaio 1931 al 22 novembre 1944:
 Medaglia al merito di servizio per le guardie del Corpo degli agenti di pubblica sicurezza (15 anni di servizio)
Classe unica, d'argento.
«La medaglia al merito di servizio coniata in argento [...], è istituita per gli agenti che abbiano prestato 15 anni di servizio effettivo nei Corpi di polizia»
(regio decreto 30 novembre 1930, n. 1629, art. 109, Approvazione del nuovo regolamento per il Corpo degli agenti di pubblica sicurezza, in G. U. del Regno n. 294 del 19 dicembre 1930, S. O. n. 294, in vigore dal 3 gennaio 1931, vigente).
Il Corpo, istituito nel 1925, fu sciolto e sostituito dal Corpo delle guardie di pubblica sicurezza nel 1944.
Corpo delle guardie di pubblica sicurezza (1946-1980)
Medaglia al merito di servizio per i sottufficiali del Corpo delle guardie di pubblica sicurezza
dal 1948 al 14 luglio 1965:
 Medaglia d'argento al merito di servizio per i sottufficiali del Corpo delle guardie di pubblica sicurezza (15 anni di servizio)
Classe unica, d'argento.
Medaglia militare al merito di lungo comando per gli ufficiali e sottufficiali dei Corpi delle guardie di pubblica sicurezza e degli agenti di custodia
dal 20 agosto 1965 al 1º aprile 1981:
 Medaglia militare al merito di lungo comando per gli ufficiali e sottufficiali dei Corpi delle guardie di pubblica sicurezza e degli agenti di custodia (d'oro, o di I grado, 20 anni di comando)
 Medaglia militare al merito di lungo comando per gli ufficiali e sottufficiali dei Corpi delle guardie di pubblica sicurezza e degli agenti di custodia (d'argento, o di II grado, 15 anni di comando)
 Medaglia militare al merito di lungo comando per gli ufficiali e sottufficiali dei Corpi delle guardie di pubblica sicurezza e degli agenti di custodia (di bronzo, o di III grado, 10 anni di comando)
Conferita «agli ufficiali e sottufficiali, in servizio o in congedo, che abbiano raggiunto globalmente, anche in più riprese, i [sovra indicati] periodi di comando di reparto»
(legge 14 luglio 1965, n. 938, art. 2, Istituzione della "medaglia militare al merito di lungo comando" per gli ufficiali e sottufficiali dei Corpi delle guardie di pubblica sicurezza e degli agenti di custodia e della "croce di anzianità di servizio" per i militari di ogni grado dei Corpi stessi, in G. U. n. 195 del 5 agosto 1965, n. 195, in vigore dal 20 agosto, vigente).
«La medaglia si porta al lato sinistro del petto appesa ad un nastro di seta [...] avente 10 liste di color cremisi e 9 liste di color bianco, alternate, in palo»
(decreto del Presidente della Repubblica 10 dicembre 1966, n. 1354, art. 1, c. 2, Caratteristiche delle insegne, nastri e diplomi relativi alle decorazioni istituite con legge 14 luglio 1965, n. 938, in G. U. n. 86 del 6 aprile 1967, in vigore dal 21 aprile, vigente).
Croce di anzianità di servizio per i militari dei Corpi delle guardie di pubblica sicurezza e degli agenti di custodia
dal 20 agosto 1965 al 1º aprile 1981:
 Croce d'oro di anzianità di servizio per gli ufficiali dei Corpi delle guardie di pubblica sicurezza e degli agenti di custodia (40 anni di servizio)
 Croce d'oro di anzianità di servizio per gli ufficiali dei Corpi delle guardie di pubblica sicurezza e degli agenti di custodia (25 anni di servizio)
 Croce d'argento di anzianità di servizio per i sottufficiali e militari di truppa dei Corpi delle guardie di pubblica sicurezza e degli agenti di custodia (25 anni di servizio)
 Croce d'argento di anzianità di servizio per i sottufficiali, gli appuntati, le guardie scelte e le guardie dei Corpi delle guardie di pubblica sicurezza e degli agenti di custodia (16 anni di servizio)
«[...] è coniata in oro per gli ufficiali e in argento per i sottufficiali, gli appuntati, le guardie scelte e le guardie. Hanno titolo a conseguirla, anche dopo la cessazione dal servizio, gli ufficiali dopo 25 anni di servizio ed i sottufficiali, gli appuntati, le guardie scelte e le guardie dopo 16 anni di servizio. Il nastro della croce d'oro è sormontato da una stelletta d'oro per gli ufficiali che abbiano prestato 40 anni di servizio; il nastro della croce d'argento è sormontato da una stelletta d'argento per i sottufficiali ed i militari di truppa che abbiano prestato 25 anni di servizio»
(legge 14 luglio 1965, n. 938, art. 3, Istituzione della "medaglia militare al merito di lungo comando" per gli ufficiali e sottufficiali dei Corpi delle guardie di pubblica sicurezza e degli agenti di custodia e della "croce di anzianità di servizio" per i militari di ogni grado dei Corpi stessi, in G. U. n. 195 del 5 agosto 1965, n. 195, in vigore dal 20 agosto, vigente).
«La croce si porta al lato sinistro del petto appesa ad un nastro di seta color azzurro [...], bordonato di bianco e tramezzato da una lista in palo con il tricolore nazionale [...]»
(decreto del Presidente della Repubblica 10 dicembre 1966, n. 1354, art. 2, c. 2, Caratteristiche delle insegne, nastri e diplomi relativi alle decorazioni istituite con legge 14 luglio 1965, n. 938, in G. U. n. 86 del 6 aprile 1967, in vigore dal 21 aprile, vigente).
Il Corpo, istituito nel 1944, fu sciolto e sostituito dal Corpo della Polizia di Stato nel 1981.
Polizia di Stato:
dal 1º aprile 1981 al 5 giugno 1990:
in uso le decorazioni precedenti
Croce di anzianità di servizio per i militari dei Corpi delle guardie di pubblica sicurezza e degli agenti di custodia
 Medaglia militare al merito di lungo comando per gli ufficiali e sottufficiali dei Corpi delle guardie di pubblica sicurezza e degli agenti di custodia (d'oro, o di I grado, 20 anni di comando)
 Medaglia militare al merito di lungo comando per gli ufficiali e sottufficiali dei Corpi delle guardie di pubblica sicurezza e degli agenti di custodia (d'argento, o di II grado, 15 anni di comando)
 Medaglia militare al merito di lungo comando per gli ufficiali e sottufficiali dei Corpi delle guardie di pubblica sicurezza e degli agenti di custodia (di bronzo, o di III grado, 10 anni di comando)
(legge 14 luglio 1965, n. 938, art. 2, Istituzione della "medaglia militare al merito di lungo comando" per gli ufficiali e sottufficiali dei Corpi delle guardie di pubblica sicurezza e degli agenti di custodia e della "croce di anzianità di servizio" per i militari di ogni grado dei Corpi stessi, in G. U. n. 195 del 5 agosto 1965, n. 195, in vigore dal 20 agosto, vigente).
«La medaglia si porta al lato sinistro del petto appesa ad un nastro di seta [...] avente 10 liste di color cremisi e 9 liste di color bianco, alternate, in palo»
(decreto del Presidente della Repubblica 10 dicembre 1966, n. 1354, art. 1, c. 2, Caratteristiche delle insegne, nastri e diplomi relativi alle decorazioni istituite con legge 14 luglio 1965, n. 938, in G. U. n. 86 del 6 aprile 1967, in vigore dal 21 aprile, vigente).
Croce di anzianità di servizio per i militari dei Corpi delle guardie di pubblica sicurezza e degli agenti di custodia
 Croce d'oro di anzianità di servizio per gli ufficiali dei Corpi delle guardie di pubblica sicurezza e degli agenti di custodia (40 anni di servizio)
 Croce d'oro di anzianità di servizio per gli ufficiali dei Corpi delle guardie di pubblica sicurezza e degli agenti di custodia (25 anni di servizio)
 Croce d'argento di anzianità di servizio per i sottufficiali e militari di truppa dei Corpi delle guardie di pubblica sicurezza e degli agenti di custodia (25 anni di servizio)
 Croce d'argento di anzianità di servizio per i sottufficiali, gli appuntati, le guardie scelte e le guardie dei Corpi delle guardie di pubblica sicurezza e degli agenti di custodia (16 anni di servizio)
(legge 14 luglio 1965, n. 938, art. 3, Istituzione della "medaglia militare al merito di lungo comando" per gli ufficiali e sottufficiali dei Corpi delle guardie di pubblica sicurezza e degli agenti di custodia e della "croce di anzianità di servizio" per i militari di ogni grado dei Corpi stessi, in G. U. n. 195 del 5 agosto 1965, n. 195, in vigore dal 20 agosto, vigente).
«La croce si porta al lato sinistro del petto appesa ad un nastro di seta color azzurro [...], bordonato di bianco e tramezzato da una lista in palo con il tricolore nazionale [...]»
(decreto del Presidente della Repubblica 10 dicembre 1966, n. 1354, art. 2, c. 2, Caratteristiche delle insegne, nastri e diplomi relativi alle decorazioni istituite con legge 14 luglio 1965, n. 938, in G. U. n. 86 del 6 aprile 1967, in vigore dal 21 aprile, vigente)
dal 5 giugno 1990 - attuali:
Medaglia al merito di servizio della Polizia di Stato
 Medaglia al merito di servizio della Polizia di Stato (20 anni di servizio)
 Medaglia al merito di servizio della Polizia di Stato (15 anni di servizio)
 Medaglia al merito di servizio della Polizia di Stato (10 anni di servizio)
Croce per anzianità di servizio della Polizia di Stato
 Croce per anzianità di servizio della Polizia di Stato (35 anni di servizio)
 Croce per anzianità di servizio della Polizia di Stato (30 anni di servizio)
 Croce per anzianità di servizio della Polizia di Stato (20 anni di servizio)
Medaglia al merito di lunga navigazione aerea della Polizia di Stato
 Medaglia al merito di lunga navigazione aerea della Polizia di Stato (20 anni di volo)
 Medaglia al merito di lunga navigazione aerea della Polizia di Stato (15 anni di volo)
 Medaglia al merito di lunga navigazione aerea della Polizia di Stato (10 anni di volo)
Medaglia al merito di lunga navigazione della Polizia di Stato
 Medaglia al merito di lunga navigazione della Polizia di Stato (20 anni di imbarco)
 Medaglia al merito di lunga navigazione della Polizia di Stato (15 anni di imbarco)
 Medaglia al merito di lunga navigazione della Polizia di Stato (10 anni di imbarco)
Medaglia di commiato della Polizia di Stato
 Medaglia di commiato in argento della Polizia di Stato
Medaglia non portativa
(decorazioni istituite con decreto del ministro dell'Interno 5 giugno 1990, n. 333A/9816.A(2).
Medaglie commemorative della Polizia di Stato
 Medaglia commemorativa in bronzo dell'alluvione in Piemonte, anno 1994 (9 aprile 1999 - attuale)
(decreto del ministro dell'Interno, 9 aprile 1999).
 Medaglia commemorativa in bronzo dell'alluvione in Provincia di Crotone, anno 1996 (3 febbraio 2000 - attuale)
(decreto del ministro dell'Interno, 3 febbraio 2000).
Medaglia d'oro ai familiari e ai grandi invalidi "Vittime del Dovere" della Polizia di Stato
dal 7 luglio 2006 - attuale:
 Medaglia d'oro ai familiari e ai grandi invalidi "Vittime del Dovere" della Polizia di Stato
Medaglia non portativa
(decreto del Presidente della Repubblica 7 luglio 2006, n. 243).
Nastrini di merito della Polizia di Stato
Nastrino di lungo impiego nei servizi di ordine pubblico
dal 10 ottobre 2011 - attuale:
 di IV livello (oltre 3 riconoscimenti)
 di III livello (3 riconoscimenti)
 di II livello (2 riconoscimenti)
 di I livello (1 riconoscimento)
(decreto del ministro dell'Interno, 10 ottobre 2011).
Attestato di merito per il personale impegnato nell'emergenza nazionale Covid-19
dal 23 settembre 2020 - 31 marzo 2022
 Nastrino dell'Attestato di merito per il personale impegnato nell'emergenza nazionale Covid-19
(decreto del Capo della Polizia - Direttore Generale della Pubblica Sicurezza, 29 settembre 2020).

### Corpo di Polizia dell'Africa italiana (in acronimo PAI, 1936-1945)
Croce d'anzianità di servizio della Polizia dell'Africa italiana
dal 27 gennaio 1942 al 9 marzo 1945:
 Croce d'anzianità di servizio della Polizia dell'Africa italiana d'oro con corona reale (ufficiali, 40 anni di servizio)
 Croce d'anzianità di servizio della Polizia dell'Africa italiana d'oro (ufficiali, 25 anni di servizio)
 Croce d'anzianità di servizio della Polizia dell'Africa italiana d'argento con corona reale (sottufficiali e agenti nazionali, 25 anni di servizio)
 Croce d'anzianità di servizio della Polizia dell'Africa italiana d'argento (sottufficiali e agenti nazionali, 16 anni di servizio)
 Croce d'anzianità di servizio della Polizia dell'Africa italiana di bronzo con corona reale (agenti indigeni, 20 anni di servizio)
 Croce d'anzianità di servizio della Polizia dell'Africa italiana di bronzo (agenti indigeni, 10 anni di servizio)
«È istituita per il Corpo di polizia dell'Africa italiana una croce per anzianità di servizio (art. 1). La croce sarà [...] coniata in oro per gli ufficiali, in argento per i sottufficiali e agenti nazionali e in bronzo per gli agenti libici e dell'Africa Orientale Italiana. La croce si porterà appesa al petto con un nastro di seta della larghezza di mm. 37 formato da cinque strisce alternate dai colori bleu (mm. 7), verde (mm. 7), bianco (mm. 9) [...] (art. 2); [...] concessa anche dopo la cessazione dal servizio [...], a) agli ufficiali dopo 25 anni di effettivo servizio e b) ai sottufficiali ed agenti nazionali dopo 16 anni di effettivo servizio; c) agli agenti libici e dell'Africa Orientale Italiana dopo 10 anni di effettivo servizio [...] (art. 3). La croce d'oro sarà sormontata da corona Reale per gli ufficiali che abbiano prestato 40 anni di servizio, la croce d'argento parimenti da corona Reale per i sottufficiali e gli agenti nazionali che abbiano prestato 25 anni di servizio, computato nel modo predetto. La croce di bronzo sarà sormontata da corona Reale per gli agenti libici e dell'Africa Orientale Italiana che abbiano prestato 20 anni di servizio»
(regio decreto 10 ottobre 1941, n. 1457, Croce per anzianità di servizio nel Corpo di polizia dell'Africa italiana, in G. U. del Regno n. 8 del 12 gennaio 1942, in vigore dal 27 gennaio; abrogato dal decreto legislativo 13 dicembre 2010, n. 212).
Il Corpo fu sciolto nel 1945 (decreto legislativo luogotenenziale 15 febbraio 1945, n. 43, Soppressione del Corpo di polizia dell'Africa italiana, in G. U del Regno n. 29 dell'8 marzo 1945, in vigore dal giorno successivo).

### Corpo degli agenti di custodia (1890-1990), poi Corpo di polizia penitenziaria (1990 - attuale)
Corpo degli agenti di custodia (1890-1946)
Medaglia al merito di servizio nel Corpo degli agenti di custodia
dal 15 gennaio al 14 maggio 1907:
 Medaglia al merito di servizio per graduati e agenti del Corpo degli agenti di custodia (15 anni di servizio)
«[...] Avranno diritto a fregiarsene i graduati e gli agenti dopo 15 anni di servizio effettivo nel Corpo»
(legge 30 dicembre 1906, n. 649, art. 4, Provvedimenti in favore del personale amministrativo e sanitario degli stabilimenti carcerari e dei riformatori governativi e del personale di custodia degli stabilimenti carcerari, in G. U del Regno n. 303, del 31 dicembre 1906, in vigore dal 15 gennaio 1907; abrogato dal decreto-legge 22 dicembre 2008, n. 200, art. 2., c.1)
dal 14 maggio 1906 de facto fino all'8 settembre 1943 (de jure fino al 20 agosto 1965):
 Medaglia al merito di servizio nel Corpo degli agenti di custodia (15 anni di servizio)
Classe unica, d'argento.
«[...] coniata in argento [...] e istituita quale premio e distintivo agli agenti che abbiano prestato quindici anni di servizio effettivo nel Corpo (art. 105)».
Distintivi di merito
 Distintivi di merito
«Gli agenti possono ottenere distintivi di merito di cinque in cinque anni [...]. La decorrenza dei distintivi di merito è stabilita dal 1° o dal 16 di ogni mese (art. 100). Il distintivo di merito consiste nel portare uno stemma sulla parte superiore della manica sinistra della giubba e del cappotto, secondo il modello stabilito coll'annessa tabella B, col numero relativo al distintivo stesso, ricamato in argento (art. 101). Numero del distintivo ricamato in argento sormontato dalla corona Reale e poggiato su due rami semplici di alloro (dalla tab. B)»
(regio decreto 24 marzo 1907, n. 150, Che approva l'annesso regolamento per il Corpo degli agenti di custodia delle carceri, in G. U del Regno n. 101 del 29 aprile 1907, in vigore dal 14 maggio; abrogato con decreto legislativo 13 dicembre 2010, n. 212).
La precedente medaglia istituita dalla legge 649/1906 fu concessa a tutti gli agenti i quali al 1º gennaio 1907 avessero compiuto quindici anni di servizio (R.D. 150/1907, art. 259)
Medaglia al merito di servizio nel Corpo degli agenti di custodia
de facto dal 2 giugno 1946 al 20 agosto 1965:
 Medaglia al merito di servizio nel Corpo degli agenti di custodia (15 anni di servizio)
Classe unica, d'argento.
«[...] coniata in argento [...] e istituita quale premio e distintivo agli agenti che abbiano prestato quindici anni di servizio effettivo nel Corpo»
(regio decreto 24 marzo 1907, n. 150, art. 105, Che approva l'annesso regolamento per il Corpo degli agenti di custodia delle carceri, in G. U del Regno n. 101 del 29 aprile 1907, in vigore dal 14 maggio; abrogato con decreto legislativo 13 dicembre 2010, n. 212).
Medaglia militare al merito di lungo comando per gli ufficiali e sottufficiali dei Corpi delle guardie di pubblica sicurezza e degli agenti di custodia
dal 20 agosto 1965 al 1º aprile 1981:
 Medaglia militare al merito di lungo comando per gli ufficiali e sottufficiali dei Corpi delle guardie di pubblica sicurezza e degli agenti di custodia (d'oro, o di I grado, 20 anni di comando)
 Medaglia militare al merito di lungo comando per gli ufficiali e sottufficiali dei Corpi delle guardie di pubblica sicurezza e degli agenti di custodia (d'argento, o di II grado, 15 anni di comando)
 Medaglia militare al merito di lungo comando per gli ufficiali e sottufficiali dei Corpi delle guardie di pubblica sicurezza e degli agenti di custodia (di bronzo, o di III grado, 10 anni di comando)
«conferita agli ufficiali e sottufficiali, in servizio o in congedo, che abbiano raggiunto globalmente, anche in più riprese, i [sovra indicati] periodi di comando di reparto»
(legge 14 luglio 1965, n. 938, art. 2, Istituzione della "medaglia militare al merito di lungo comando" per gli ufficiali e sottufficiali dei Corpi delle guardie di pubblica sicurezza e degli agenti di custodia e della "croce di anzianità di servizio" per i militari di ogni grado dei Corpi stessi, in G. U. n. 195 del 5 agosto 1965, n. 195, in vigore dal 20 agosto, vigente).
«La medaglia si porta al lato sinistro del petto appesa ad un nastro di seta [...] avente 10 liste di color cremisi e 9 liste di color bianco, alternate, in palo»
(decreto del Presidente della Repubblica 10 dicembre 1966, n. 1354, art. 1, c. 2, Caratteristiche delle insegne, nastri e diplomi relativi alle decorazioni istituite con legge 14 luglio 1965, n. 938, in G. U. n. 86 del 6 aprile 1967, in vigore dal 21 aprile, vigente).
Croce di anzianità di servizio per i militari dei Corpi delle guardie di pubblica sicurezza e degli agenti di custodia
dal 20 agosto 1965 al 1º aprile 1981:
 Croce d'oro di anzianità di servizio per gli ufficiali dei Corpi delle guardie di pubblica sicurezza e degli agenti di custodia (40 anni di servizio)
 Croce d'oro di anzianità di servizio per gli ufficiali dei Corpi delle guardie di pubblica sicurezza e degli agenti di custodia (25 anni di servizio)
 Croce d'argento di anzianità di servizio per i sottufficiali e militari di truppa dei Corpi delle guardie di pubblica sicurezza e degli agenti di custodia (25 anni di servizio)
 Croce d'argento di anzianità di servizio per i sottufficiali, gli appuntati, le guardie scelte e le guardie dei Corpi delle guardie di pubblica sicurezza e degli agenti di custodia (16 anni di servizio)
«[...] è coniata in oro per gli ufficiali e in argento per i sottufficiali, gli appuntati, le guardie scelte e le guardie. Hanno titolo a conseguirla, anche dopo la cessazione dal servizio, gli ufficiali dopo 25 anni di servizio ed i sottufficiali, gli appuntati, le guardie scelte e le guardie dopo 16 anni di servizio. Il nastro della croce d'oro è sormontato da una stelletta d'oro per gli ufficiali che abbiano prestato 40 anni di servizio; il nastro della croce d'argento è sormontato da una stelletta d'argento per i sottufficiali ed i militari di truppa che abbiano prestato 25 anni di servizio»
(legge 14 luglio 1965, n. 938, art. 3, Istituzione della "medaglia militare al merito di lungo comando" per gli ufficiali e sottufficiali dei Corpi delle guardie di pubblica sicurezza e degli agenti di custodia e della "croce di anzianità di servizio" per i militari di ogni grado dei Corpi stessi, in G. U. n. 195 del 5 agosto 1965, n. 195, in vigore dal 20 agosto, vigente).
«La croce si porta al lato sinistro del petto appesa ad un nastro di seta color azzurro [...], bordonato di bianco e tramezzato da una lista in palo con il tricolore nazionale [...]»
(decreto del Presidente della Repubblica 10 dicembre 1966, n. 1354, art. 2, c. 2, Caratteristiche delle insegne, nastri e diplomi relativi alle decorazioni istituite con legge 14 luglio 1965, n. 938, in G. U. n. 86 del 6 aprile 1967, in vigore dal 21 aprile, vigente).
Il Corpo, istituito nel 1890, è stato sciolto e sostituito dal Corpo di Polizia penitenziaria nel 1990.
Corpo di Polizia penitenziaria (1990 - attuale)
dall'11 gennaio 1991 al 15 febbraio 1999:
in uso le decorazioni precedenti
Croce di anzianità di servizio per i militari dei Corpi delle guardie di pubblica sicurezza e degli agenti di custodia
 Medaglia militare al merito di lungo comando per gli ufficiali e sottufficiali dei Corpi delle guardie di pubblica sicurezza e degli agenti di custodia (d'oro, o di I grado, 20 anni di comando)
 Medaglia militare al merito di lungo comando per gli ufficiali e sottufficiali dei Corpi delle guardie di pubblica sicurezza e degli agenti di custodia (d'argento, o di II grado, 15 anni di comando)
 Medaglia militare al merito di lungo comando per gli ufficiali e sottufficiali dei Corpi delle guardie di pubblica sicurezza e degli agenti di custodia (di bronzo, o di III grado, 10 anni di comando)
(legge 14 luglio 1965, n. 938)
Croce di anzianità di servizio per i militari dei Corpi delle guardie di pubblica sicurezza e degli agenti di custodia
 Croce d'oro di anzianità di servizio per gli ufficiali dei Corpi delle guardie di pubblica sicurezza e degli agenti di custodia (40 anni di servizio)
 Croce d'oro di anzianità di servizio per gli ufficiali dei Corpi delle guardie di pubblica sicurezza e degli agenti di custodia (25 anni di servizio)
 Croce d'argento di anzianità di servizio per i sottufficiali e militari di truppa dei Corpi delle guardie di pubblica sicurezza e degli agenti di custodia (25 anni di servizio)
 Croce d'argento di anzianità di servizio per i sottufficiali, gli appuntati, le guardie scelte e le guardie dei Corpi delle guardie di pubblica sicurezza e degli agenti di custodia (16 anni di servizio)
(legge 14 luglio 1965, n. 938)
dal 15 febbraio 1999 - attuale:
Croce di anzianità servizio della Polizia penitenziaria
 Croce di anzianità servizio della Polizia penitenziaria d'oro o di primo grado (35 anni di servizio)
 Croce di anzianità servizio della Polizia penitenziaria d'argento o di secondo grado (30 anni di servizio)
 Croce di anzianità servizio della Polizia penitenziaria di bronzo o di terzo grado (20 anni di servizio)
Concessa «per lodevole servizio prestato nei ruoli del Corpo, al personale che abbia raggiunto, complessivamente, i [sopra indicati] periodi di servizio [...]. La croce di grado superiore assorbe e sostituisce quella di grado inferiore [...]. La concessione della croce di grado superiore richiede di avere ricevuto la croce di grado inferiore da non meno di due anni (art. 4). La croce è indossata al lato sinistro del petto appesa ad un nastro di seta di colore azzurro [...] bordato di bianco e tramezzato da una lista in palo con il tricolore nazionale [...]. Il nastro reca al centro una stelletta, in oro, in argento o in bronzo a seconda del grado della medaglia» (art. 5)
(decreto del Capo dipartimento dell'Amministrazione penitenziaria, 14 dicembre 2012, Modifica dei criteri per la concessione dei riconoscimenti per anzianità di servizio ed al merito di servizio della polizia penitenziaria, nonché le caratteristiche dei segni distintivi e modalità di uso, pubblicato in G. U. n. 301 del 28 dicembre 2012)
Medaglia al merito di servizio della Polizia penitenziaria
 Medaglia al merito di servizio della Polizia penitenziaria d'oro o di primo grado (20 anni di servizio)
 Medaglia al merito di servizio della Polizia penitenziaria d'argento o di secondo grado (15 anni di servizio)
 Medaglia al merito di servizio della Polizia penitenziaria di bronzo o di terzo grado (10 anni di servizio)
Conferita «al personale in possesso dei requisiti e che abbia prestato servizio [per i periodi sopra indicati]. La medaglia di grado superiore assorbe e sostituisce quella di grado inferiore (art. 6). La medaglia è indossata al lato sinistro del petto apposta ad un nastro di seta di colore azzurro [...], avente dieci liste di colore azzurro e nove liste di colore bianco, alternate in palo. Il nastro reca al centro una stelletta, in oro, in argento o in bronzo a seconda del grado della medaglia (art. 8)»
(decreto del Capo dipartimento dell'Amministrazione penitenziaria, 14 dicembre 2012, Modifica dei criteri per la concessione dei riconoscimenti per anzianità di servizio ed al merito di servizio della polizia penitenziaria, nonché le caratteristiche dei segni distintivi e modalità di uso, pubblicato in G. U. n. 301 del 28 dicembre 2012)
Medaglia al merito di lunga navigazione della Polizia penitenziaria
 Medaglia al merito di lunga navigazione della Polizia penitenziaria d'oro o di primo grado (20 anni di imbarco)
 Medaglia al merito di lunga navigazione della Polizia penitenziaria d'argento o di secondo grado (15 anni di imbarco)
 Medaglia al merito di lunga navigazione della Polizia penitenziaria di bronzo o di terzo grado (10 anni di imbarco)
Conferita «agli appartenenti al Corpo che abbiano compiuto globalmente sui natanti dell'Amministrazione servizio [per i periodi sopra indicati]. La medaglia di grado superiore assorbe e sostituisce quella di grado inferiore (art. 9). La medaglia è indossata al lato sinistro del petto apposta ad un nastro di seta di colore azzurro [...], tramezzato da una lista in palo [...] composta da tre bande [...] ciascuna, di cui le due esterne di colore celeste e quella centrale di colore bianco. Il nastro reca al centro una stelletta, in oro, in argento o in bronzo a seconda del grado della medaglia (art. 10)»
(decreto del Capo dipartimento dell'Amministrazione penitenziaria, 14 dicembre 2012, Modifica dei criteri per la concessione dei riconoscimenti per anzianità di servizio ed al merito di servizio della polizia penitenziaria, nonché le caratteristiche dei segni distintivi e modalità di uso, pubblicato in G. U. n. 301 del 28 dicembre 2012)
 Medaglia di commiato della Polizia penitenziaria
Medaglia non portativa.
Conferita «al personale del Corpo che cessi dal servizio per limiti d'età, per infermità contratta in servizio o perché deceduto in servizio. Contestualmente alla medaglia di commiato è consegnato il «Foglio di congedo»
(decreto del Capo dipartimento dell'Amministrazione penitenziaria, 14 dicembre 2012, art. 11, Modifica dei criteri per la concessione dei riconoscimenti per anzianità di servizio ed al merito di servizio della polizia penitenziaria, nonché le caratteristiche dei segni distintivi e modalità di uso, in G. U. n. 301 del 28 dicembre 2012).
Decorazioni istituite con decreto del Presidente della Repubblica 15 febbraio 1999, n. 82, Regolamento di servizio del Corpo di polizia penitenziaria, in G. U. n. 76 del 1º aprile 1999, S. O. n. 63, in vigore dal 16 aprile.

### Corpo forestale dello Stato (15 ottobre 1822 - 31 dicembre 2016)
dal 27 luglio 2006 al 31 dicembre 2016:
Medaglia Gualbertiana al merito di 10 lustri di servizio forestale
 Medaglia Gualbertiana al merito di 10 lustri di servizio forestale
Medaglia al merito di servizio del Corpo forestale dello Stato
 Medaglia al merito di servizio del Corpo forestale dello Stato (20 anni di comando)
 Medaglia al merito di servizio del Corpo forestale dello Stato (15 anni di comando)
 Medaglia al merito di servizio del Corpo forestale dello Stato (10 anni di comando)
Croce per l'anzianità di servizio del Corpo forestale dello Stato
 Croce per l'anzianità di servizio del Corpo forestale dello Stato (35 anni di servizio)
 Croce per l'anzianità di servizio del Corpo forestale dello Stato (25 anni di servizio)
 Croce per l'anzianità di servizio del Corpo forestale dello Stato (16 anni di servizio)
Medaglia di lunga navigazione del Corpo forestale dello Stato
 Medaglia di lunga navigazione del Corpo forestale dello Stato (20 anni di imbarco)
 Medaglia di lunga navigazione del Corpo forestale dello Stato (15 anni di imbarco)
 Medaglia di lunga navigazione del Corpo forestale dello Stato (10 anni di imbarco)
Medaglia di lunga navigazione aerea del Corpo forestale dello Stato
 Medaglia di lunga navigazione aerea del Corpo forestale dello Stato (20 anni e 600 ore di volo)
 Medaglia di lunga navigazione aerea del Corpo forestale dello Stato (15 anni e 450 ore di volo)
 Medaglia di lunga navigazione aerea del Corpo forestale dello Stato (10 anni e 300 ore di volo)
Medaglia d'onore di commiato del Corpo forestale dello Stato
 Medaglia d'onore di commiato del Corpo forestale dello Stato
Medaglia non portativa
Decorazioni istituite con decreto del Ministero delle politiche agricole, alimentari e forestali 27 luglio 2006, n. 444/298.
Il Corpo forestale dello Stato è stato sciolto il 31 dicembre 2016.

### Corpo nazionale dei vigili del fuoco (27 febbraio 1939 – attuale)
dal 15 luglio 1942 de facto al 2 giugno 1946
Medaglia al merito di servizio del Corpo nazionale dei vigili del fuoco (1942-1946)
 Medaglia al merito di servizio del Corpo nazionale dei vigili del fuoco (modello 1942)
Classe unica, d'argento.
Concessa ai «componenti il Corpo nazionale dei vigili del fuoco che si siano distinti in azioni di servizio di particolare importanza, in cui abbiano dato prova di speciale ardimento, capacità e zelo, e per le quali non siasi fatto luogo alla concessione di ricompense al valore (art. 64)»
Croce di anzianità del Corpo nazionale dei vigili del fuoco (1942-1946)
 Croce di anzianità del Corpo nazionale dei vigili del fuoco (15 anni di servizio, modello 1942)
Classe unica, di bronzo.
Concessa ai «componenti il Corpo nazionale dei vigili del fuoco che abbiano prestato effettivo lodevole servizio nel Corpo per un periodo di 15 anni dando prova di capacità e zelo. Per ogni periodo di 5 anni di servizio effettivo, oltre i 15 previsti al comma precedente, l'insignito [...] viene autorizzato ad applicare sul nastrino una fascetta metallica (…) (art. 65)»
Diploma di benemerenza del Corpo nazionale dei vigili del fuoco (1942-1946)
 Diploma di benemerenza del Corpo nazionale dei vigili del fuoco
«per i componenti il Corpo nazionale dei vigili del fuoco che si siano distinti in notevoli operazioni di servizio, in cui abbiano dato prova di coraggio, speciale capacità e zelo, e per le quali non siasi fatto luogo alla concessione di ricompense al valore. Il diploma di benemerenza può essere altresì concesso a coloro che abbiano prestato effettivo servizio nel Corpo per un periodo di 5 anni, dimostrando, durante tale periodo, coraggio, speciale capacità, zelo e disciplina (art. 67)»
Diploma atletico del Corpo nazionale dei vigili del fuoco (1942-1946)
 Diploma atletico del Corpo nazionale dei vigili del fuoco
Concesso «al personale che si sia particolarmente distinto in competizioni ginnico sportive di speciale importanza (art. 69)»
Ricompense istituite per sottufficiali, vigili scelti e vigili, con regio decreto 16 marzo 1942, n. 699, Norme sullo stato giuridico e sul trattamento economico del personale non statale del Corpo nazionale dei vigili del fuoco, in G. U. del Regno n. 152 del 30 giugno 1942, S. O. n. 152, in vigore dal 15 luglio; modificato dal decreto legislativo 8 marzo 2006, n. 139, Riassetto delle disposizioni relative alle funzioni ed ai compiti del Corpo nazionale dei vigili del fuoco, a norma dell'articolo 11 della legge 29 luglio 2003, n. 229, in G. U. del 5 aprile 2006, n. 80, S. O. n. 83; abrogato dal decreto del Ministero dell'interno 5 luglio 2007, n. 148.
Repubblica italiana (1946 -)
Medaglia al merito di servizio del Corpo nazionale dei vigili del fuoco (1946 - attuale)
de facto dal 2 giugno 1946 al 22 settembre 2007:
 Medaglia al merito di servizio del Corpo nazionale dei vigili del fuoco (modello 1946)
Classe unica, d'argento.
(regio decreto 16 marzo 1942, n. 699);
dal 22 settembre 2007 - attuale:
 Medaglia al merito di servizio del Corpo nazionale dei vigili del fuoco (modello 2007)
Classe unica, in lega argentata.
Conferita «ove per il medesimo fatto non sia stata concessa ricompensa al valore, a coloro che si sono distinti per aver dato prova di particolare ardimento e di eccezionali capacità professionali nell'attuazione di azioni di soccorso rilevanti»
(decreto del Ministro dell'interno, 5 luglio 2007, n. 148, art. 2, Regolamento recante le caratteristiche, le modalità di conferimento e le modalità d'uso dei segni di benemerenza e delle insegne conferiti al personale del Corpo nazionale dei vigili del fuoco, in G. U. n. 208 del 7 settembre 2007, in vigore dal 22 settembre).
Diploma con medaglia di benemerenza del Corpo nazionale dei vigili del fuoco (22 settembre 2007- attuale)
 Medaglia di benemerenza del Corpo nazionale dei vigili del fuoco
Classe unica, in lega bronzea.
Conferito «ove per il medesimo fatto non sia stata concessa ricompensa al valore, a coloro che, con riguardo ai risultati ottenuti, hanno dato prova di particolare ardimento e di eccezionali capacità professionali nell'attuazione di interventi di soccorso, con azioni sinergiche»
(decreto del Ministro dell'interno, 5 luglio 2007, n. 148, art. 3, Regolamento recante le caratteristiche, le modalità di conferimento e le modalità d'uso dei segni di benemerenza e delle insegne conferiti al personale del Corpo nazionale dei vigili del fuoco, in G. U. n. 208 del 7 settembre 2007, in vigore dal 22 settembre).
Croce di anzianità del Corpo nazionale dei vigili del fuoco (1946 - attuale)
de facto dal 2 giugno 1946 al 22 settembre 2007:
 Croce di anzianità del Corpo nazionale dei vigili del fuoco (15 anni di servizio, modello 1946)
Classe unica, di bronzo.
(regio decreto 16 marzo 1942, n. 699);
dal 22 settembre 2007 - attuale (modello 2007):
 Croce di anzianità del Corpo nazionale dei vigili del fuoco (30 anni di servizio)
 Croce di anzianità del Corpo nazionale dei vigili del fuoco (20 anni di servizio)
 Croce di anzianità del Corpo nazionale dei vigili del fuoco (15 anni di servizio)
Classe unica, di bronzo.
Conferita «a coloro che hanno prestato effettivo, meritevole servizio nel Corpo nazionale dei vigili del fuoco per un periodo di quindici anni»
(decreto del Ministro dell'interno, 5 luglio 2007, n. 148, art. 4 Regolamento recante le caratteristiche, le modalità di conferimento e le modalità d'uso dei segni di benemerenza e delle insegne conferiti al personale del Corpo nazionale dei vigili del fuoco, in G. U. n. 208 del 7 settembre 2007, in vigore dal 22 settembre).
Diploma di lodevole servizio del Corpo nazionale dei vigili del fuoco
dal 22 settembre 2007 - attuale:
 Diploma di lodevole servizio del Corpo nazionale dei vigili del fuoco
Classe unica, in lega «Vermeil» (dorata).
Medaglia non portativa.
Conferito «per l'opera svolta nel Corpo nazionale dei vigili del fuoco (…) al personale di ruolo collocato a riposo al compimento della anzianità minima richiesta; si prescinde da tale anzianità per coloro che sono dispensati dal servizio e non hanno riportato note di demerito o sanzioni disciplinari superiori alla censura» (art. 5). Unitamente alla medaglia e al diploma è consegnata una piccozza con il manico di legno e la parte superiore in acciaio (strumento simbolo dell'attività del vigile del fuoco) (All. A)»
(decreto del Ministro dell'interno, 5 luglio 2007, n. 148, Regolamento recante le caratteristiche, le modalità di conferimento e le modalità d'uso dei segni di benemerenza e delle insegne conferiti al personale del Corpo nazionale dei vigili del fuoco, in G. U. n. 208 del 7 settembre 2007, in vigore dal 22 settembre).
Nastrino commemorativi
 nastrino commemorativo dell'intervento per l'Alluvione in Piemonte (1994)
 nastrino commemorativo dell'intervento per l'incendio nel Duomo di Torino (1997)
 nastrino commemorativo per l'emergenza in Kossovo
 nastrino di Ambasciatore di Buona Volontà UNICEF

### Corpo militare dell'EI-ACISMOM (19 gennaio 1877 - attuale)
Distintivo d'onore al merito del Corpo speciale volontario ausiliario dell'Esercito Italiano dell'Associazione dei cavalieri italiani del Sovrano militare Ordine di Malta
 Distintivo d'onore d'oro al merito del Corpo Militare
 Distintivo d'onore d'argento al merito del Corpo Militare
 Distintivo d'onore di bronzo al merito del Corpo Militare
Classi d'oro, d'argento e di bronzo.
Croci di anzianità di servizio
 Croce per l'anzianità di servizio d'oro per ufficiali (40 anni di servizio)
 Croce per l'anzianità di servizio d'oro per ufficiali con corona turrita (25 anni di servizio)
 Croce per l'anzianità di servizio in argento per sottufficiali e truppa (25 anni di servizio)
 Croce per l'anzianità di servizio in argento per ufficiali, sottufficiali e truppa (16 anni di servizio)
Medaglie commemorative
 Medaglia commemorativa della Campagna di guerra 1915-1918
Classi d'argento (per ufficiali) e di bronzo (per il personale di assistenza).
 Medaglia commemorativa della Campagna di guerra 1940-1945
Classi d'argento (per ufficiali) e di bronzo (per il personale di assistenza).

## Altre medaglie
Distinzione commemorativa del lavoro prestato nell'Africa Orientale Italiana nel periodo dal 1º gennaio 1935 al 9 maggio 1939 (12 gennaio 1939 - 16 dicembre 2010)
 Medaglia relativa alla distinzione commemorativa del lavoro prestato nell'Africa Orientale Italiana nel periodo dal 1º gennaio 1935 al 9 maggio 1939
Classe unica.
«La relativa medaglia si porterà al lato sinistro del petto, appeso ad un nastro di seta [...] formato da cinque righe longitudinali alternate dei colori arancione e giallo (art. 2). La distinzione è concessa al lavoratore che, entro il periodo di tempo indicato [...], abbia prestato la propria opera per almeno due anni continuativi per lavori di pubblica utilità nell'Africa Orientale Italiana, dimostrando buona condotte e capacità Iavorativa, ovvero sia divenuto invalido in seguito ad infortunio o malattia derivante dalla prestazione di opera per i suddetti lavori (art. 3). Il periodo di tempo nel corso del quale il lavoratore sia come militare che come civile, abbia a qualsiasi titolo conseguito diritto alla concessione della medaglia commemorativa delle operazioni militari in Africa Orientale, con nastro sia provvisto che privo di gladio romano, non è computata ai fini del conferimento della distinzione istituita con il presente decreto (art. 4). [...] Fino a quando non sarà provveduto al conio e alla distribuzione della medaglia commemorativa prevista [...] il lavoratore, che abbia diritto alla medaglia stessa, sarà autorizzato a fregiarsi del nastrino, da portarsi anch'esso sul lato sinistro del petto (art. 5)»
(regio decreto 25 agosto 1938, n. 1916, Istituzione di una distinzione commemorativa del lavoro nell'Africa Orientale Italiana, in G. U. del Regno n. 296 del 28 dicembre 1938; abrogato con decreto legislativo 13 dicembre 2010, n. 212).
Il conferimento della medaglia è cessato dopo la perdita dei possedimenti coloniali italiani a seguito della seconda guerra mondiale, comportandone di fatto l'estinzione già dal 1943, ma la formale abrogazione risale solo al 2010.
Medaglia commemorativa della campagna di ricerca scientifica in Antartide (7 marzo 1991 - attuale)
 Medaglia commemorativa della campagna di ricerca scientifica in Antartide
Classe unica.
Concessa per «tributare un visibile riconoscimento al personale della Difesa e delle altre Amministrazioni [...] che con alto senso del dovere [...] abbia prestato, presti o presterà servizio in missioni nazionali impegnate nel continente Antartico»
(decreto interministeriale Ministeri della difesa, università, ricerca scientifica e tecnologica 7 marzo 1994).
Insegna d'onore della Casa Militare del Presidente della Repubblica (19 gennaio 2001 - attuale)
 Insegna d'onore della Casa Militare del Presidente della Repubblica
Classe unica, metallo dorato.
(decreto del Presidente della Repubblica 19 gennaio 2001, n. 21).
Concessa al personale delle Forze armate che presta o ha prestato servizio presso la Casa Militare del Presidente della Repubblica per un periodo continuativo non inferiore a 18 mesi, con altissimo senso del dovere, esemplare motivazione al lavoro e irreprensibile comportamento disciplinare, compresi «I militari in servizio nel Segretariato generale della Presidenza della Repubblica, compresi quelli inquadrati nel Reggimento Corazzieri, costituiscono, secondo la tradizione la “Casa Militare del Presidente della Repubblica"»
(decreto del Presidente della Repubblica 30 marzo 2007 n. 5/N, art. 12).
Medaglie della Fondazione Carnegie (Carnegie Foundation for the Advancement of Teaching) per atti di eroismo (31 ottobre 1911 - attuale)
 Medaglia d'oro della Fondazione Carnegie per atti di eroismo
 Medaglia d'argento della Fondazione Carnegie per atti di eroismo
 Medaglia di bronzo della Fondazione Carnegie per atti di eroismo
Conferita per «compensare qualunque atto di eroismo compiuto in Italia o nelle sue acque territoriali da un uomo o da una donna per salvare la vita umana in operazioni di pace»
(regio decreto 25 settembre 1911, n. 1088, Erezione in ente morale della fondazione Carnegie, in G. U. del Regno n. 241 del 16 ottobre 1911, vigente).

### Letteratura
- Alessio Varisco, Gli Ordini cavallereschi italiani: i sistemi premiali conferiti e riconosciuti dalla Repubblica Italiana, Arcidosso, Effigi, 2019, ISBN 978-88-6433-842-2.
- Dimitri Bini, Le Medaglie Ufficiali Militari e Civili del Regno d'Italia, Pontedera, CLD Libri, 2008, ISBN 978-88-7399-117-5.
- Alessandro Brambilla, Le medaglie italiane negli ultimi 200 anni: 1784-1900, Milano, 1985, SBN LO10433734.
- Alessandro Brambilla, Le medaglie italiane negli ultimi 200 anni: 1901-1996, Milano, 1997, SBN UBO3956179.
- Adriano Brambilla e Ivo Fossati, Medaglie a croce FF. AA. 1900/1989, Milano, Editrice Militare Italiana, 1993, SBN RAV0274315.
- Massimo Cartone, Ordini cavallereschi del Regno d'Italia, Milano, Cartone, 1984, SBN CFI0086716.
- Boris Dijust, Decorazioni, ricompense e riconoscimenti nella Polizia di Stato, Roma, Laurus, 2000, ISBN 88-8087-247-8.
- Ercole Ercoli, Le medaglie al valore, al merito e commemorative militari e civili nei regni di Sardegna, d'Italia e nella Repubblica italiana, 1793-1976, Milano, I.D.L., 1976, SBN SBL0057457.
- Erman von Heyden, Segni d'onore e distintivi del Regno d'Italia e degli ex Stati italiani, Sala Bolognese, Forni, 1998  [Wiesbaden 1910, ristampa analitica], SBN RAV2109118.
- Alberto Lembo, Onore al merito: onorificenze e decorazioni della Prima guerra mondiale, Rovereto, Museo storico italiano della guerra, 2005, SBN TO01412556.
- Roberto Manno, Duecento anni di medaglie: i segni del valore e della partecipazione ad eventi storici dal 1793 al 1993, Cinisello Balsamo, Hobby & Work, 1995, ISBN 88-7133-191-5.
- Giuseppe Morittu, Meriti e decorazioni: 1839-1945, Padova, 1989, SBN CFI0192794.
- Giuseppe Morittu, Guerre e decorazioni: 1848-1945, Padova, 1996, SBN BVE0107138.
- Costantino Scarpa e Paolo Sézanne, Le Decorazioni al Valore dei Regni di Sardegna e d'Italia: 1793-1946, Roma, Uffici storici Esercito, Marina, Aeronautica, 1976, SBN RML0108634.
- Costantino Scarpa e Paolo Sézanne, Le Decorazioni del Regno di Sardegna e del Regno d'Italia: le Decorazioni al merito, I, Roma, Uffici storici Esercito, Marina, Aeronautica, 1987.
- Costantino Scarpa e Paolo Sézanne, Le Decorazioni del Regno di Sardegna e del Regno d'Italia: le Decorazioni al merito, II, Roma, Uffici storici Esercito, Marina, Aeronautica, 1992.
- Costantino Scarpa e Paolo Sézanne, Le decorazioni del Regno di Sardegna e del Regno d'Italia: le Decorazioni Commemorative, I, Roma, Uffici storici Esercito, Marina, Aeronautica, 1982.
- Costantino Scarpa e Paolo Sézanne, Le decorazioni del Regno di Sardegna e del Regno d'Italia: le Decorazioni Commemorative, II, Roma, Uffici storici Esercito, Marina, Aeronautica, 1985.
- Costantino Scarpa e Paolo Sézanne, Le decorazioni al valore della Repubblica Italiana, Roma, Uffici storici Esercito, Marina, Aeronautica, 1981.
- Antonio Spada, Ordini dinastici della Real Casa di Savoia: decreti reali, Brescia, Grafo, 1985, SBN CFI0009346.
- Fausto Sparacino, Distintivi e medaglie della R.S.I., Milano, Editrice Militare Italiana, 1988, SBN RAV0027528.
- Fausto Sparacino, Distintivi e medaglie della R.S.I. 1943/45 della Legione SS italiana dei veterani della RSI, Milano, Editrice Militare Italiana, 1994, SBN LO10365983.
- Aldo Tassini, Con valore e con onore: la storia degli Italiani attraverso le medaglie e le decorazioni dal 1800 al 1945, Udine, Gasparri, 2011, ISBN 978-88-7541-232-6.

### Normativa
- Stato maggiore della difesa, V Reparto - Affari Generali, Regolamento per la disciplina delle uniformi, Roma, 2002.
- Comando generale dell'Arma dei carabinieri, Catalogo delle decorazioni di uso permanente, a.C.13., Roma, 2003.
- Comitato Olimpico Nazionale Italiano, Regolamento per l'assegnazione delle onorificenze sportive, Delibera 25 maggio 2008, n. 1376.
- Croce Rossa Italiana, Regolamento recante le norme per il conferimento delle ricompense della Croce Rossa Italiana, ed. 2000.